# Giải vô địch bóng đá thế giới 2018
Giải vô địch bóng đá thế giới 2018 (hay Cúp bóng đá thế giới 2018, tiếng Anh: 2018 FIFA World Cup, tiếng Nga: Чемпионат мира по футболу FIFA 2018) là lần thứ 21 của giải vô địch bóng đá thế giới, diễn ra tại Nga từ ngày 14 tháng 6 đến ngày 15 tháng 7 năm 2018. Đây là kỳ World Cup đầu tiên được tổ chức tại một quốc gia thuộc khu vực Đông Âu và cũng là lần đầu tiên được tổ chức tại một quốc gia thuộc Liên Xô cũ. Với chi phí ước tính hơn 14,2 tỷ đô la, đây là kỳ World Cup đắt đỏ nhất trước khi giải đấu năm 2022 tổ chức tại Qatar. Giải cũng chứng kiến sự xuất hiện lần đầu tiên của trợ lý trọng tài video (VAR).
32 đội tuyển quốc gia tham dự giải đấu, bao gồm nước chủ nhà Nga và 31 đội tuyển vượt qua vòng loại của giải. Trong đó có 20 đội đã góp mặt từ giải năm 2014, còn Iceland và Panama có lần tham dự đầu tiên. 64 trận đấu của giải được diễn ra trên 12 sân vận động thuộc 11 thành phố khác nhau của Nga.
Đương kim vô địch Đức bị loại ngay từ vòng bảng lần đầu tiên kể từ năm 1938, sau khi lần đầu tiên để thua hai trận vòng bảng mà đáng chú ý là trận thua sốc 0-2 trước đội bóng châu Á Hàn Quốc, qua đó trở thành đội đương kim vô địch thứ 5 trong lịch sử không vượt qua vòng bảng World Cup (sau Brasil năm 1966, Pháp năm 2002, Ý năm 1950 và 2010, và Tây Ban Nha năm 2014). Đội chủ nhà Nga đã lọt vào đến tứ kết của giải, thành tích tốt nhất của đội kể từ khi tách ra khỏi Liên bang Xô viết (trước đó Liên Xô lọt vào top 4 năm 1966). Croatia đã có lần đầu tiên trong lịch sử lọt vào một trận chung kết World Cup, vượt qua thành tích giành hạng 3 mà đội làm được vào năm 1998. Bỉ cũng có lần đầu tiên giành hạng 3 trong khi Anh lọt vào nhóm 4 đội mạnh nhất lần thứ 3 (trong đó có kỳ World Cup mà họ vô địch năm 1966) và cũng là lần đầu tiên kể từ năm 1990. Uruguay và Brazil đều bị loại tại tứ kết khiến cho Nam Mỹ ngày càng bị lép vế so với châu Âu.
Pháp giành chức vô địch World Cup lần thứ hai trong lịch sử (lần đầu vào năm 1998) khi đánh bại Croatia với tỷ số 4–2 trong trận chung kết tại sân vận động Luzhniki ở Moskva. Đây cũng là lần thứ tư liên tiếp mà chức vô địch thế giới thuộc về các đội bóng đến từ châu Âu, kể từ Ý năm 2006.

## Lựa chọn chủ nhà

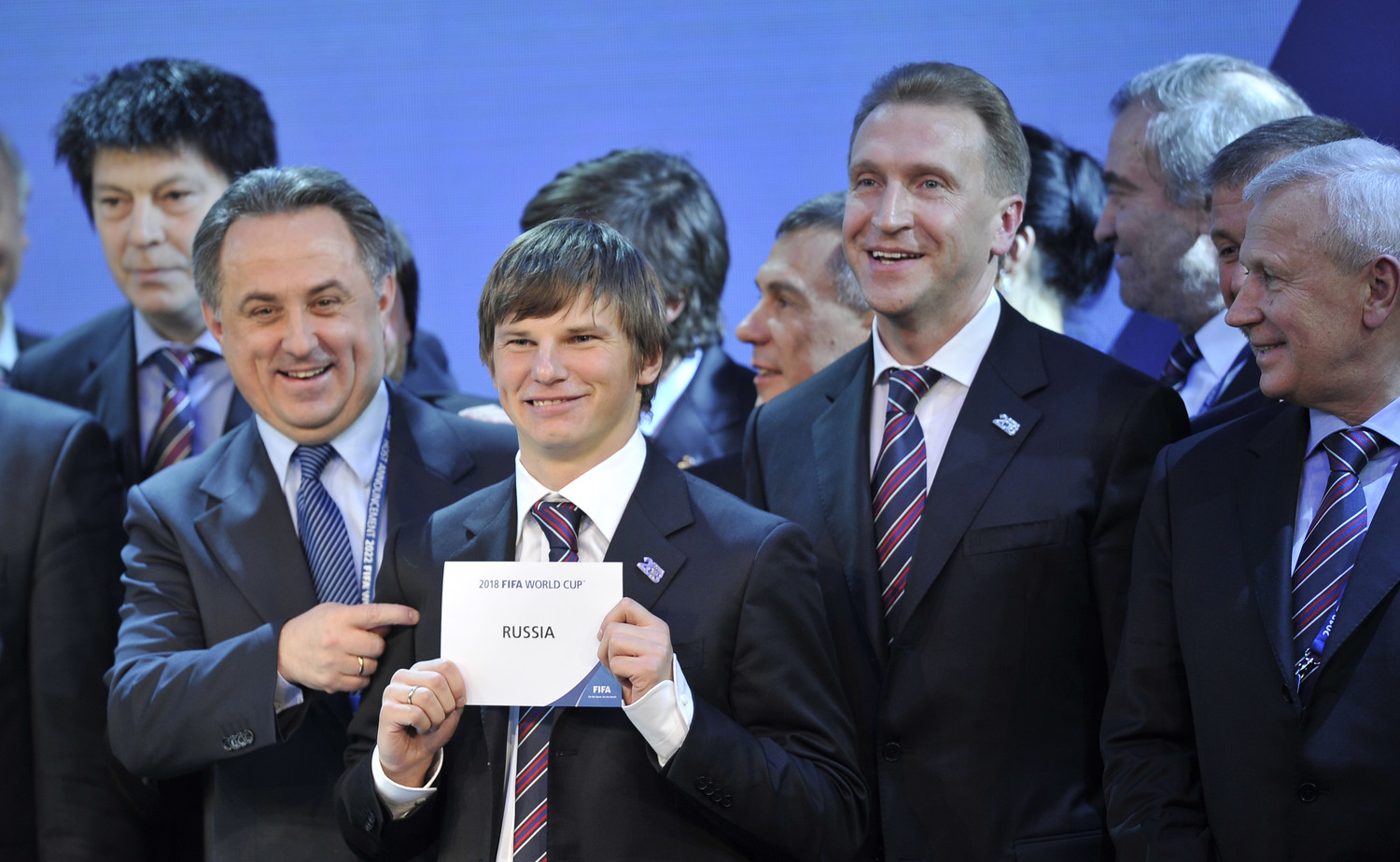
Andrey Arshavin cùng đại diện đấu thầu Nga kỷ niệm việc trao quyền đăng cai World Cup 2018 cho Nga, tháng 12 năm 2010.

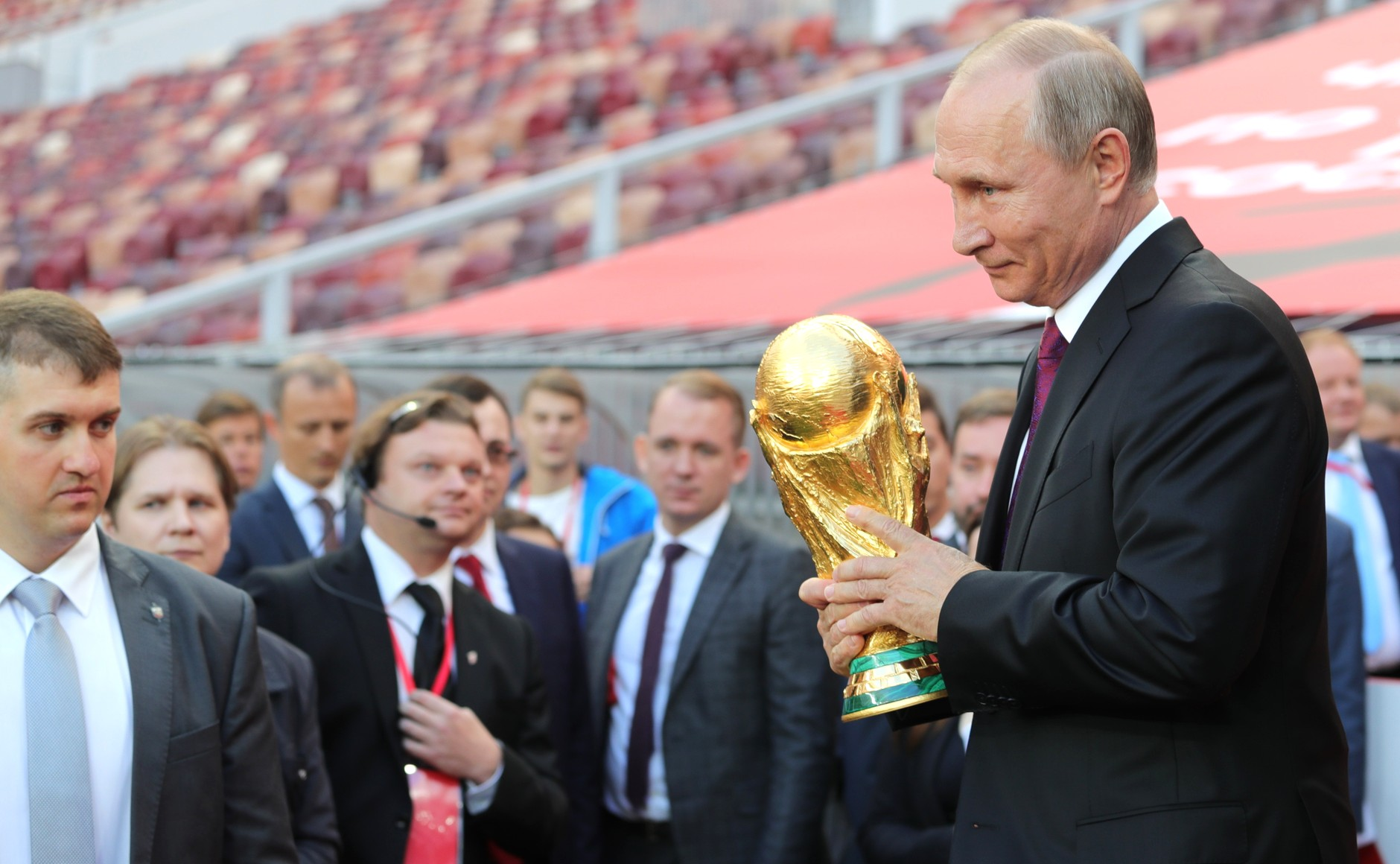
Tổng thống Nga Vladimir Putin đang cầm chiếc Cúp FIFA World Cup tại lễ trao giải trước ở Moskva, tháng 9 năm 2017

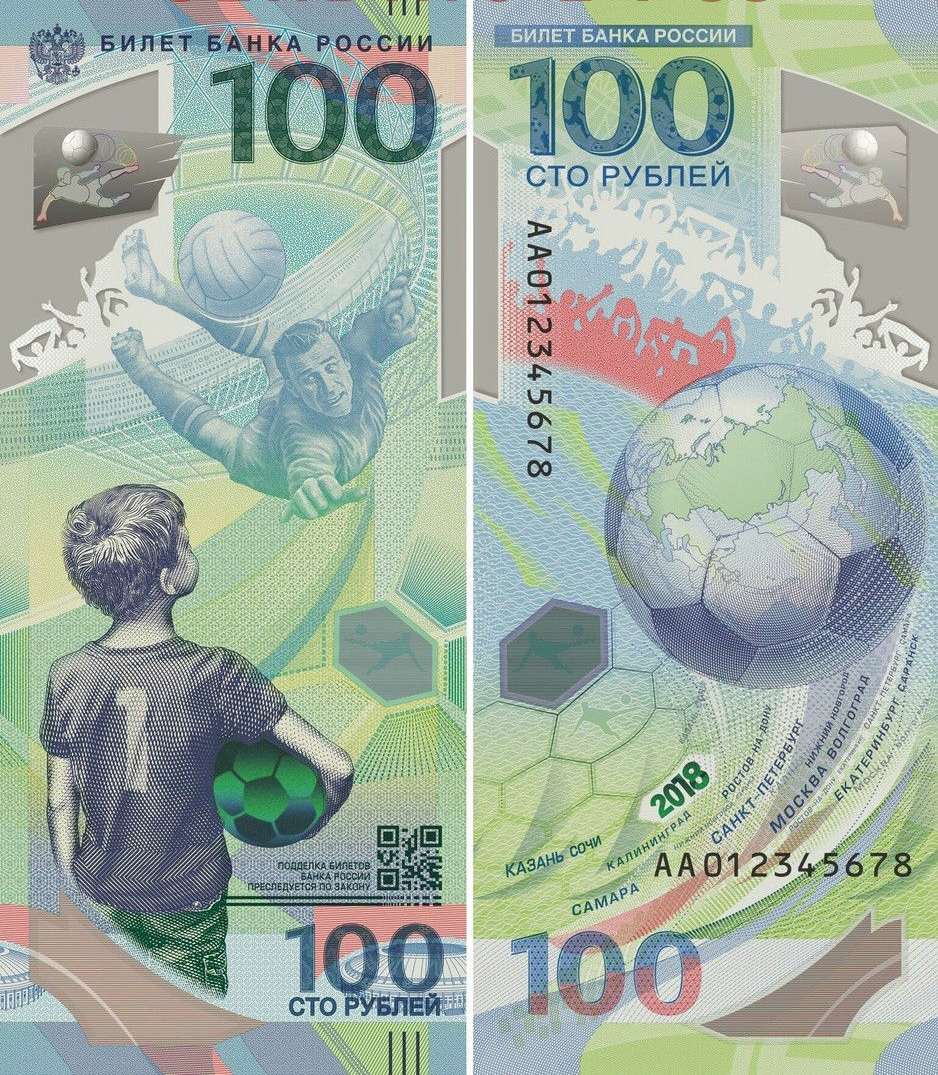
Tiền 100 rúp của ngân hàng Nga kỷ niệm giấy polymer năm 2018. Tiền giấy bạc kỷ niệm Giải vô địch bóng đá thế giới 2018.

Những thủ tục đấu thầu để đăng cai các giải vô địch bóng đá thế giới 2018 và 2022 đã bắt đầu vào tháng 1 năm 2009, và hạn chót để các liên đoàn bóng đá quốc gia làm thủ tục đăng ký là ngày 2 tháng 2 năm 2009. Ban đầu có chín quốc gia nộp hồ sơ xin đăng cai Giải vô địch bóng đá thế giới 2018, nhưng sau đó México rút lui, còn hồ sơ của Indonesia đã bị FIFA từ chối vào tháng 2 năm 2010 sau khi chính phủ nước này không đệ trình đơn hỗ trợ đấu thầu. Ba quốc gia không thuộc UEFA còn lại (Úc, Nhật Bản và Hoa Kỳ) cũng dần rút khỏi quá trình vận động xin đăng cai World Cup năm 2018, và hồ sơ xin đăng cai World Cup 2022 của các quốc gia thuộc UEFA cũng bị loại bỏ. Như vậy, cuối cùng chỉ còn lại bốn ứng viên xin đăng cai Giải vô địch bóng đá thế giới 2018, trong đó có 2 hồ sơ xin đồng đăng cai gồm có: Anh, Nga, Hà Lan/Bỉ và Bồ Đào Nha/Tây Ban Nha.
Ủy ban điều hành FIFA gồm 22 thành viên đã triệu tập tại Zürich vào ngày 2 tháng 12 năm 2010 để bỏ phiếu lựa chọn các quốc gia chủ nhà của cả hai giải đấu World Cup 2018 và World Cup 2022. Nga giành quyền được làm chủ nhà của giải đấu năm 2018 trong lượt bỏ phiếu vòng thứ hai khi đạt số phiếu bầu cao nhất ̣(13 phiếu). Bồ Đào Nha/Tây Ban Nha đứng thứ hai, và Bỉ/Hà Lan xếp thứ ba. Hồ sơ của Anh xin tổ chức giải đấu lần thứ hai của họ (lần đầu vào năm 1966) bị loại từ vòng bỏ phiếu đầu tiên.
Kết quả bỏ phiếu như sau:
| Các ứng cử viên          | Bỏ phiếu | Bỏ phiếu |
| Các ứng cử viên          | Vòng 1   | Vòng 2   |
| ------------------------ | -------- | -------- |
| Nga                      | 9        | 13       |
| Bồ Đào Nha / Tây Ban Nha | 7        | 7        |
| Bỉ / Hà Lan              | 4        | 2        |
| Anh                      | 2        | Bị loại  |

### Chỉ trích
Hiệp hội bóng đá Anh (FA) và một số liên đoàn thành viên khác đã gia tăng mối lo ngại về sự hối lộ từ Nga và tham nhũng từ các thành viên FIFA. Họ tuyên bố rằng bốn thành viên trong ủy ban điều hành đã yêu cầu tiền hối lộ để bỏ phiếu cho Anh, còn Sepp Blatter cho biết cuộc bỏ phiếu đã được dàn xếp trước để Nga giành chiến thắng. Một cuộc điều tra nội bộ do Michael J. Garcia dẫn đầu, mang tên Garcia Report 2014 đã bị Hans-Joachim Eckert, trưởng ban điều hành vấn đề đạo đức của FIFA từ chối phát hành trước công chúng. Thay vào đó Eckert đưa ra một bản tóm tắt sửa đổi ngắn hơn, và việc ông (và FIFA) miễn cưỡng công bố báo cáo đầy đủ đã khiến Garcia từ chức để phản đối. Chính vì những tranh cãi trên, FA đã từ chối chấp nhận sự tha tội của Eckert cho Nga, khi Greg Dyke kêu gọi tái kiểm tra vụ việc và David Bernstein kêu gọi tẩy chay World Cup.

## Các đội tuyển

### Vòng loại
Ngoại trừ đội tuyển Nga được vào thẳng do là chủ nhà, tất cả 209 quốc gia là thành viên của FIFA đều phải tham gia vòng loại để xác định ra 32 đội tuyển lọt vào vòng chung kết của giải đấu được tổ chức trên đất Nga. Zimbabwe và Indonesia đã bị cấm thi đấu và sau đó bị trục xuất khi chưa thi đấu một trận đấu nào ở vòng loại, với Gibraltar và Kosovo, gia nhập FIFA vào 13 tháng 5 năm 2016 (sau thời gian sắp xếp sơ đồ thi đấu nhưng trước khi bắt đầu vòng loại châu Âu), nên được tham dự vòng loại. Số đội tham dự cho mỗi châu lục (không tính chủ nhà) vẫn tương tự như năm 2014. Trận đấu đầu tiên của vòng loại World Cup 2018 là trận đấu vào ngày 12 tháng 3 năm 2015 giữa Đông Timor và Mông Cổ, thuộc hệ thống vòng loại khu vực châu Á (AFC). Lễ bốc thăm vòng loại diễn ra vào lúc 18:00 giờ địa phương (UTC+3) ngày 25 tháng 7 năm 2015 tại Cung điện Konstantinovsky ở Strelna, Sankt-Peterburg.
Trong số 32 quốc gia đủ điều kiện tham dự FIFA World Cup 2018, có 20 nước đã tham dự giải đấu trước đó vào năm 2014, trong khi hai đội tuyển Iceland và Panama có lần đầu tiên trong lịch sử tham dự một kì World Cup, Iceland cũng đi vào lịch sử khi là quốc gia ít dân nhất có đội tuyển bóng đá tham dự World Cup . Một số đội tuyển khác cũng đã có sự trở lại sau khi đã vắng mặt trong ít nhất ba kì World Cup bao gồm: Ai Cập, lần đầu tham dự sau 28 năm vắng mặt từ lần xuất hiện cuối cùng vào năm 1990; Maroc, có lần gần nhất tham dự World Cup vào năm 1998; Peru, trở lại giải đấu lớn nhất hành tinh sau 36 năm vắng mặt (từ năm 1982); và Senegal, đã có lần thứ 2 tham dự World Cup sau khi lọt vào tứ kết năm 2002. Đây là lần đầu tiên có ba quốc gia Bắc Âu (Đan Mạch, Iceland và Thụy Điển) và bốn quốc gia thuộc thế giới Ả Rập (Ai Cập, Maroc, Ả Rập Xê Út và Tunisia) cùng giành quyền tham dự vòng chung kết.
Các quốc gia đáng chú ý không vượt qua vòng loại World Cup lần này bao gồm đội tuyển từng 4 lần vô địch Ý (lần đầu tiên vắng mặt kể từ năm 1958) và đội tuyển từng ba lần về nhì Hà Lan (lần đầu tiên kể từ năm 2002), cùng với bốn nhà vô địch châu lục: nhà vô địch Cúp bóng đá châu Phi 2017 Cameroon, nhà vô địch 2 lần liên tiếp Copa América và á quân của Cúp Liên đoàn các châu lục 2017 Chile, nhà vô địch Cúp bóng đá châu Đại Dương 2016 New Zealand, và nhà vô địch Cúp Vàng CONCACAF 2017 Hoa Kỳ (lần đầu tiên kể từ năm 1986). Các đội bóng đáng chú ý khác cũng không thể giành vé tham dự là Ghana và Bờ Biển Ngà, dù cả hai đều đã tham dự ba giải đấu trước đó.
Ghi chú: Xếp hạng tương đương với Bảng xếp hạng bóng đá nam FIFA lúc vòng chung kết bắt đầu.

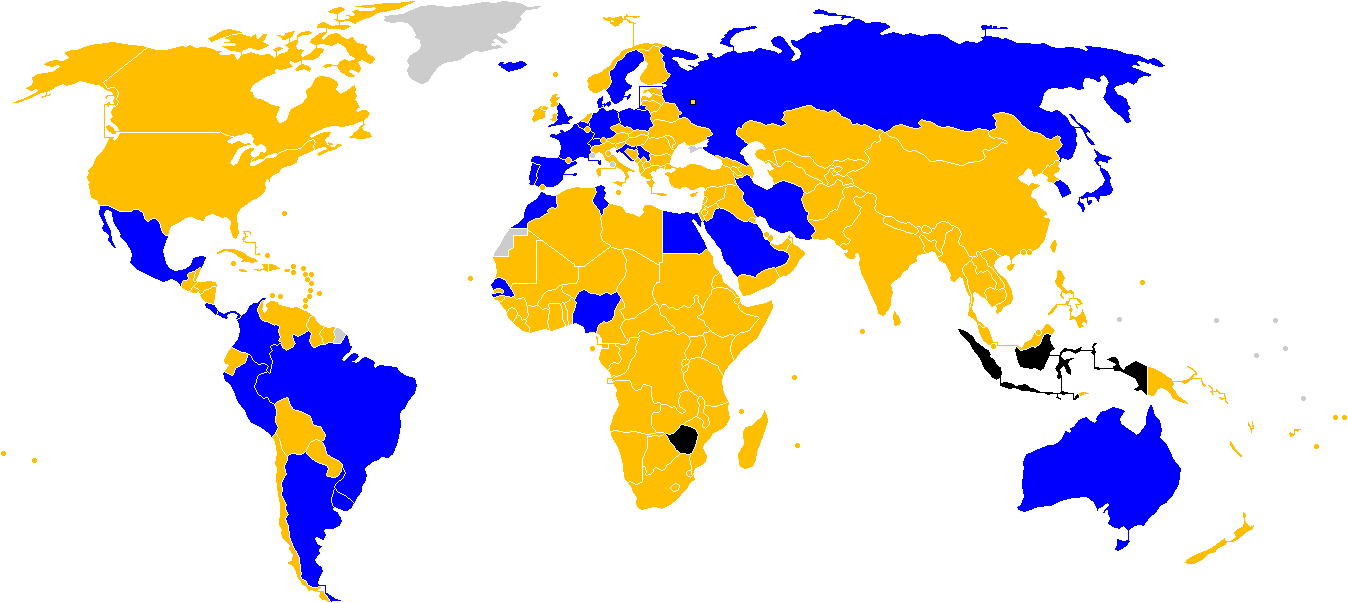
Đội tuyển giành quyền tham dự vòng chung kết
Đội tuyển không vượt qua vòng loại
Đội tuyển bị FIFA cấm thi đấu khi chưa thi đấu một trận nào tại vòng loại
Đội tuyển không phải là thành viên của FIFA

| AFC (5) - Úc (36) - Iran (37) - Nhật Bản (61) - Ả Rập Xê Út (67) - Hàn Quốc (57) CAF (5) - Ai Cập (45) - Maroc (41) - Nigeria (48) - Sénégal (27) - Tunisia (21) | CONCACAF (3) - Costa Rica (23) - México (15) - Panamá (55) CONMEBOL (5) - Brasil (2) - Argentina (5) - Colombia (16) - Perú (11) - Uruguay (14) OFC (0) - Không có đại diện | UEFA (14) - Bỉ (3) - Croatia (20) - Đan Mạch (12) - Anh (12) - Pháp (7) - Đức (1) - Iceland (22) - Ba Lan (8) - Bồ Đào Nha (4) - Nga (70) (chủ nhà) - Serbia (34) - Tây Ban Nha (10) - Thụy Điển (24) - Thụy Sĩ (6) |  |

### Bốc thăm
Lễ bốc thăm được tổ chức vào ngày 1 tháng 12 năm 2017, lúc 18:00 giờ Moskva, tại Điện Kremlin ở Moskva. 32 đội tuyển được rút thăm chia thành 8 bảng 4 đội.
Đối với lễ bốc thăm, các đội tuyển được phân bổ vào bốn nhóm được dựa trên bảng xếp hạng thế giới FIFA vào tháng 10 năm 2017. Nhóm 1 gồm chủ nhà Nga (được tự động gán vào vị trí A1) và 7 đội tuyển có thứ hạng cao nhất trên BXH FIFA, nhóm 2 chứa 8 đội tuyển tiếp theo, và cứ như vậy cho các nhóm 3 và 4. Điều này có khác biệt so với các lễ bốc thăm trước đó (chỉ nhóm 1 được dựa trên bảng xếp hạng FIFA khi các nhóm còn lại đã được dựa trên cân nhắc về địa lý). Tương tự như các kỳ World Cup trước, các đội tuyển từ cùng liên đoàn không được cùng bảng đấu với nhau, ngoại trừ châu Âu nơi mỗi bảng có thể chứa lên đến hai đội tuyển tới từ châu lục này.
| Nhóm 1 | Nhóm 2 | Nhóm 3 | Nhóm 4 |
| --- | --- | --- | --- |
| Nga (65) (chủ nhà) · Đức (1) (đương kim vô địch) · Brasil (2) · Bồ Đào Nha (3) · Argentina (4) · Bỉ (5) · Ba Lan (6) · Pháp (7) | Tây Ban Nha (8) · Perú (10) · Thụy Sĩ (11) · Anh (12) · Colombia (13) · México (16) · Uruguay (17) · Croatia (18) | Đan Mạch (19) · Iceland (21) · Costa Rica (22) · Thụy Điển (25) · Tunisia (28) · Ai Cập (30) · Sénégal (32) · Iran (34) | Serbia (38) · Nigeria (41) · Úc (43) · Nhật Bản (44) · Maroc (48) · Panamá (49) · Hàn Quốc (62) · Ả Rập Xê Út (63) |

### Đội hình
Mỗi đội tuyển phải đăng ký một danh sách sơ bộ gồm 30 cầu thủ. Từ đội hình sơ bộ, đội tuyển phải đăng ký một đội hình cuối cùng gồm 23 cầu thủ (ba cầu thủ trong đội tuyển đó phải là thủ môn) theo thời hạn FIFA. Các cầu thủ trong đội hình cuối cùng có thể được thay thế do chấn thương nghiêm trọng trong vòng 24 giờ trước khi bắt đầu trận đấu đầu tiên của đội tuyển, nơi các cầu thủ thay thế không cần phải vào đội hình vòng sơ bộ.
Đối với các cầu thủ có tên trong đội hình vòng sơ bộ gồm 30 cầu thủ, thời gian nghỉ ngơi bắt buộc đối với họ là từ giữa ngày 21 và ngày 27 tháng 5 năm 2018, ngoại trừ những cầu thủ thi đấu trong trận chung kết UEFA Champions League 2018 được diễn ra vào ngày 26 tháng 5.
Trong tháng 2 năm 2018, FIFA công bố rằng số lượng cầu thủ được trong danh sách sơ bộ sẽ được tăng từ 30 lên 35.

## Trọng tài
Vào ngày 29 tháng 3 năm 2018, FIFA đã phát hành danh sách 36 trọng tài và 63 trợ lý trọng tài được lựa chọn để điều khiển các trận đấu. Vào ngày 30 tháng 4 năm 2018, FIFA đã phát hành danh sách 13 trọng tài điều khiển công nghệ VAR, những người chỉ hoạt động như thiết bị VAR trong giải đấu.
| Danh sách các trọng tài | Danh sách các trọng tài               | Danh sách các trọng tài | Danh sách các trọng tài |
| Liên đoàn               | Trọng tài                             | Trợ lý trọng tài | Trợ lý trọng tài Video |
| ----------------------- | ------------------------------------- | --- | --- |
| AFC                     | Fahad Al-Mirdasi (Ả Rập Xê Út)        | Yaser Khalil Abdulla Tulefat (Bahrain) / Mohammed Al Abakry (Ả Rập Xê Út) Taleb Al Maari (Qatar) / Mohamed Alhammadi (UAE) Abdulah Alshalwai (Ả Rập Xê Út) / Mohammadreza Mansouri (Iran) Abduxamidullo Rasulov (Uzbekistan) / Sagara Toru (Nhật Bản) Jakhongir Saidov (Uzbekistan) / Reza Sokhandan (Iran) | Abdulrahman Al-Jassim (Qatar) |
| AFC                     | Alireza Faghani (Iran)                | Yaser Khalil Abdulla Tulefat (Bahrain) / Mohammed Al Abakry (Ả Rập Xê Út) Taleb Al Maari (Qatar) / Mohamed Alhammadi (UAE) Abdulah Alshalwai (Ả Rập Xê Út) / Mohammadreza Mansouri (Iran) Abduxamidullo Rasulov (Uzbekistan) / Sagara Toru (Nhật Bản) Jakhongir Saidov (Uzbekistan) / Reza Sokhandan (Iran) | Abdulrahman Al-Jassim (Qatar) |
| AFC                     | Ravshan Irmatov (Uzbekistan)          | Yaser Khalil Abdulla Tulefat (Bahrain) / Mohammed Al Abakry (Ả Rập Xê Út) Taleb Al Maari (Qatar) / Mohamed Alhammadi (UAE) Abdulah Alshalwai (Ả Rập Xê Út) / Mohammadreza Mansouri (Iran) Abduxamidullo Rasulov (Uzbekistan) / Sagara Toru (Nhật Bản) Jakhongir Saidov (Uzbekistan) / Reza Sokhandan (Iran) | Abdulrahman Al-Jassim (Qatar) |
| AFC                     | Mohammed Abdulla Hassan Mohamed (UAE) | Yaser Khalil Abdulla Tulefat (Bahrain) / Mohammed Al Abakry (Ả Rập Xê Út) Taleb Al Maari (Qatar) / Mohamed Alhammadi (UAE) Abdulah Alshalwai (Ả Rập Xê Út) / Mohammadreza Mansouri (Iran) Abduxamidullo Rasulov (Uzbekistan) / Sagara Toru (Nhật Bản) Jakhongir Saidov (Uzbekistan) / Reza Sokhandan (Iran) | Abdulrahman Al-Jassim (Qatar) |
| AFC                     | Sato Ryuji (Nhật Bản)                 | Yaser Khalil Abdulla Tulefat (Bahrain) / Mohammed Al Abakry (Ả Rập Xê Út) Taleb Al Maari (Qatar) / Mohamed Alhammadi (UAE) Abdulah Alshalwai (Ả Rập Xê Út) / Mohammadreza Mansouri (Iran) Abduxamidullo Rasulov (Uzbekistan) / Sagara Toru (Nhật Bản) Jakhongir Saidov (Uzbekistan) / Reza Sokhandan (Iran) | Abdulrahman Al-Jassim (Qatar) |
| AFC                     | Nawaf Shukralla (Bahrain)             | Yaser Khalil Abdulla Tulefat (Bahrain) / Mohammed Al Abakry (Ả Rập Xê Út) Taleb Al Maari (Qatar) / Mohamed Alhammadi (UAE) Abdulah Alshalwai (Ả Rập Xê Út) / Mohammadreza Mansouri (Iran) Abduxamidullo Rasulov (Uzbekistan) / Sagara Toru (Nhật Bản) Jakhongir Saidov (Uzbekistan) / Reza Sokhandan (Iran) | Abdulrahman Al-Jassim (Qatar) |
| CAF                     | Mehdi Abid Charef (Algérie)           | Redouane Achik (Maroc) / Waleed Ahmed (Sudan) Jean Claude Birumushahu (Burundi) / Djibril Camara (Sénégal) Jerson Emiliano Dos Santos (Angola) / Abdelhak Etchiali (Algérie) Anouar Hmila (Tunisia) / Marwa Range (Kenya) El Hadji Malick Samba (Sénégal) / Zakhele Thusi Siwela (Nam Phi) | |
| CAF                     | Malang Diedhiou (Sénégal)             | Redouane Achik (Maroc) / Waleed Ahmed (Sudan) Jean Claude Birumushahu (Burundi) / Djibril Camara (Sénégal) Jerson Emiliano Dos Santos (Angola) / Abdelhak Etchiali (Algérie) Anouar Hmila (Tunisia) / Marwa Range (Kenya) El Hadji Malick Samba (Sénégal) / Zakhele Thusi Siwela (Nam Phi) | |
| CAF                     | Bakary Gassama (Gambia)               | Redouane Achik (Maroc) / Waleed Ahmed (Sudan) Jean Claude Birumushahu (Burundi) / Djibril Camara (Sénégal) Jerson Emiliano Dos Santos (Angola) / Abdelhak Etchiali (Algérie) Anouar Hmila (Tunisia) / Marwa Range (Kenya) El Hadji Malick Samba (Sénégal) / Zakhele Thusi Siwela (Nam Phi) | |
| CAF                     | Gehad Grisha (Ai Cập)                 | Redouane Achik (Maroc) / Waleed Ahmed (Sudan) Jean Claude Birumushahu (Burundi) / Djibril Camara (Sénégal) Jerson Emiliano Dos Santos (Angola) / Abdelhak Etchiali (Algérie) Anouar Hmila (Tunisia) / Marwa Range (Kenya) El Hadji Malick Samba (Sénégal) / Zakhele Thusi Siwela (Nam Phi) | |
| CAF                     | Janny Sikazwe (Zambia)                | Redouane Achik (Maroc) / Waleed Ahmed (Sudan) Jean Claude Birumushahu (Burundi) / Djibril Camara (Sénégal) Jerson Emiliano Dos Santos (Angola) / Abdelhak Etchiali (Algérie) Anouar Hmila (Tunisia) / Marwa Range (Kenya) El Hadji Malick Samba (Sénégal) / Zakhele Thusi Siwela (Nam Phi) | |
| CAF                     | Bamlak Tessema Weyesa (Ethiopia)      | Redouane Achik (Maroc) / Waleed Ahmed (Sudan) Jean Claude Birumushahu (Burundi) / Djibril Camara (Sénégal) Jerson Emiliano Dos Santos (Angola) / Abdelhak Etchiali (Algérie) Anouar Hmila (Tunisia) / Marwa Range (Kenya) El Hadji Malick Samba (Sénégal) / Zakhele Thusi Siwela (Nam Phi) | |
| CONCACAF                | Joel Aguilar (El Salvador)            | Frank Anderson (Hoa Kỳ) / Joe Fletcher (Canada) Miguel Angel Hernandez Paredes (México) / Juan Carlos Mora Araya (Costa Rica) Corey Rockwell (Hoa Kỳ) / Marvin Torrentera (México) Gabriel Victoria (Panama) / Juan Zumba (El Salvador) | |
| CONCACAF                | Mark Geiger (Hoa Kỳ)                  | Frank Anderson (Hoa Kỳ) / Joe Fletcher (Canada) Miguel Angel Hernandez Paredes (México) / Juan Carlos Mora Araya (Costa Rica) Corey Rockwell (Hoa Kỳ) / Marvin Torrentera (México) Gabriel Victoria (Panama) / Juan Zumba (El Salvador) | |
| CONCACAF                | Jair Marrufo (Hoa Kỳ)                 | Frank Anderson (Hoa Kỳ) / Joe Fletcher (Canada) Miguel Angel Hernandez Paredes (México) / Juan Carlos Mora Araya (Costa Rica) Corey Rockwell (Hoa Kỳ) / Marvin Torrentera (México) Gabriel Victoria (Panama) / Juan Zumba (El Salvador) | |
| CONCACAF                | Ricardo Montero (Costa Rica)          | Frank Anderson (Hoa Kỳ) / Joe Fletcher (Canada) Miguel Angel Hernandez Paredes (México) / Juan Carlos Mora Araya (Costa Rica) Corey Rockwell (Hoa Kỳ) / Marvin Torrentera (México) Gabriel Victoria (Panama) / Juan Zumba (El Salvador) | |
| CONCACAF                | John Pitti (Panama)                   | Frank Anderson (Hoa Kỳ) / Joe Fletcher (Canada) Miguel Angel Hernandez Paredes (México) / Juan Carlos Mora Araya (Costa Rica) Corey Rockwell (Hoa Kỳ) / Marvin Torrentera (México) Gabriel Victoria (Panama) / Juan Zumba (El Salvador) | |
| CONCACAF                | César Arturo Ramos (México)           | Frank Anderson (Hoa Kỳ) / Joe Fletcher (Canada) Miguel Angel Hernandez Paredes (México) / Juan Carlos Mora Araya (Costa Rica) Corey Rockwell (Hoa Kỳ) / Marvin Torrentera (México) Gabriel Victoria (Panama) / Juan Zumba (El Salvador) | |
| CONMEBOL                | Julio Bascuñán (Chile)                | Carlos Astroza (Chile) / Juan Pablo Bellati (Argentina) Eduardo Cardozo (Paraguay) / Emerson de Carvalho (Brasil) Cristian de la Cruz (Colombia) / Mauricio Espinosa (Uruguay) Alexander Guzman (Colombia) / Hernan Maidana (Argentina) Christian Schiemann (Chile) / Nicolas Taran (Uruguay) Marcelo Van Gasse (Brasil) / Juan Zorilla (Paraguay) | Wilton Sampaio (Brasil) Gery Vargas (Bolivia) Mauro Vigliano (Argentina) |
| CONMEBOL                | Enrique Cáceres (Paraguay)            | Carlos Astroza (Chile) / Juan Pablo Bellati (Argentina) Eduardo Cardozo (Paraguay) / Emerson de Carvalho (Brasil) Cristian de la Cruz (Colombia) / Mauricio Espinosa (Uruguay) Alexander Guzman (Colombia) / Hernan Maidana (Argentina) Christian Schiemann (Chile) / Nicolas Taran (Uruguay) Marcelo Van Gasse (Brasil) / Juan Zorilla (Paraguay) | Wilton Sampaio (Brasil) Gery Vargas (Bolivia) Mauro Vigliano (Argentina) |
| CONMEBOL                | Andrés Cunha (Uruguay)                | Carlos Astroza (Chile) / Juan Pablo Bellati (Argentina) Eduardo Cardozo (Paraguay) / Emerson de Carvalho (Brasil) Cristian de la Cruz (Colombia) / Mauricio Espinosa (Uruguay) Alexander Guzman (Colombia) / Hernan Maidana (Argentina) Christian Schiemann (Chile) / Nicolas Taran (Uruguay) Marcelo Van Gasse (Brasil) / Juan Zorilla (Paraguay) | Wilton Sampaio (Brasil) Gery Vargas (Bolivia) Mauro Vigliano (Argentina) |
| CONMEBOL                | Néstor Pitana (Argentina)             | Carlos Astroza (Chile) / Juan Pablo Bellati (Argentina) Eduardo Cardozo (Paraguay) / Emerson de Carvalho (Brasil) Cristian de la Cruz (Colombia) / Mauricio Espinosa (Uruguay) Alexander Guzman (Colombia) / Hernan Maidana (Argentina) Christian Schiemann (Chile) / Nicolas Taran (Uruguay) Marcelo Van Gasse (Brasil) / Juan Zorilla (Paraguay) | Wilton Sampaio (Brasil) Gery Vargas (Bolivia) Mauro Vigliano (Argentina) |
| CONMEBOL                | Sandro Ricci (Brasil)                 | Carlos Astroza (Chile) / Juan Pablo Bellati (Argentina) Eduardo Cardozo (Paraguay) / Emerson de Carvalho (Brasil) Cristian de la Cruz (Colombia) / Mauricio Espinosa (Uruguay) Alexander Guzman (Colombia) / Hernan Maidana (Argentina) Christian Schiemann (Chile) / Nicolas Taran (Uruguay) Marcelo Van Gasse (Brasil) / Juan Zorilla (Paraguay) | Wilton Sampaio (Brasil) Gery Vargas (Bolivia) Mauro Vigliano (Argentina) |
| CONMEBOL                | Wilmar Roldán (Colombia)              | Carlos Astroza (Chile) / Juan Pablo Bellati (Argentina) Eduardo Cardozo (Paraguay) / Emerson de Carvalho (Brasil) Cristian de la Cruz (Colombia) / Mauricio Espinosa (Uruguay) Alexander Guzman (Colombia) / Hernan Maidana (Argentina) Christian Schiemann (Chile) / Nicolas Taran (Uruguay) Marcelo Van Gasse (Brasil) / Juan Zorilla (Paraguay) | Wilton Sampaio (Brasil) Gery Vargas (Bolivia) Mauro Vigliano (Argentina) |
| OFC                     | Matthew Conger (New Zealand)          | Bertrand Brial (Nouvelle-Calédonie) Simon Lount (New Zealand) Tevita Makasini (Tonga) | |
| OFC                     | Norbert Hauata (Tahiti)               | Bertrand Brial (Nouvelle-Calédonie) Simon Lount (New Zealand) Tevita Makasini (Tonga) | |
| UEFA                    | Felix Brych (Đức)                     | Anton Averianov (Nga) / Mark Borsch (Đức) Pau Cebrian Devis (Tây Ban Nha) / Nicolas Danos (Pháp) Elenito Di Liberatore (Ý) / Roberto Dias Perez (Tây Ban Nha) Dalibor Djurdjevic (Serbia) / Bahattin Duran (Thổ Nhĩ Kỳ) Cyril Gringore (Pháp) / Tikhon Kalugin (Nga) Tomasz Listkiewicz (Ba Lan) / Stefan Lupp (Đức) Tarik Ongun (Thổ Nhĩ Kỳ) / Jure Praprotnik (Slovenia) Milovan Ristic (Serbia) / Pawel Sokolnicki (Ba Lan) Mauro Tonolini (Ý) / Sander van Roekel (Hà Lan) Robert Vukan (Slovenia) / Erwin Zeinstra (Hà Lan) | Bastian Dankert (Đức) Paweł Gil (Ba Lan) Massimiliano Irrati (Ý) Tiago Bruno Lopes Martins (Bồ Đào Nha) Danny Makkelie (Hà Lan) Daniele Orsato (Ý) Artur Soares Dias (Bồ Đào Nha) Paolo Valeri (Ý) Felix Zwayer (Đức) |
| UEFA                    | Cüneyt Çakır (Thổ Nhĩ Kỳ)             | Anton Averianov (Nga) / Mark Borsch (Đức) Pau Cebrian Devis (Tây Ban Nha) / Nicolas Danos (Pháp) Elenito Di Liberatore (Ý) / Roberto Dias Perez (Tây Ban Nha) Dalibor Djurdjevic (Serbia) / Bahattin Duran (Thổ Nhĩ Kỳ) Cyril Gringore (Pháp) / Tikhon Kalugin (Nga) Tomasz Listkiewicz (Ba Lan) / Stefan Lupp (Đức) Tarik Ongun (Thổ Nhĩ Kỳ) / Jure Praprotnik (Slovenia) Milovan Ristic (Serbia) / Pawel Sokolnicki (Ba Lan) Mauro Tonolini (Ý) / Sander van Roekel (Hà Lan) Robert Vukan (Slovenia) / Erwin Zeinstra (Hà Lan) | Bastian Dankert (Đức) Paweł Gil (Ba Lan) Massimiliano Irrati (Ý) Tiago Bruno Lopes Martins (Bồ Đào Nha) Danny Makkelie (Hà Lan) Daniele Orsato (Ý) Artur Soares Dias (Bồ Đào Nha) Paolo Valeri (Ý) Felix Zwayer (Đức) |
| UEFA                    | Sergei Karasev (Nga)                  | Anton Averianov (Nga) / Mark Borsch (Đức) Pau Cebrian Devis (Tây Ban Nha) / Nicolas Danos (Pháp) Elenito Di Liberatore (Ý) / Roberto Dias Perez (Tây Ban Nha) Dalibor Djurdjevic (Serbia) / Bahattin Duran (Thổ Nhĩ Kỳ) Cyril Gringore (Pháp) / Tikhon Kalugin (Nga) Tomasz Listkiewicz (Ba Lan) / Stefan Lupp (Đức) Tarik Ongun (Thổ Nhĩ Kỳ) / Jure Praprotnik (Slovenia) Milovan Ristic (Serbia) / Pawel Sokolnicki (Ba Lan) Mauro Tonolini (Ý) / Sander van Roekel (Hà Lan) Robert Vukan (Slovenia) / Erwin Zeinstra (Hà Lan) | Bastian Dankert (Đức) Paweł Gil (Ba Lan) Massimiliano Irrati (Ý) Tiago Bruno Lopes Martins (Bồ Đào Nha) Danny Makkelie (Hà Lan) Daniele Orsato (Ý) Artur Soares Dias (Bồ Đào Nha) Paolo Valeri (Ý) Felix Zwayer (Đức) |
| UEFA                    | Björn Kuipers (Hà Lan)                | Anton Averianov (Nga) / Mark Borsch (Đức) Pau Cebrian Devis (Tây Ban Nha) / Nicolas Danos (Pháp) Elenito Di Liberatore (Ý) / Roberto Dias Perez (Tây Ban Nha) Dalibor Djurdjevic (Serbia) / Bahattin Duran (Thổ Nhĩ Kỳ) Cyril Gringore (Pháp) / Tikhon Kalugin (Nga) Tomasz Listkiewicz (Ba Lan) / Stefan Lupp (Đức) Tarik Ongun (Thổ Nhĩ Kỳ) / Jure Praprotnik (Slovenia) Milovan Ristic (Serbia) / Pawel Sokolnicki (Ba Lan) Mauro Tonolini (Ý) / Sander van Roekel (Hà Lan) Robert Vukan (Slovenia) / Erwin Zeinstra (Hà Lan) | Bastian Dankert (Đức) Paweł Gil (Ba Lan) Massimiliano Irrati (Ý) Tiago Bruno Lopes Martins (Bồ Đào Nha) Danny Makkelie (Hà Lan) Daniele Orsato (Ý) Artur Soares Dias (Bồ Đào Nha) Paolo Valeri (Ý) Felix Zwayer (Đức) |
| UEFA                    | Szymon Marciniak (Ba Lan)             | Anton Averianov (Nga) / Mark Borsch (Đức) Pau Cebrian Devis (Tây Ban Nha) / Nicolas Danos (Pháp) Elenito Di Liberatore (Ý) / Roberto Dias Perez (Tây Ban Nha) Dalibor Djurdjevic (Serbia) / Bahattin Duran (Thổ Nhĩ Kỳ) Cyril Gringore (Pháp) / Tikhon Kalugin (Nga) Tomasz Listkiewicz (Ba Lan) / Stefan Lupp (Đức) Tarik Ongun (Thổ Nhĩ Kỳ) / Jure Praprotnik (Slovenia) Milovan Ristic (Serbia) / Pawel Sokolnicki (Ba Lan) Mauro Tonolini (Ý) / Sander van Roekel (Hà Lan) Robert Vukan (Slovenia) / Erwin Zeinstra (Hà Lan) | Bastian Dankert (Đức) Paweł Gil (Ba Lan) Massimiliano Irrati (Ý) Tiago Bruno Lopes Martins (Bồ Đào Nha) Danny Makkelie (Hà Lan) Daniele Orsato (Ý) Artur Soares Dias (Bồ Đào Nha) Paolo Valeri (Ý) Felix Zwayer (Đức) |
| UEFA                    | Antonio Mateu Lahoz (Tây Ban Nha)     | Anton Averianov (Nga) / Mark Borsch (Đức) Pau Cebrian Devis (Tây Ban Nha) / Nicolas Danos (Pháp) Elenito Di Liberatore (Ý) / Roberto Dias Perez (Tây Ban Nha) Dalibor Djurdjevic (Serbia) / Bahattin Duran (Thổ Nhĩ Kỳ) Cyril Gringore (Pháp) / Tikhon Kalugin (Nga) Tomasz Listkiewicz (Ba Lan) / Stefan Lupp (Đức) Tarik Ongun (Thổ Nhĩ Kỳ) / Jure Praprotnik (Slovenia) Milovan Ristic (Serbia) / Pawel Sokolnicki (Ba Lan) Mauro Tonolini (Ý) / Sander van Roekel (Hà Lan) Robert Vukan (Slovenia) / Erwin Zeinstra (Hà Lan) | Bastian Dankert (Đức) Paweł Gil (Ba Lan) Massimiliano Irrati (Ý) Tiago Bruno Lopes Martins (Bồ Đào Nha) Danny Makkelie (Hà Lan) Daniele Orsato (Ý) Artur Soares Dias (Bồ Đào Nha) Paolo Valeri (Ý) Felix Zwayer (Đức) |
| UEFA                    | Milorad Mažić (Serbia)                | Anton Averianov (Nga) / Mark Borsch (Đức) Pau Cebrian Devis (Tây Ban Nha) / Nicolas Danos (Pháp) Elenito Di Liberatore (Ý) / Roberto Dias Perez (Tây Ban Nha) Dalibor Djurdjevic (Serbia) / Bahattin Duran (Thổ Nhĩ Kỳ) Cyril Gringore (Pháp) / Tikhon Kalugin (Nga) Tomasz Listkiewicz (Ba Lan) / Stefan Lupp (Đức) Tarik Ongun (Thổ Nhĩ Kỳ) / Jure Praprotnik (Slovenia) Milovan Ristic (Serbia) / Pawel Sokolnicki (Ba Lan) Mauro Tonolini (Ý) / Sander van Roekel (Hà Lan) Robert Vukan (Slovenia) / Erwin Zeinstra (Hà Lan) | Bastian Dankert (Đức) Paweł Gil (Ba Lan) Massimiliano Irrati (Ý) Tiago Bruno Lopes Martins (Bồ Đào Nha) Danny Makkelie (Hà Lan) Daniele Orsato (Ý) Artur Soares Dias (Bồ Đào Nha) Paolo Valeri (Ý) Felix Zwayer (Đức) |
| UEFA                    | Gianluca Rocchi (Ý)                   | Anton Averianov (Nga) / Mark Borsch (Đức) Pau Cebrian Devis (Tây Ban Nha) / Nicolas Danos (Pháp) Elenito Di Liberatore (Ý) / Roberto Dias Perez (Tây Ban Nha) Dalibor Djurdjevic (Serbia) / Bahattin Duran (Thổ Nhĩ Kỳ) Cyril Gringore (Pháp) / Tikhon Kalugin (Nga) Tomasz Listkiewicz (Ba Lan) / Stefan Lupp (Đức) Tarik Ongun (Thổ Nhĩ Kỳ) / Jure Praprotnik (Slovenia) Milovan Ristic (Serbia) / Pawel Sokolnicki (Ba Lan) Mauro Tonolini (Ý) / Sander van Roekel (Hà Lan) Robert Vukan (Slovenia) / Erwin Zeinstra (Hà Lan) | Bastian Dankert (Đức) Paweł Gil (Ba Lan) Massimiliano Irrati (Ý) Tiago Bruno Lopes Martins (Bồ Đào Nha) Danny Makkelie (Hà Lan) Daniele Orsato (Ý) Artur Soares Dias (Bồ Đào Nha) Paolo Valeri (Ý) Felix Zwayer (Đức) |
| UEFA                    | Damir Skomina (Slovenia)              | Anton Averianov (Nga) / Mark Borsch (Đức) Pau Cebrian Devis (Tây Ban Nha) / Nicolas Danos (Pháp) Elenito Di Liberatore (Ý) / Roberto Dias Perez (Tây Ban Nha) Dalibor Djurdjevic (Serbia) / Bahattin Duran (Thổ Nhĩ Kỳ) Cyril Gringore (Pháp) / Tikhon Kalugin (Nga) Tomasz Listkiewicz (Ba Lan) / Stefan Lupp (Đức) Tarik Ongun (Thổ Nhĩ Kỳ) / Jure Praprotnik (Slovenia) Milovan Ristic (Serbia) / Pawel Sokolnicki (Ba Lan) Mauro Tonolini (Ý) / Sander van Roekel (Hà Lan) Robert Vukan (Slovenia) / Erwin Zeinstra (Hà Lan) | Bastian Dankert (Đức) Paweł Gil (Ba Lan) Massimiliano Irrati (Ý) Tiago Bruno Lopes Martins (Bồ Đào Nha) Danny Makkelie (Hà Lan) Daniele Orsato (Ý) Artur Soares Dias (Bồ Đào Nha) Paolo Valeri (Ý) Felix Zwayer (Đức) |
| UEFA                    | Clément Turpin (Pháp)                 | Anton Averianov (Nga) / Mark Borsch (Đức) Pau Cebrian Devis (Tây Ban Nha) / Nicolas Danos (Pháp) Elenito Di Liberatore (Ý) / Roberto Dias Perez (Tây Ban Nha) Dalibor Djurdjevic (Serbia) / Bahattin Duran (Thổ Nhĩ Kỳ) Cyril Gringore (Pháp) / Tikhon Kalugin (Nga) Tomasz Listkiewicz (Ba Lan) / Stefan Lupp (Đức) Tarik Ongun (Thổ Nhĩ Kỳ) / Jure Praprotnik (Slovenia) Milovan Ristic (Serbia) / Pawel Sokolnicki (Ba Lan) Mauro Tonolini (Ý) / Sander van Roekel (Hà Lan) Robert Vukan (Slovenia) / Erwin Zeinstra (Hà Lan) | Bastian Dankert (Đức) Paweł Gil (Ba Lan) Massimiliano Irrati (Ý) Tiago Bruno Lopes Martins (Bồ Đào Nha) Danny Makkelie (Hà Lan) Daniele Orsato (Ý) Artur Soares Dias (Bồ Đào Nha) Paolo Valeri (Ý) Felix Zwayer (Đức) |

### Trợ lý trọng tài video
Vào ngày 16 tháng 3 năm 2018, hội đồng FIFA đã phê chuẩn việc sử dụng trợ lý trọng tài video (VAR) lần đầu tiên trong một giải đấu World Cup..
Các hoạt động VAR cho tất cả các trận đấu được vận hành từ một trụ sở chính tại Moskva, nơi nhận được video trực tiếp về các trận đấu và có liên hệ vô tuyến với các trọng tài trên sân . Các hệ thống được thiết lập để truyền thông tin liên quan đến VAR tới các đài truyền hình và hình ảnh trên màn hình lớn của sân vận động được sử dụng để phục vụ cho người hâm mộ .
VAR có tác động đáng kể trong một số trận đấu. Vào ngày 15 tháng 6 năm 2018, bàn thắng của cầu thủ Diego Costa trong trận đấu Bồ Đào Nha với Tây Ban Nha tại vòng bảng trở thành bàn thắng đầu tiên của World Cup dựa trên quyết định của VAR, hình phạt đầu tiên do quyết định VAR được trao cho Pháp trong trận đấu Pháp gặp Úc tại vòng bảng vào ngày 16 tháng 6 và dẫn đến một bàn thắng từ chấm penalty của Antoine Griezmann. Một con số kỷ lục các hình phạt đã được trao trong giải đấu, hiện tượng một phần do VAR . Nhìn chung, công nghệ mới đã được cả những bình luận khen ngợi và chỉ trích . FIFA tuyên bố triển khai VAR thành công sau tuần đầu tiên của giải .

## Địa điểm
Nga đã đề xuất các thành phố chủ nhà sau đây: Kaliningrad, Kazan, Krasnodar, Moskva, Nizhny Novgorod, Rostov trên sông Đông, Sankt-Peterburg, Samara, Saransk, Sochi, Volgograd, Yaroslavl, và Yekaterinburg để tổ chức World Cup 2018. Hầu hết các thành phố ở Nga thuộc châu Âu, trong khi Sochi và Yekaterinburg nằm khá gần với biên giới Á-Âu, để giảm bới thời gian di chuyển cho các đội tuyển trong một đất nước rộng lớn. Báo cáo đánh giá đấu thầu đã nói: "Đấu thầu của Nga đề xuất 13 thành phố chủ nhà và 16 sân vận động, do đó vượt quá yêu cầu tối thiểu của FIFA. Ba trong số 16 sân vận động đã được cải tạo và 13 sân vận động đã được xây mới"
Vào tháng 10 năm 2011, Nga được giảm số lượng các sân vận động từ 16 xuống 14. Việc xây dựng sân vận động Podolsk được đề xuất ở vùng Moskva đã bị chính quyền vùng hủy bỏ và cũng ở thủ đô, Otkrytiye Arena đang cạnh tranh với sân vận động Dynamo, trên đó sẽ được xây dựng đầu tiên.
Sự lựa chọn cuối cùng của các thành phố chủ nhà đã được công bố vào ngày 29 tháng 9 năm 2012. Số lượng thành phố đã giảm xuống còn 11 và số sân vận động lên đến 12 vì Krasnodar và Yaroslavl đã bị loại khỏi danh sách cuối cùng. Trong số 12 sân vận động được sử dụng cho giải đấu, 3 sân vận động (Luzhniki, Yekaterinburg và Sochi) đã được cải tạo rộng rãi và 9 sân vận động khác được sử dụng là thương hiệu mới; 11,8 tỷ đô la đã được chi cho việc tổ chức giải đấu.
Sepp Blatter tuyên bố trong tháng 7 năm 2014 rằng do lo ngại về tiến độ hoàn thành các địa điểm ở Nga, số lượng các địa điểm cho giải đấu có thể giảm từ 12 xuống 10. Ông cũng nói rằng "Chúng ta sẽ không phải rơi vào tình huống, như trường hợp của một, hai hoặc thậm chí ba sân vận động ở Nam Phi, nơi nó là một vấn đề của những gì bạn làm với các sân vận động này".

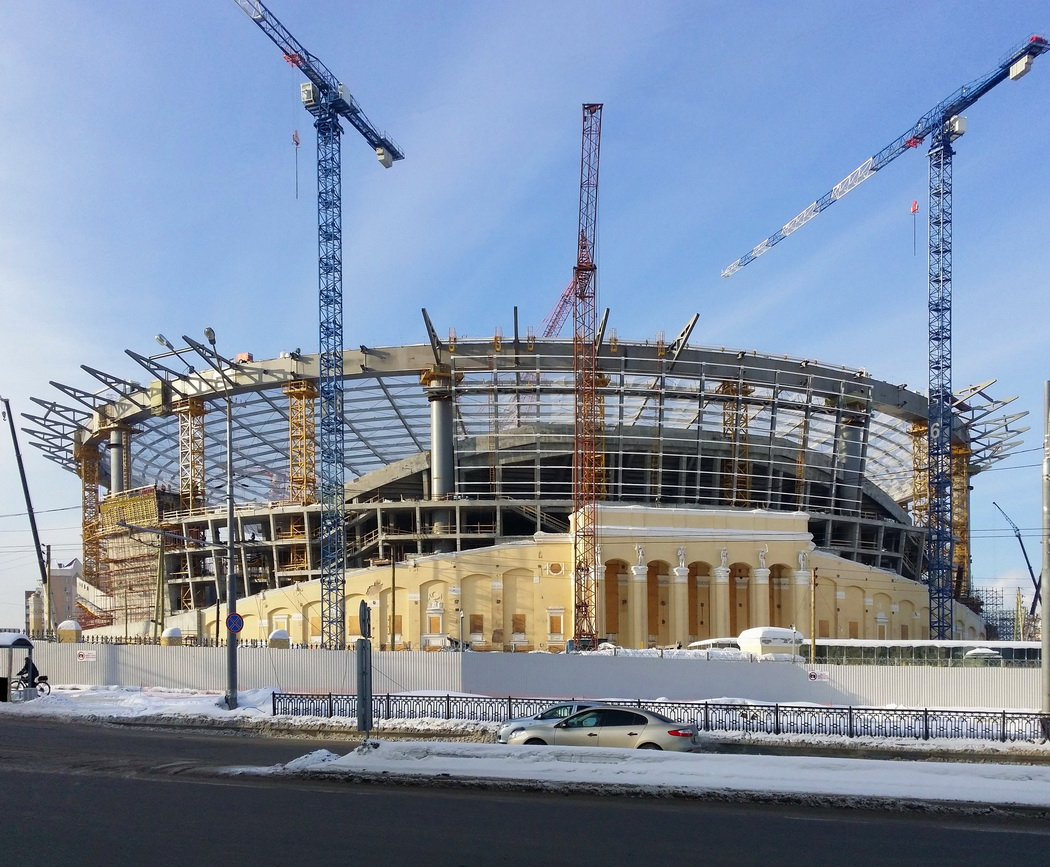
Tái thiết sân vận động Trung tâm Yekaterinburg vào tháng 1 năm 2017

Vào tháng 10 năm 2014, trong chuyến thăm chính thức đầu tiên của họ tới Nga, Ủy ban kiểm tra của FIFA và trưởng đoàn Chris Unger đã đến thăm Sankt-Peterburg, Sochi, Kazan và cả hai địa điểm ở Moskva. Họ đã tỏ ra hài lòng với tiến độ.
Vào ngày 8 tháng 10 năm 2015, FIFA và Ban tổ chức địa phương đã đồng ý về tên chính thức của các sân vận động được sử dụng trong giải đấu.
Trong số 12 địa điểm được sử dụng, sân vận động Luzhniki ở Moskva và sân vận động Sankt-Peterburg – hai sân vận động lớn nhất ở Nga – được sử dụng nhiều nhất, cả hai đều tổ chức 7 trận đấu. Sochi, Kazan, Nizhny Novgorod và Samara đều tổ chức 6 trận đấu, trong đó có mỗi sân tổ chức một trận tứ kết, trong khi sân vận động Otkrytiye ở Moskva và Rostov trên sông Đông đã tổ chức 5 trận đấu, trong đó có mỗi sân tổ chức một trận đấu vòng 16 đội. Volgograd, Kaliningrad, Yekaterinburg và Saransk đều tổ chức 4 trận đấu, nhưng không tổ chức bất kỳ trận đấu vòng đấu loại trực tiếp nào.

### Các sân vận động

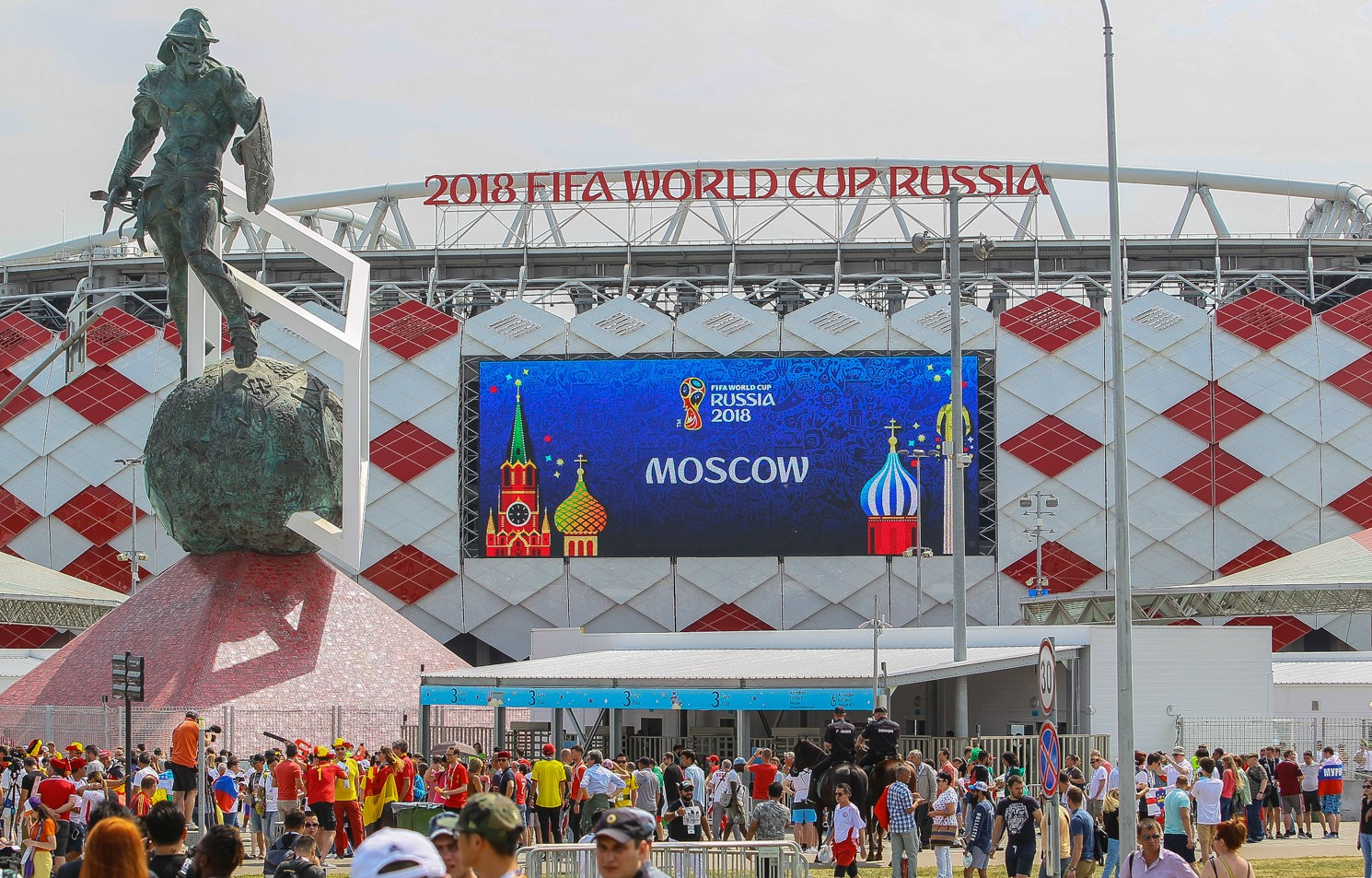
Ngoại thất của đấu trường Otkrytiye ở Moskva

Tổng cộng có 12 sân vận động ở 11 thành phố của Nga đã được xây dựng và cải tạo cho Giải vô địch bóng đá thế giới.
- Kaliningrad: Sân vận động Kaliningrad. Các cọc đầu tiên được đưa vào mặt đất vào tháng 9 năm 2015. Vào ngày 11 tháng 4 năm 2018 sân vận động mới tổ chức trận đấu đầu tiên.
- Kazan: Sân vận động Kazan. Sân vận động này đã được xây dựng cho Đại hội thể thao sinh viên mùa hè thế giới 2013. Kể từ đó, nơi đây đã tổ chức Giải vô địch thể thao dưới nước thế giới 2015 và Cúp Liên đoàn các châu lục 2017. Sân vận động này đóng vai trò như sân nhà của FC Rubin Kazan.
- Moskva: Sân vận động Luzhniki. Sân vận động lớn nhất trong nước đã được đóng cửa để cải tạo vào năm 2013. Sân vận động này đã được đưa vào hoạt động vào tháng 11 năm 2017.
- Moskva: Sân vận động Spartak. Sân vận động này là sân nhà của FC Spartak Moscow. Theo yêu cầu của FIFA, trong Giải vô địch bóng đá thế giới 2018, nó được gọi là sân vận động Spartak thay vì tên thông thường là Otkrytiye Arena. Sân vận động này đã được tổ chức trận đấu đầu tiên vào ngày 5 tháng 9 năm 2014.
- Nizhny Novgorod: Sân vận động Nizhny Novgorod. Việc xây dựng sân vận động Nizhny Novgorod được bắt đầu vào năm 2015. Dự án này đã được hoàn thành vào tháng 12 năm 2017.[58]
- Rostov trên sông Đông: Sân vận động Rostov nằm bên bờ trái sông Đông. Việc xây dựng sân vận động này đã được hoàn thành vào ngày 22 tháng 12 năm 2017.
- Sankt-Peterburg: Sân vận động Sankt-Peterburg. Việc xây dựng sân vận động này được bắt đầu vào năm 2007. Dự án này đã được hoàn thành chính thức vào ngày 29 tháng 12 năm 2016.[59] Sân vận động này đã được tổ chức các trận của Cúp Liên đoàn các châu lục 2017 và sẽ là địa điểm tổ chức Giải vô địch bóng đá châu Âu 2020.
- Samara: Sân vận động Samara. Việc xây dựng chính thức được bắt đầu vào ngày 21 tháng 7 năm 2014. Dự án này đã được hoàn thành vào ngày 21 tháng 4 năm 2018.
- Saransk: Sân vận động Mordovia. Sân vận động này ở Saransk được dự kiến đưa vào hoạt động vào năm 2012 trong thời gian cho việc khai trương Spartakiad toàn Nga, nhưng kế hoạch đã được sửa đổi. Sân vận động được khánh thành vào năm 2017. Nơi này được tổ chức trận đấu đầu tiên vào ngày 21 tháng 4 năm 2018.
- Sochi: Sân vận động Fisht. Sân vận động này được tổ chức các lễ khai mạc và bế mạc của Thế vận hội Mùa đông 2014. Sau đó, nó đã được cải tạo để chuẩn bị cho Cúp Liên đoàn các châu lục 2017 và Giải vô địch bóng đá thế giới 2018.
- Volgograd: Sân vận động Volgograd được xây dựng trên địa bàn sân vận động Trung tâm đã bị phá hủy, tại dưới chân khu liên hợp đài tưởng niệm Mamayev Kurgan. Sân vận động này đã được đưa vào hoạt động vào ngày 3 tháng 4 năm 2018.[60]
- Yekaterinburg: Sân vận động Ekaterinburg. Sân vận động Trung tâm của Yekaterinburg đã được cải tạo cho Giải vô địch bóng đá thế giới. Các khán đài của đấu trường có sức chứa 35.000 khán giả. Dự án cải tạo đã được hoàn thành vào tháng 12 năm 2017.

| Moskva                       | Moskva | Sankt-Peterburg                                                                                                   | Sochi                                           |
| ---------------------------- | --- | --- | ----------------------------------------------- |
| Sân vận động Luzhniki        | Otkrytiye Arena (Sân vận động Spartak)                                                                            | Sân vận động Krestovsky (Sân vận động Sankt-Peterburg)                                                            | Sân vận động Olympic Fisht (Sân vận động Fisht) |
| Sức chứa: 78.011             | Sức chứa: 44.190                                                                                                  | Sức chứa: 64.468                                                                                                  | Sức chứa: 44.287                                |
|                              | | |                                                 |
| Volgograd                    | MoskvaSankt-PeterburgKaliningradNizhny NovgorodKazanSamaraVolgogradSaranskSochiRostov trên sông ĐôngYekaterinburg | MoskvaSankt-PeterburgKaliningradNizhny NovgorodKazanSamaraVolgogradSaranskSochiRostov trên sông ĐôngYekaterinburg | Rostov trên sông Đông                           |
| Volgograd Arena              | MoskvaSankt-PeterburgKaliningradNizhny NovgorodKazanSamaraVolgogradSaranskSochiRostov trên sông ĐôngYekaterinburg | MoskvaSankt-PeterburgKaliningradNizhny NovgorodKazanSamaraVolgogradSaranskSochiRostov trên sông ĐôngYekaterinburg | Rostov Arena                                    |
| Sức chứa: 43.713             | MoskvaSankt-PeterburgKaliningradNizhny NovgorodKazanSamaraVolgogradSaranskSochiRostov trên sông ĐôngYekaterinburg | MoskvaSankt-PeterburgKaliningradNizhny NovgorodKazanSamaraVolgogradSaranskSochiRostov trên sông ĐôngYekaterinburg | Sức chứa: 43.472                                |
|                              | MoskvaSankt-PeterburgKaliningradNizhny NovgorodKazanSamaraVolgogradSaranskSochiRostov trên sông ĐôngYekaterinburg | MoskvaSankt-PeterburgKaliningradNizhny NovgorodKazanSamaraVolgogradSaranskSochiRostov trên sông ĐôngYekaterinburg |                                                 |
| Nizhny Novgorod              | MoskvaSankt-PeterburgKaliningradNizhny NovgorodKazanSamaraVolgogradSaranskSochiRostov trên sông ĐôngYekaterinburg | MoskvaSankt-PeterburgKaliningradNizhny NovgorodKazanSamaraVolgogradSaranskSochiRostov trên sông ĐôngYekaterinburg | Kazan                                           |
| Sân vận động Nizhny Novgorod | MoskvaSankt-PeterburgKaliningradNizhny NovgorodKazanSamaraVolgogradSaranskSochiRostov trên sông ĐôngYekaterinburg | MoskvaSankt-PeterburgKaliningradNizhny NovgorodKazanSamaraVolgogradSaranskSochiRostov trên sông ĐôngYekaterinburg | Kazan Arena                                     |
| Sức chứa: 43.319             | MoskvaSankt-PeterburgKaliningradNizhny NovgorodKazanSamaraVolgogradSaranskSochiRostov trên sông ĐôngYekaterinburg | MoskvaSankt-PeterburgKaliningradNizhny NovgorodKazanSamaraVolgogradSaranskSochiRostov trên sông ĐôngYekaterinburg | Sức chứa: 42.873                                |
|                              | MoskvaSankt-PeterburgKaliningradNizhny NovgorodKazanSamaraVolgogradSaranskSochiRostov trên sông ĐôngYekaterinburg | MoskvaSankt-PeterburgKaliningradNizhny NovgorodKazanSamaraVolgogradSaranskSochiRostov trên sông ĐôngYekaterinburg |                                                 |
| Samara                       | Saransk | Kaliningrad | Yekaterinburg                                   |
| Cosmos Arena (Samara Arena)  | Mordovia Arena | Sân vận động Kaliningrad                                                                                          | Sân vận động Trung tâm (Ekaterinburg Arena)     |
| Sức chứa: 41.970             | Sức chứa: 41.685                                                                                                  | Sức chứa: 33.973                                                                                                  | Sức chứa: 33.061                                |
|                              | | |                                                 |

### Đại bản doanh của đội tuyển
Các đại bản doanh đã được sử dụng bởi 32 đội tuyển quốc gia làm nơi ở và tập luyện trước và trong suốt giải đấu Cúp Thế giới lần này. Vào ngày 9 tháng 2 năm 2018, FIFA đã công bố các đại bản doanh cho mỗi đội tuyển tham gia.
- Argentina: Bronnitsy, tỉnh Moskva
- Úc: Kazan, Cộng hòa Tatarstan
- Bỉ: Krasnogorsky, tỉnh Moskva
- Brasil: Sochi, vùng Krasnodar
- Colombia: Verkhneuslonsky, Cộng hòa Tatarstan
- Costa Rica: Sankt-Peterburg
- Croatia: Roshchino, tỉnh Leningrad[74]
- Đan Mạch: Anapa, vùng Krasnodar
- Ai Cập: Grozny, Cộng hòa Chechnya
- Anh: Repino, Sankt-Peterburg[75]
- Pháp: Istra, tỉnh Moskva
- Đức: Vatutinki, Moskva[76]
- Iceland: Gelendzhik, vùng Krasnodar
- Iran: Bakovka, tỉnh Moskva
- Nhật Bản: Kazan, Cộng hòa Tatarstan
- México: Khimki, tỉnh Moskva
- Maroc: Voronezh, tỉnh Voronezh
- Nigeria: Yessentuki, vùng Stavropol
- Panama: Saransk, Cộng hòa Mordovia
- Peru: Moskva
- Ba Lan: Sochi, vùng Krasnodar
- Bồ Đào Nha: Ramenskoye, tỉnh Moskva
- Nga: Khimki, tỉnh Moskva
- Ả Rập Xê Út: Sankt-Peterburg
- Sénégal: Kaluga, tỉnh Kaluga
- Serbia: Svetlogorsk, tỉnh Kaliningrad
- Hàn Quốc: Sankt-Peterburg
- Tây Ban Nha: Krasnodar, vùng Krasnodar
- Thụy Điển: Gelendzhik, vùng Krasnodar
- Thụy Sĩ: Togliatti, tỉnh Samara
- Tunisia: Pervomayskoye, tỉnh Moskva
- Uruguay: Bor, tỉnh Nizhny Novgorod

## Cơ sở hạ tầng

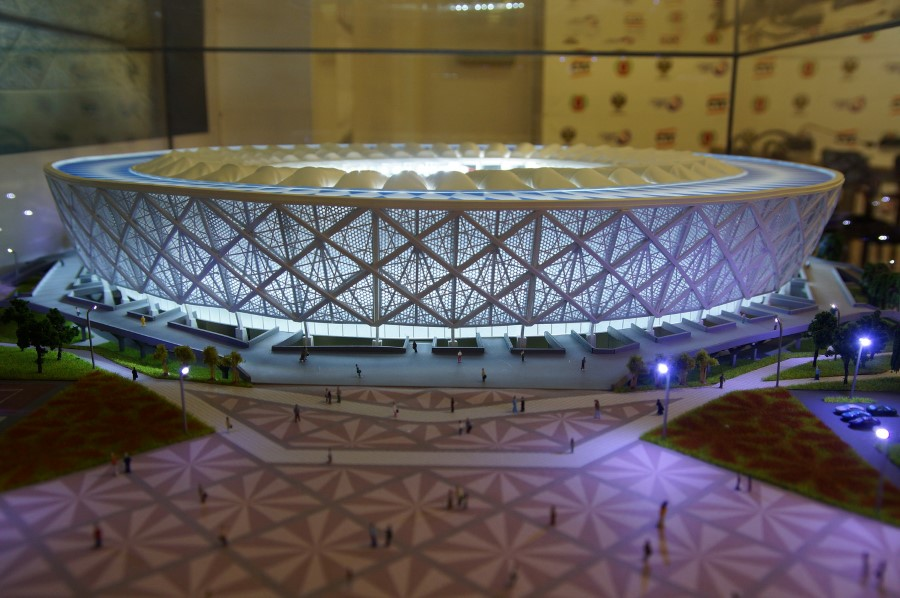
Mô hình của sân vận động Volgograd bắt đầu xây dựng vào năm 2015.

Là một phần của chương trình chuẩn bị cho Giải vô địch bóng đá thế giới 2018, một chương trình phụ liên bang "Xây dựng và cải tạo cơ sở hạ tầng giao thông" đã được thực hiện với tổng ngân sách 352,5 tỷ rúp, với 170,3 tỷ đến từ ngân sách liên bang, 35,1 tỷ từ ngân sách khu vực và 147,1 tỷ từ các nhà đầu tư. Khoản chi tiêu lớn nhất của liên bang là cơ sở hạ tầng hàng không (117,8 tỷ rúp). Việc xây dựng các khách sạn mới là một lĩnh vực quan trọng trong phát triển cơ sở hạ tầng ở các thành phố chủ nhà World Cup.
Sân bay quốc tế Platov ở Rostov trên sông Đông đã được nâng cấp với hệ thống kiểm soát không lưu tự động, hệ thống giám sát hiện đại, điều hướng, giao tiếp, kiểm soát và hệ thống hỗ trợ khí tượng. Sân bay Koltsovo đã được nâng cấp với các công cụ kỹ thuật vô tuyến cho hoạt động bay và nhận được dải đường băng thứ hai. Sân bay Saransk đã nhận được một hệ thống định vị mới. Sân bay Khrabrovo đã được nâng cấp với điều hướng vô tuyến và thiết bị thời tiết. Việc cải tạo và nâng cấp các công cụ kỹ thuật vô tuyến cho hoạt động bay đã được hoàn thành tại các sân bay Moskva, Sankt-Peterburg, Volgograd, Samara, Ekaterinburg, Kazan và Sochi. Vào ngày 27 tháng 3, Bộ Công nghiệp Xây dựng, Nhà ở và Tiện ích của Nga đã báo cáo rằng tất cả các thông tin liên lạc trong phạm vi trách nhiệm của nó đã được đưa vào hoạt động. Cơ sở cuối cùng đã được ủy nhiệm là một trạm xử lý chất thải ở Volgograd.

### Tình nguyện viên

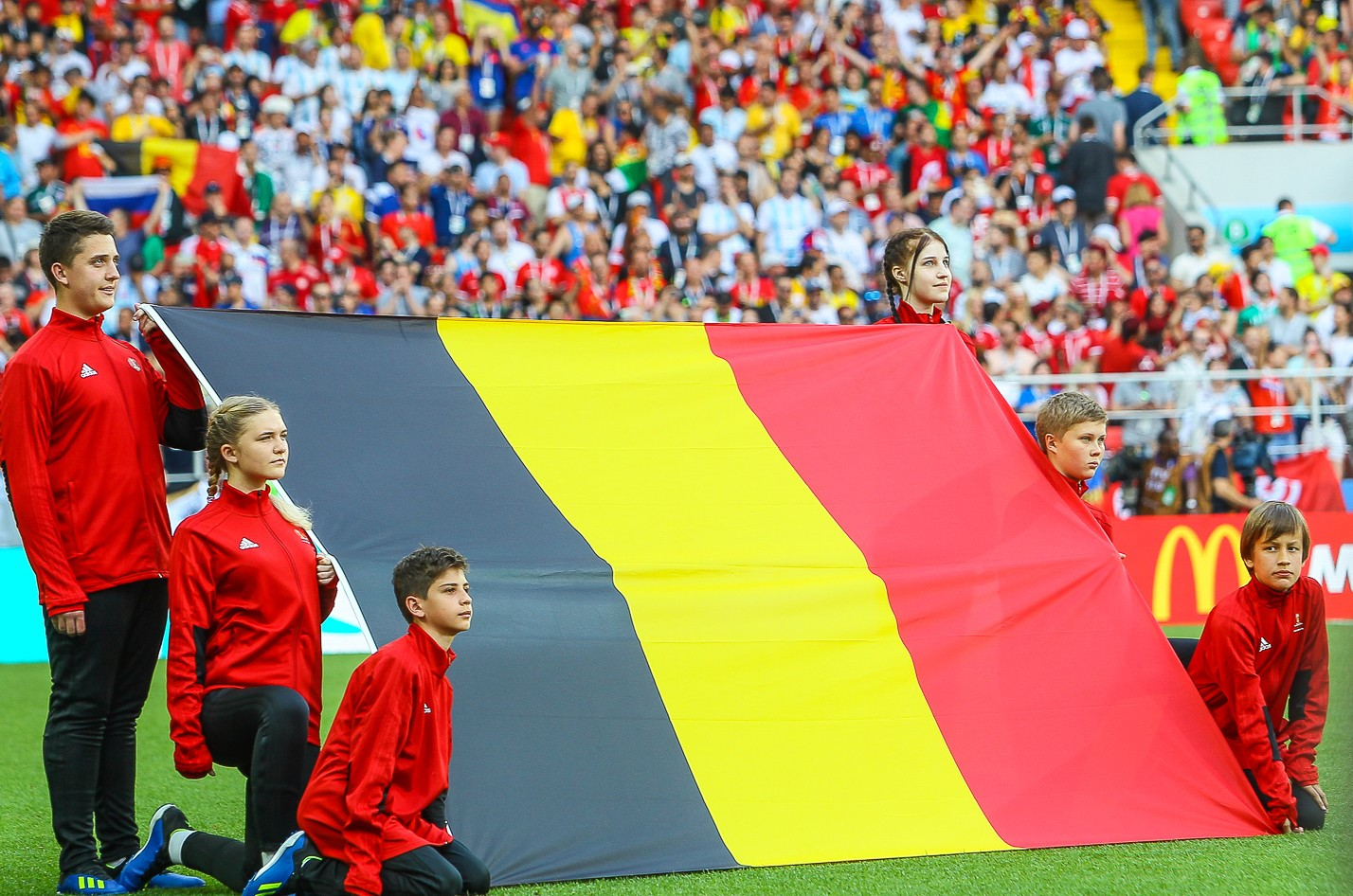
Những người cầm cờ tình nguyện trên sân trước trận đấu vòng bảng (có hình lá cờ) của Bỉ với Tunisia

Các ứng viên tình nguyện cho Ban tổ chức địa phương 2018 Nga đã khai trương vào ngày 1 tháng 6 năm 2016. Chương trình tình nguyện viên Giải vô địch bóng đá thế giới 2018 Nga đã lập kỷ lục mới: vào ngày 30 tháng 12 khi thời gian đăng ký kết thúc, ban tổ chức đã nhận được khoảng 177.000 đơn đăng ký. Giải vô địch bóng đá thế giới 2018 sẽ thu hút tổng cộng 17.040 tình nguyện viên và hơn 18.000 tình nguyện viên thành phố trong 11 thành phố chủ nhà. Họ đã được đào tạo tại 15 trung tâm tình nguyện viên của Ban tổ chức địa phương có trụ sở tại 15 trường đại học và trong các trung tâm tình nguyện viên tại các thành phố chủ nhà. Ưu tiên, đặc biệt là trong các lĩnh vực chính, được trao cho những người có kiến thức về ngoại ngữ và kinh nghiệm tình nguyện viên. Tình nguyện viên có thể là công dân Nga hoặc bất kỳ quốc gia nào khác.

### Phương tiện
Các dịch vụ giao thông công cộng miễn phí được cung cấp cho những người có vé xem các trận đấu trong thời gian diễn ra World Cup, bao gồm các chuyến tàu bổ sung liên kết giữa các thành phố chủ nhà, cũng như các dịch vụ như dịch vụ xe buýt bên trong nội ô.

## Lễ khai mạc

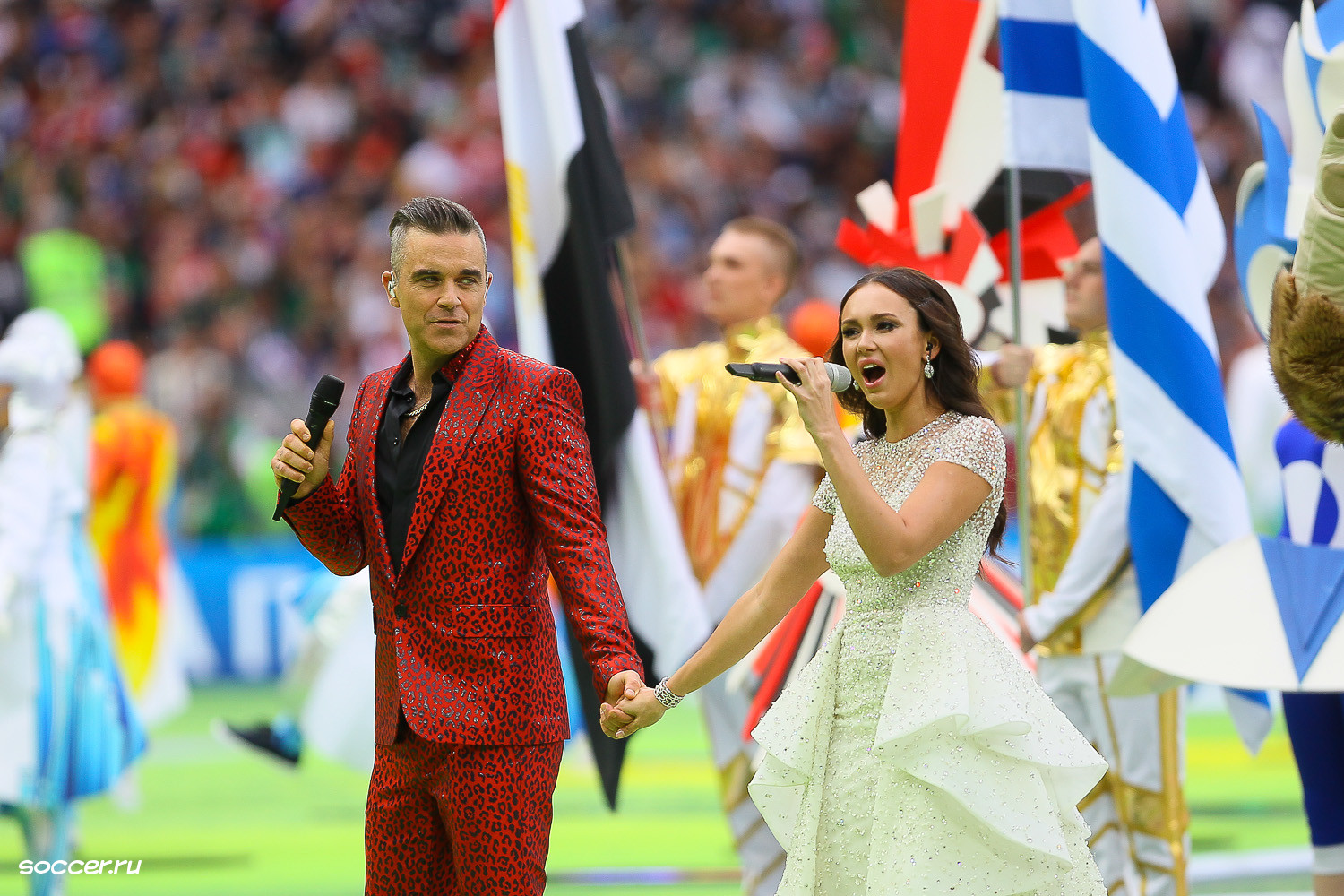
Ca sĩ người Nga Aida Garifullina và ca sĩ người Anh Robbie Williams đang hát ca khúc "Angels" trong lễ khai mạc

Lễ khai mạc World Cup 2018 diễn ra vào thứ năm ngày 14 tháng 6 năm 2018 tại sân vận động Luzhniki ở Moskva, Nga  lúc 3:30 (BST), khoảng nửa tiếng trước trận đấu mở màn giữa Nga và Ả Rập Xê Út.
Buổi lễ khai mạc có sự góp mặt của ca sĩ nhạc pop người Anh Robbie Williams, người đã trình diễn ca khúc "Let Me Entertain You" trước khi ca sĩ Nga Aida Garifullina xuất hiện và cùng song ca bài hát "Angels" với Williams. Ngoài ra, buổi lễ cũng có sự góp mặt của cựu ngôi sao đội tuyển Brasil Ronaldo.

## Lịch thi đấu

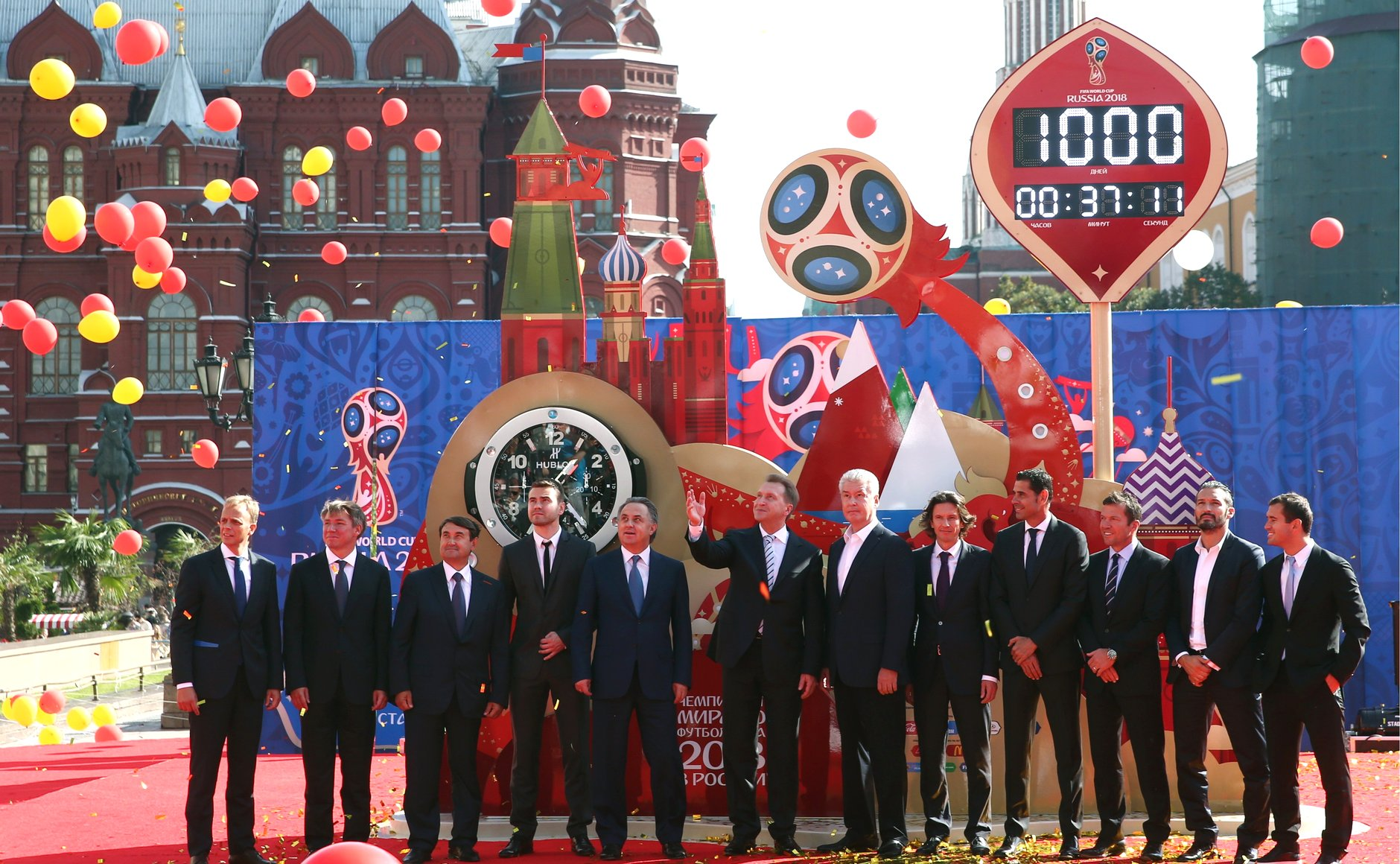
Đếm ngược 1000 ngày trước lễ khai mạc tại Moscow

Toàn bộ lịch thi đấu được FIFA công bố vào ngày 24 tháng 7 năm 2015 (chưa có giờ thi đấu chính thức mà sẽ được thông báo sau). Vào 1 tháng 12, đã có quyết định về thời gian của FIFA.
Nga sẽ được đặt ở vị trí A1 ở vòng bảng và chơi trong trận đấu mở màn với đội tuyển yếu nhất bảng A Saudi Arabia tại sân vận động Luzhniki ở Moskva vào ngày 14 tháng 6. Sân vận động này cũng sẽ là sân vận động sẽ tổ chức trận đấu bán kết 2 vào ngày 11 tháng 7 và trận chung kết vào ngày 15 tháng 7. Zenit Arena ở Sankt-Peterburg sẽ tổ chức trận đấu bán kết 1 vào ngày 10 tháng 7 và trận đấu tranh hạng ba diễn ra vào ngày 14 tháng 7.

## Vòng bảng

### Các tiêu chí vòng bảng
Cách xếp hạng, luật chọn đội đi tiếp tại vòng bảng ở World Cup 2018 được FIFA giải thích cụ thể ở điều 32.5 trang 43.
- Áp dụng cho tất cả các trận đấu ở vòng bảng, thứ tự xếp hạng của các đội trong một bảng được quyết định lần lượt dựa trên các yếu tố:

1. Số điểm đạt được;
2. Hiệu số bàn thắng bại;
3. Số bàn thắng ghi được;

- Ngoài ra, trong trường hợp có ít nhất 2 đội ngang bằng nhau trong tất cả các tiêu chí trên, thứ tự sẽ được quyết định như sau:

1. Giành được nhiều điểm nhất trong các trận đối đầu trực tiếp với các đội còn lại được xét cùng ở vòng bảng. (Các đội cùng điểm cùng hiệu số cùng bàn thắng);
2. Hiệu số bàn thắng thua tính trong các trận đối đầu trực tiếp với các đội còn lại được xét cùng ở vòng bảng;
3. Ghi được nhiều bàn thắng nhất trong các trận đối đầu trực tiếp với các đội còn lại được xét cùng ở vòng bảng;
4. Điểm fair-play cao nhất dựa trên số thẻ vàng và thẻ đỏ ở vòng bảng:   - Thẻ vàng: –1 điểm;
  - Thẻ đỏ gián tiếp (2 thẻ vàng): –3 điểm;
  - Thẻ đỏ trực tiếp: –4 điểm;
  - Thẻ vàng và thẻ đỏ trực tiếp: –5 điểm (Mỗi cầu thủ chỉ bị trừ 1 lần điểm với 1 trong các trường hợp kể trên, trong 1 trận đấu).
5. Bốc thăm.

### Bảng A

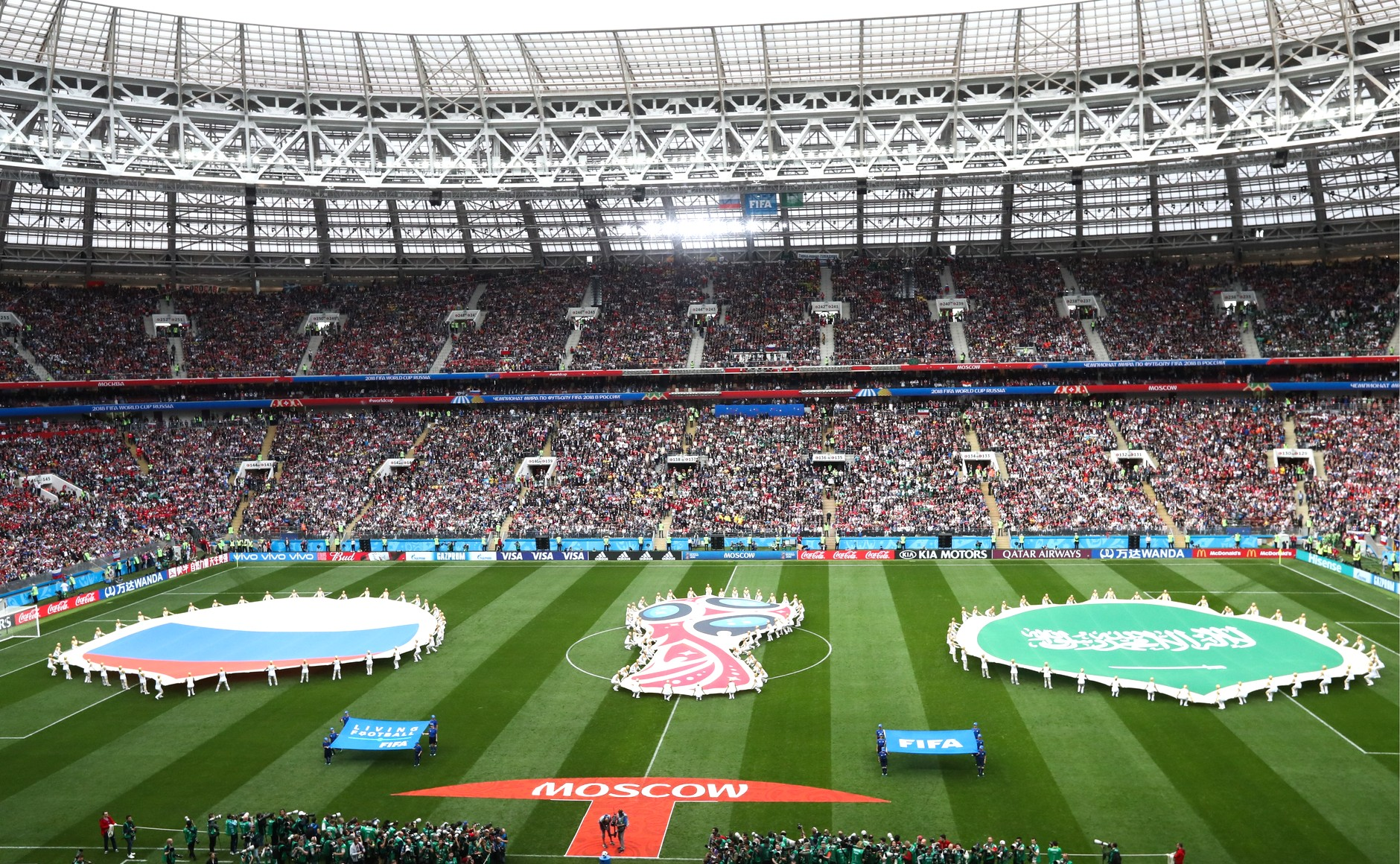
Lễ chào sân trước trận khai mạc giữa Nga và Ả Rập Xê Út.

| VT | Đội         | ST | T | H | B | BT | BB | HS | Đ | Giành quyền tham dự                     |
| -- | ----------- | -- | - | - | - | -- | -- | -- | - | --------------------------------------- |
| 1  | Uruguay     | 3  | 3 | 0 | 0 | 5  | 0  | +5 | 9 | Giành quyền vào vòng đấu loại trực tiếp |
| 2  | Nga (H)     | 3  | 2 | 0 | 1 | 8  | 4  | +4 | 6 | Giành quyền vào vòng đấu loại trực tiếp |
| 3  | Ả Rập Xê Út | 3  | 1 | 0 | 2 | 2  | 7  | −5 | 3 |                                         |
| 4  | Ai Cập      | 3  | 0 | 0 | 3 | 2  | 6  | −4 | 0 |                                         |

| Nga                                                                | 5 - 0    | Ả Rập Xê Út |
| ------------------------------------------------------------------ | -------- | ----------- |
| - Gazinsky 12' - Cheryshev 43', 90+1' - Dzyuba 71' - Golovin 90+4' | Chi tiết |             |

| Ai Cập | 0 - 1    | Uruguay       |
| ------ | -------- | ------------- |
|        | Chi tiết | - Giménez 89' |

| Nga                                             | 3 - 1    | Ai Cập              |
| ----------------------------------------------- | -------- | ------------------- |
| - Fathy 47' (l.n.) - Cheryshev 59' - Dzyuba 62' | Chi tiết | - Salah 73' (ph.đ.) |

| Uruguay      | 1 - 0    | Ả Rập Xê Út |
| ------------ | -------- | ----------- |
| - Suárez 23' | Chi tiết |             |

| Uruguay                                          | 3 - 0    | Nga |
| ------------------------------------------------ | -------- | --- |
| - Suárez 10' - Cheryshev 23' (l.n.) - Cavani 90' | Chi tiết |     |

| Ả Rập Xê Út                                 | 2 - 1    | Ai Cập      |
| ------------------------------------------- | -------- | ----------- |
| - Al-Faraj 45+6' (ph.đ.) - Al-Dawsari 90+5' | Chi tiết | - Salah 22' |

### Bảng B

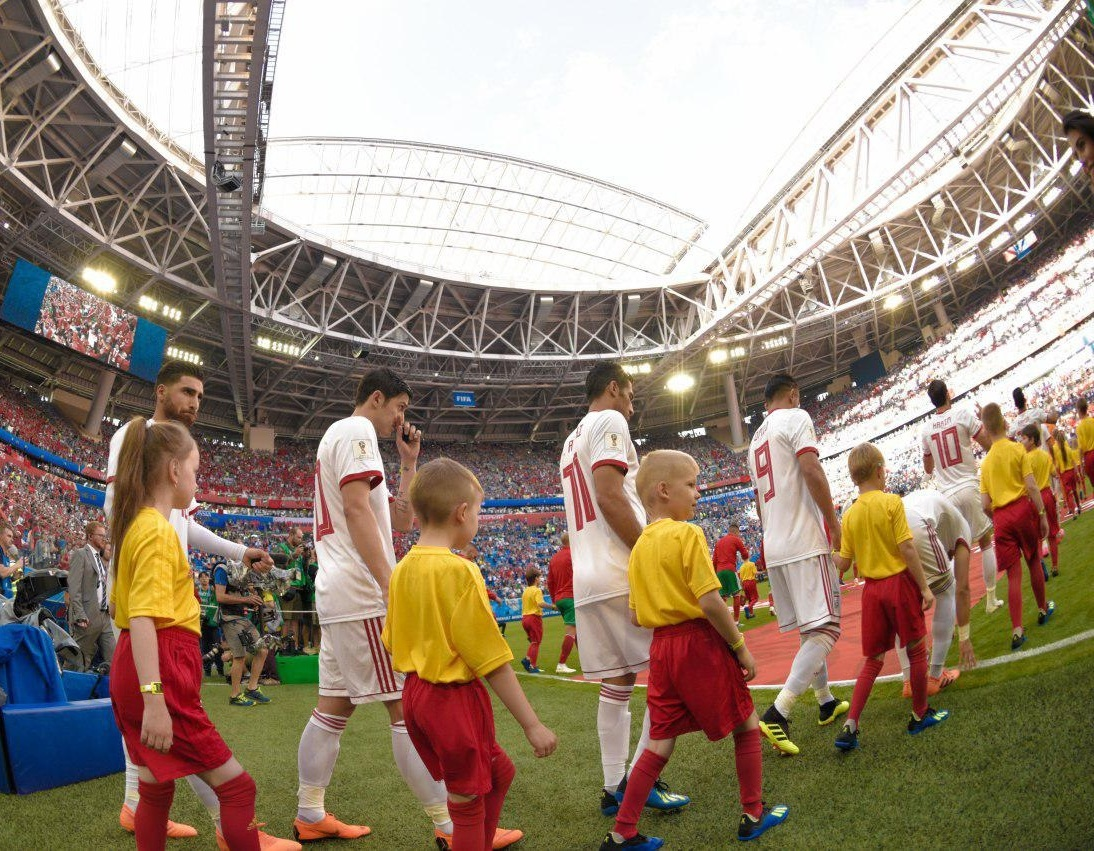
Trận đấu đầu tiên của bảng B, Iran chạm trán Maroc ở Sankt-Peterburg.

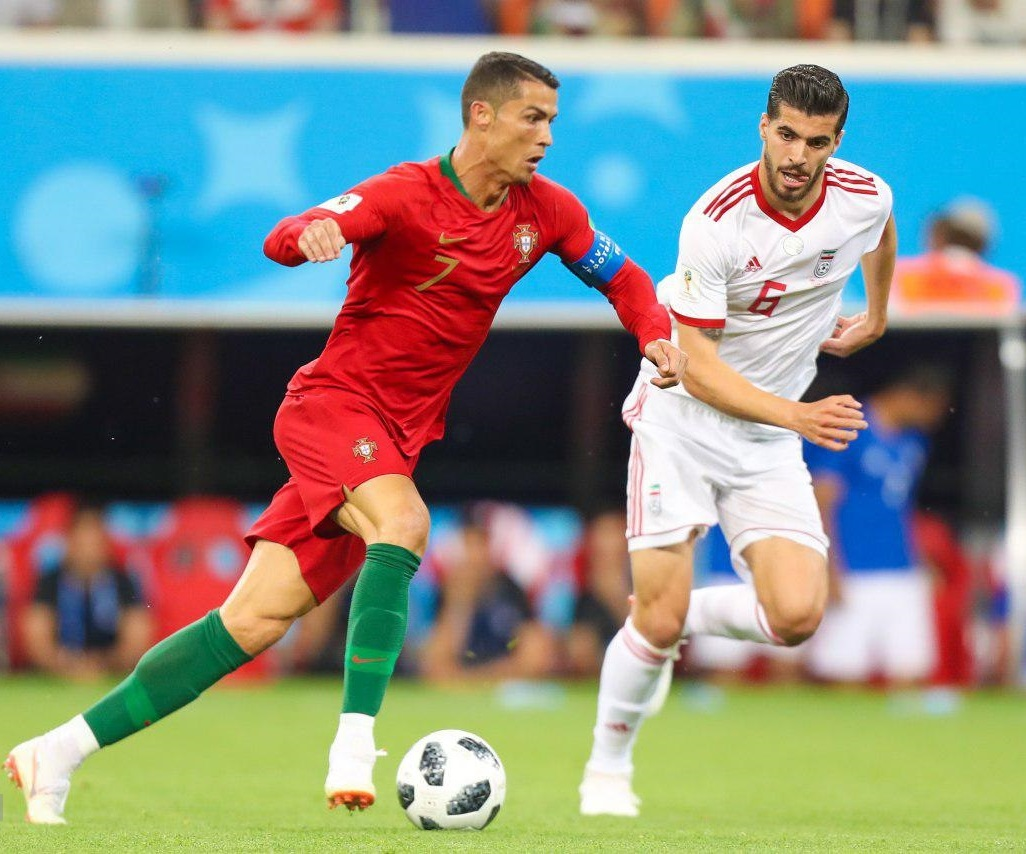
Ronaldo vượt qua một hậu vệ Iran ở Bảng B tại Giải vô địch bóng đá thế giới 2018

| VT | Đội         | ST | T | H | B | BT | BB | HS | Đ | Giành quyền tham dự                     |
| -- | ----------- | -- | - | - | - | -- | -- | -- | - | --------------------------------------- |
| 1  | Tây Ban Nha | 3  | 1 | 2 | 0 | 6  | 5  | +1 | 5 | Giành quyền vào vòng đấu loại trực tiếp |
| 2  | Bồ Đào Nha  | 3  | 1 | 2 | 0 | 5  | 4  | +1 | 5 | Giành quyền vào vòng đấu loại trực tiếp |
| 3  | Iran        | 3  | 1 | 1 | 1 | 2  | 2  | 0  | 4 |                                         |
| 4  | Maroc       | 3  | 0 | 1 | 2 | 2  | 4  | −2 | 1 |                                         |

| Maroc | 0 - 1    | Iran                      |
| ----- | -------- | ------------------------- |
|       | Chi tiết | - Bouhaddouz 90+5' (l.n.) |

| Bồ Đào Nha                     | 3 - 3    | Tây Ban Nha                  |
| ------------------------------ | -------- | ---------------------------- |
| - Ronaldo 4' (ph.đ.), 44', 88' | Chi tiết | - Costa 24', 55' - Nacho 58' |

| Bồ Đào Nha   | 1 - 0    | Maroc |
| ------------ | -------- | ----- |
| - Ronaldo 4' | Chi tiết |       |

| Iran | 0 - 1    | Tây Ban Nha |
| ---- | -------- | ----------- |
|      | Chi tiết | - Costa 54' |

| Iran                       | 1 - 1    | Bồ Đào Nha     |
| -------------------------- | -------- | -------------- |
| - Ansarifard 90+3' (ph.đ.) | Chi tiết | - Quaresma 45' |

| Tây Ban Nha              | 2 - 2    | Maroc                         |
| ------------------------ | -------- | ----------------------------- |
| - Isco 19' - Aspas 90+1' | Chi tiết | - Boutaïb 14' - En-Nesyri 81' |

### Bảng C

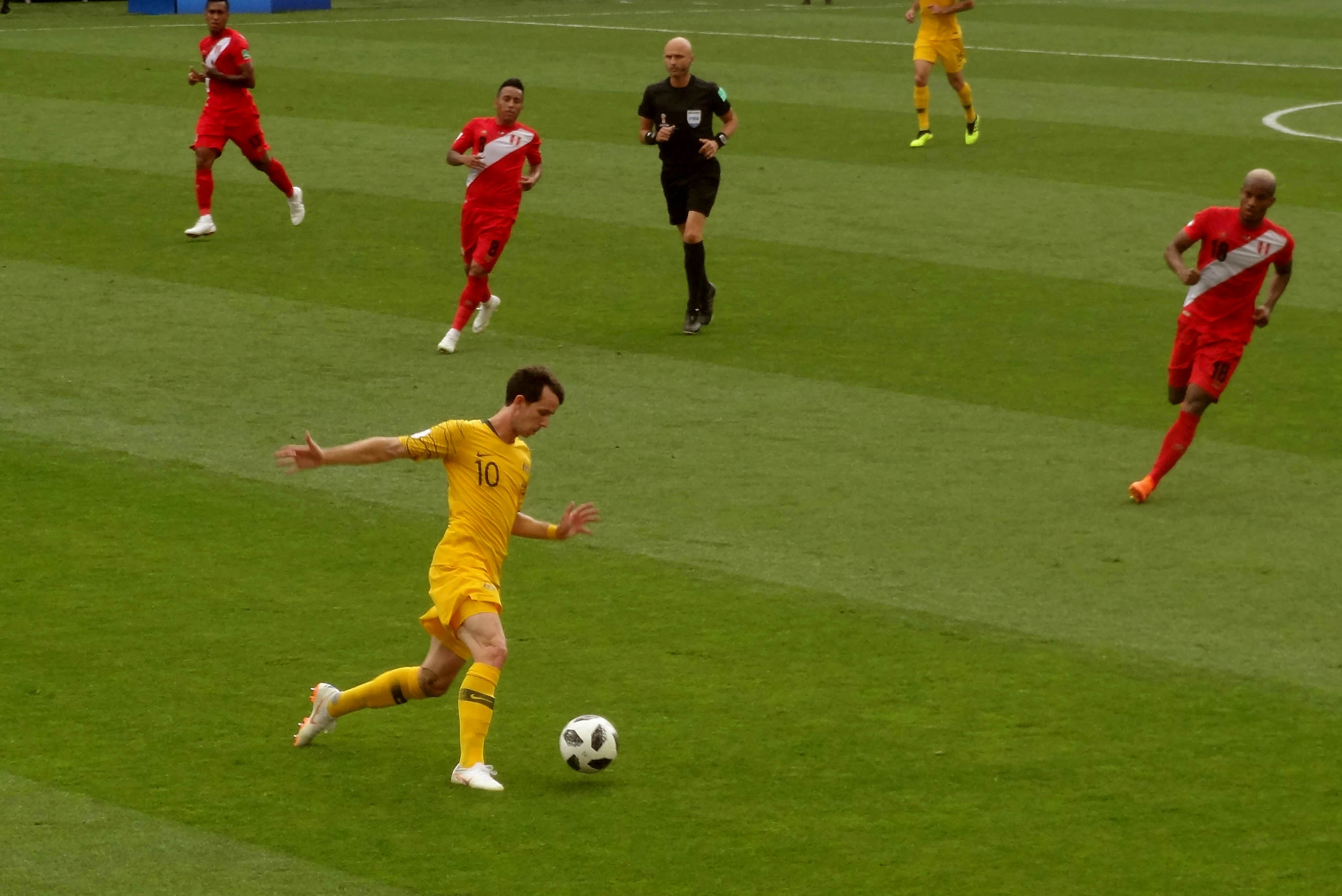
Australia v Peru.

| VT | Đội      | ST | T | H | B | BT | BB | HS | Đ | Giành quyền tham dự                     |
| -- | -------- | -- | - | - | - | -- | -- | -- | - | --------------------------------------- |
| 1  | Pháp     | 3  | 2 | 1 | 0 | 3  | 1  | +2 | 7 | Giành quyền vào vòng đấu loại trực tiếp |
| 2  | Đan Mạch | 3  | 1 | 2 | 0 | 2  | 1  | +1 | 5 | Giành quyền vào vòng đấu loại trực tiếp |
| 3  | Perú     | 3  | 1 | 0 | 2 | 2  | 2  | 0  | 3 |                                         |
| 4  | Úc       | 3  | 0 | 1 | 2 | 2  | 5  | −3 | 1 |                                         |

| Pháp                                        | 2 - 1    | Úc                    |
| ------------------------------------------- | -------- | --------------------- |
| - Griezmann 58' (ph.đ.) - Behich 81' (l.n.) | Chi tiết | - Jedinak 62' (ph.đ.) |

| Perú | 0 - 1    | Đan Mạch      |
| ---- | -------- | ------------- |
|      | Chi tiết | - Poulsen 59' |

| Đan Mạch     | 1 - 1    | Úc                    |
| ------------ | -------- | --------------------- |
| - Eriksen 7' | Chi tiết | - Jedinak 38' (ph.đ.) |

| Pháp         | 1 - 0    | Perú |
| ------------ | -------- | ---- |
| - Mbappé 34' | Chi tiết |      |

| Đan Mạch | 0 - 0    | Pháp |
| -------- | -------- | ---- |
|          | Chi tiết |      |

| Úc | 0 - 2    | Perú                          |
| -- | -------- | ----------------------------- |
|    | Chi tiết | - Carrillo 18' - Guerrero 50' |

### Bảng D

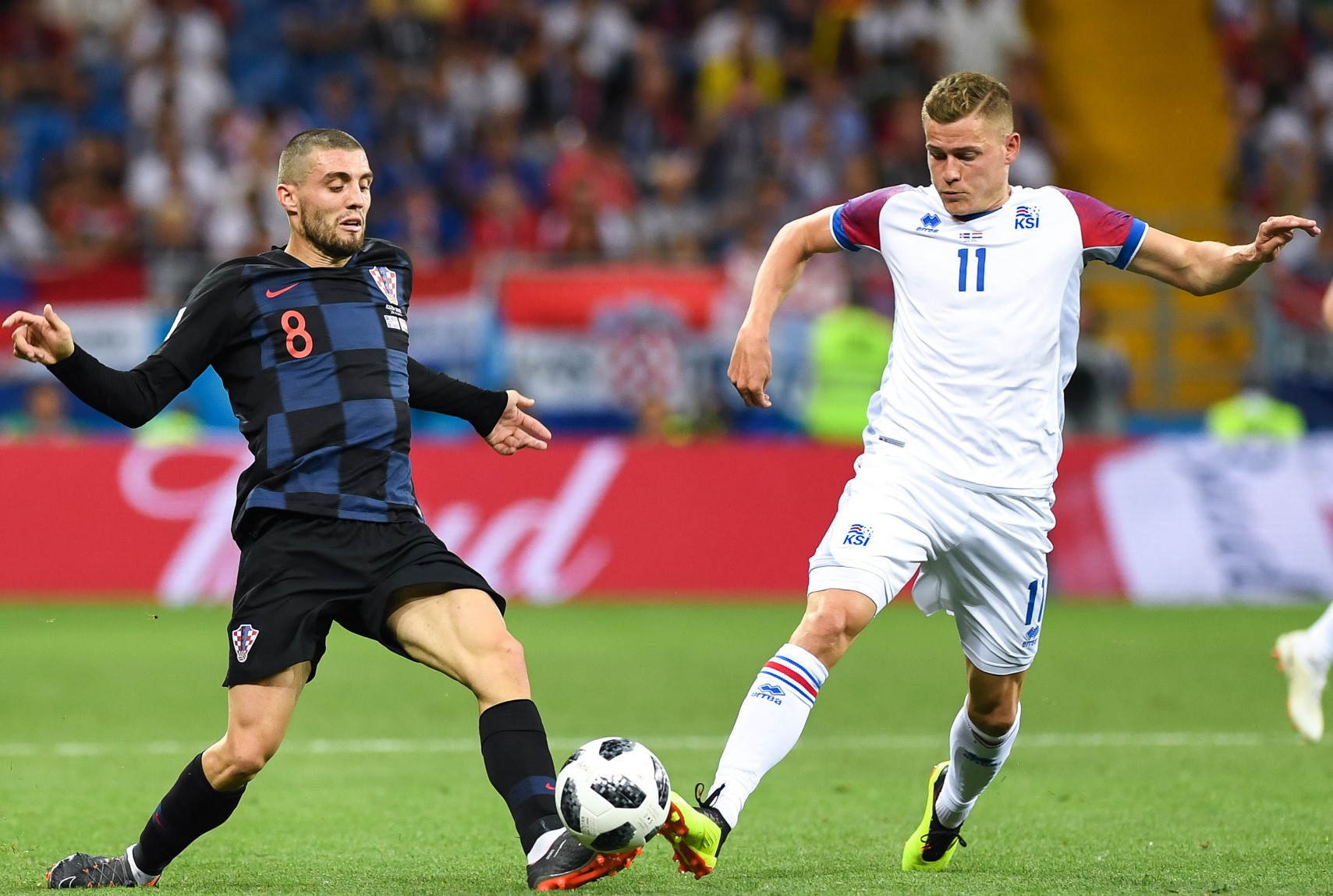
Iceland v Croatia.

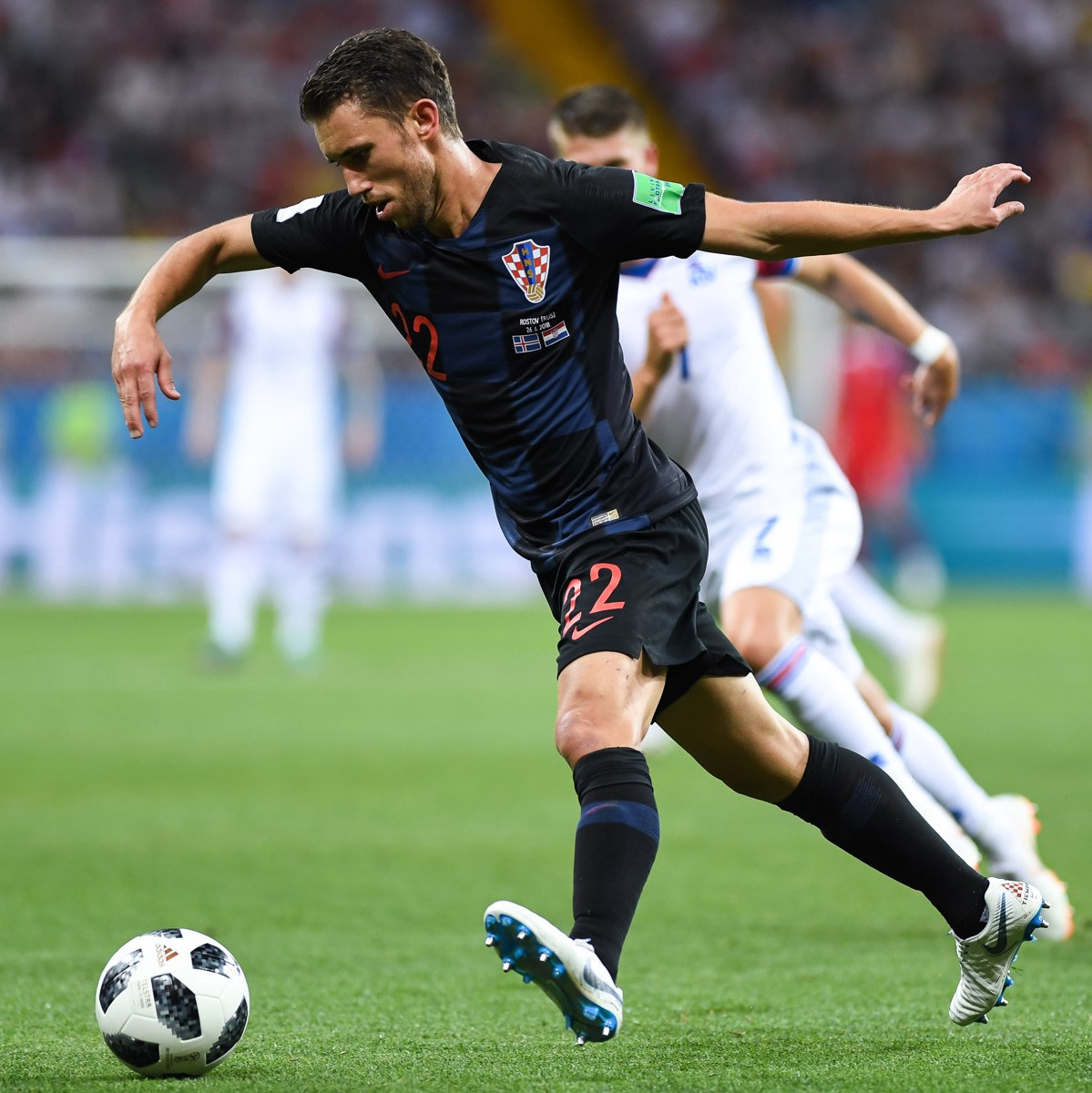
Cầu thủ của Croatia, Josip Pivarić trong trận đấu.

| VT | Đội       | ST | T | H | B | BT | BB | HS | Đ | Giành quyền tham dự                     |
| -- | --------- | -- | - | - | - | -- | -- | -- | - | --------------------------------------- |
| 1  | Croatia   | 3  | 3 | 0 | 0 | 7  | 1  | +6 | 9 | Giành quyền vào vòng đấu loại trực tiếp |
| 2  | Argentina | 3  | 1 | 1 | 1 | 3  | 5  | −2 | 4 | Giành quyền vào vòng đấu loại trực tiếp |
| 3  | Nigeria   | 3  | 1 | 0 | 2 | 3  | 4  | −1 | 3 |                                         |
| 4  | Iceland   | 3  | 0 | 1 | 2 | 2  | 5  | −3 | 1 |                                         |

| Argentina    | 1 - 1    | Iceland           |
| ------------ | -------- | ----------------- |
| - Agüero 19' | Chi tiết | - Finnbogason 23' |

| Croatia                                 | 2 - 0    | Nigeria |
| --------------------------------------- | -------- | ------- |
| - Etebo 32' (l.n.) - Modrić 71' (ph.đ.) | Chi tiết |         |

| Argentina | 0 - 3    | Croatia                                  |
| --------- | -------- | ---------------------------------------- |
|           | Chi tiết | - Rebić 53' - Modrić 80' - Rakitić 90+1' |

| Nigeria         | 2 - 0    | Iceland |
| --------------- | -------- | ------- |
| - Musa 49', 75' | Chi tiết |         |

| Nigeria             | 1 - 2    | Argentina              |
| ------------------- | -------- | ---------------------- |
| - Moses 51' (ph.đ.) | Chi tiết | - Messi 14' - Rojo 86' |

| Iceland                     | 1 - 2    | Croatia                    |
| --------------------------- | -------- | -------------------------- |
| - G. Sigurðsson 76' (ph.đ.) | Chi tiết | - Badelj 53' - Perišić 90' |

### Bảng E

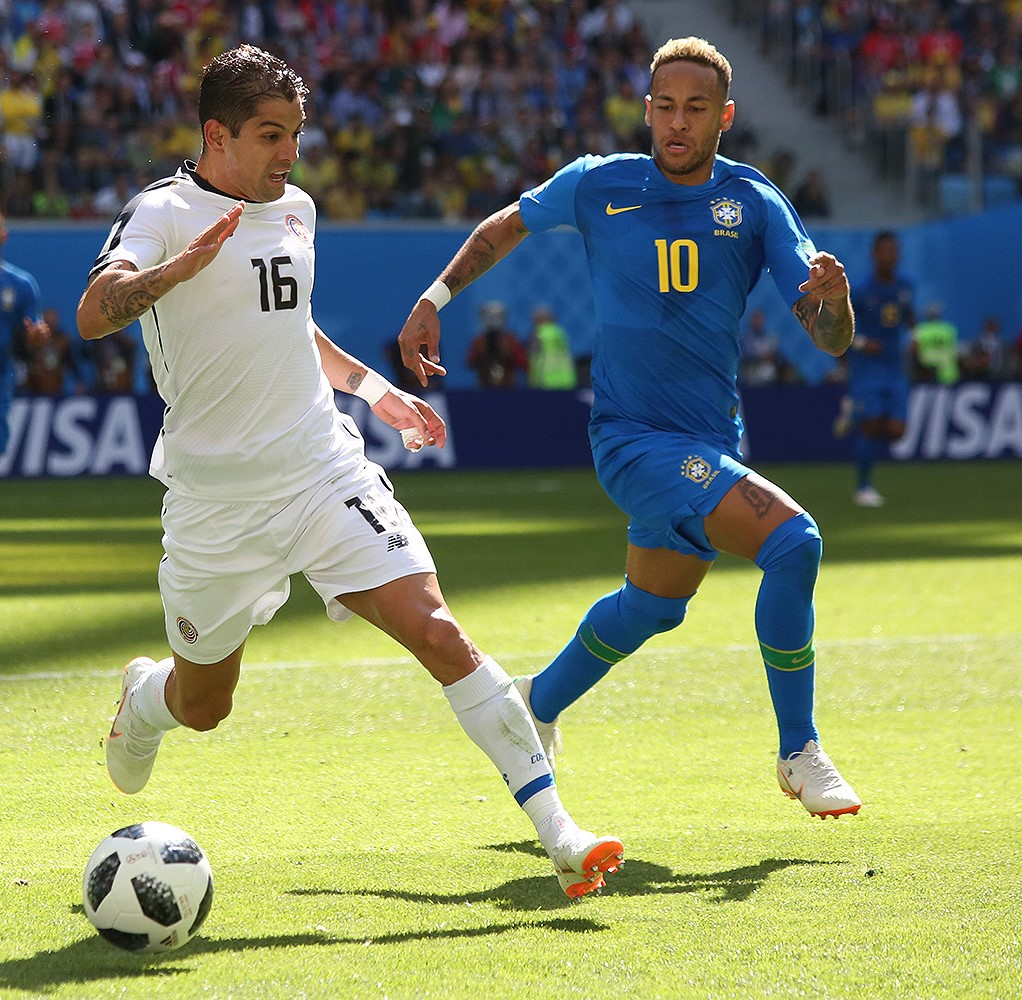
Brasil v Costa Rica.

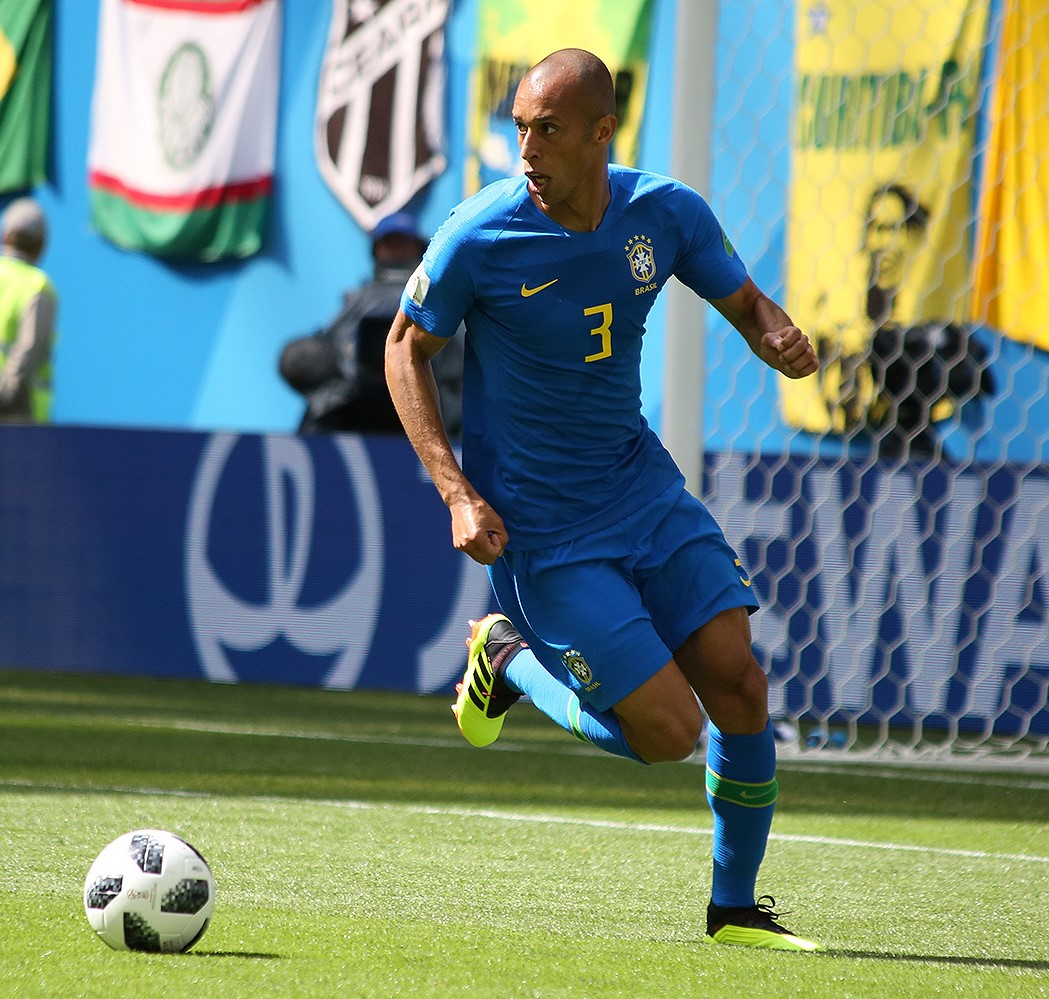
Cầu thủ Brasil Miranda.

| VT | Đội        | ST | T | H | B | BT | BB | HS | Đ | Giành quyền tham dự                     |
| -- | ---------- | -- | - | - | - | -- | -- | -- | - | --------------------------------------- |
| 1  | Brasil     | 3  | 2 | 1 | 0 | 5  | 1  | +4 | 7 | Giành quyền vào vòng đấu loại trực tiếp |
| 2  | Thụy Sĩ    | 3  | 1 | 2 | 0 | 5  | 4  | +1 | 5 | Giành quyền vào vòng đấu loại trực tiếp |
| 3  | Serbia     | 3  | 1 | 0 | 2 | 2  | 4  | −2 | 3 |                                         |
| 4  | Costa Rica | 3  | 0 | 1 | 2 | 2  | 5  | −3 | 1 |                                         |

| Costa Rica | 0 - 1    | Serbia        |
| ---------- | -------- | ------------- |
|            | Chi tiết | - Kolarov 56' |

| Brasil         | 1 - 1    | Thụy Sĩ     |
| -------------- | -------- | ----------- |
| - Coutinho 20' | Chi tiết | - Zuber 50' |

| Brasil                          | 2 - 0    | Costa Rica |
| ------------------------------- | -------- | ---------- |
| - Coutinho 90+1' - Neymar 90+7' | Chi tiết |            |

| Serbia        | 1 - 2    | Thụy Sĩ                   |
| ------------- | -------- | ------------------------- |
| - Mitrović 5' | Chi tiết | - Xhaka 52' - Shaqiri 90' |

| Serbia | 0 - 2    | Brasil                            |
| ------ | -------- | --------------------------------- |
|        | Chi tiết | - Paulinho 36' - Thiago Silva 68' |

| Thụy Sĩ                    | 2 - 2    | Costa Rica                         |
| -------------------------- | -------- | ---------------------------------- |
| - Džemaili 31' - Drmić 88' | Chi tiết | - Waston 56' - Sommer 90+3' (l.n.) |

### Bảng F

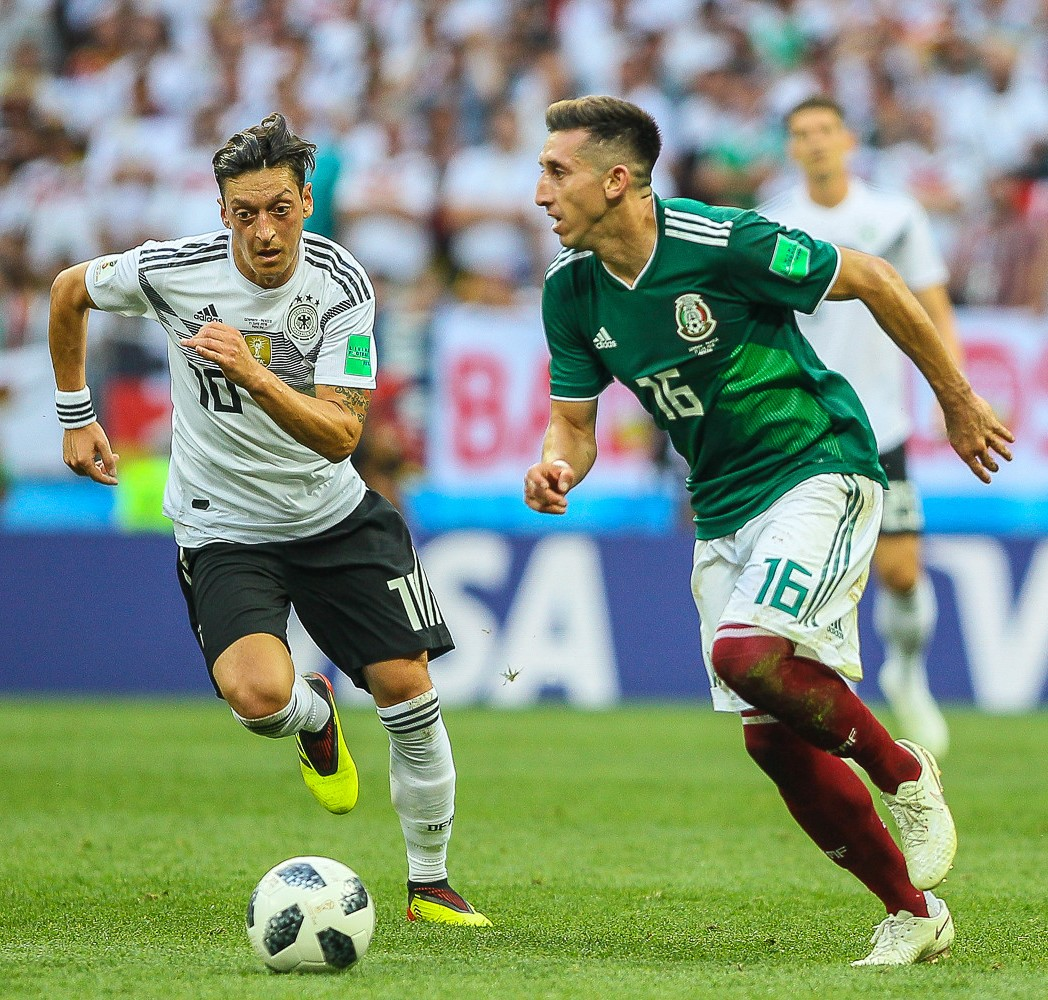
Đức v México.

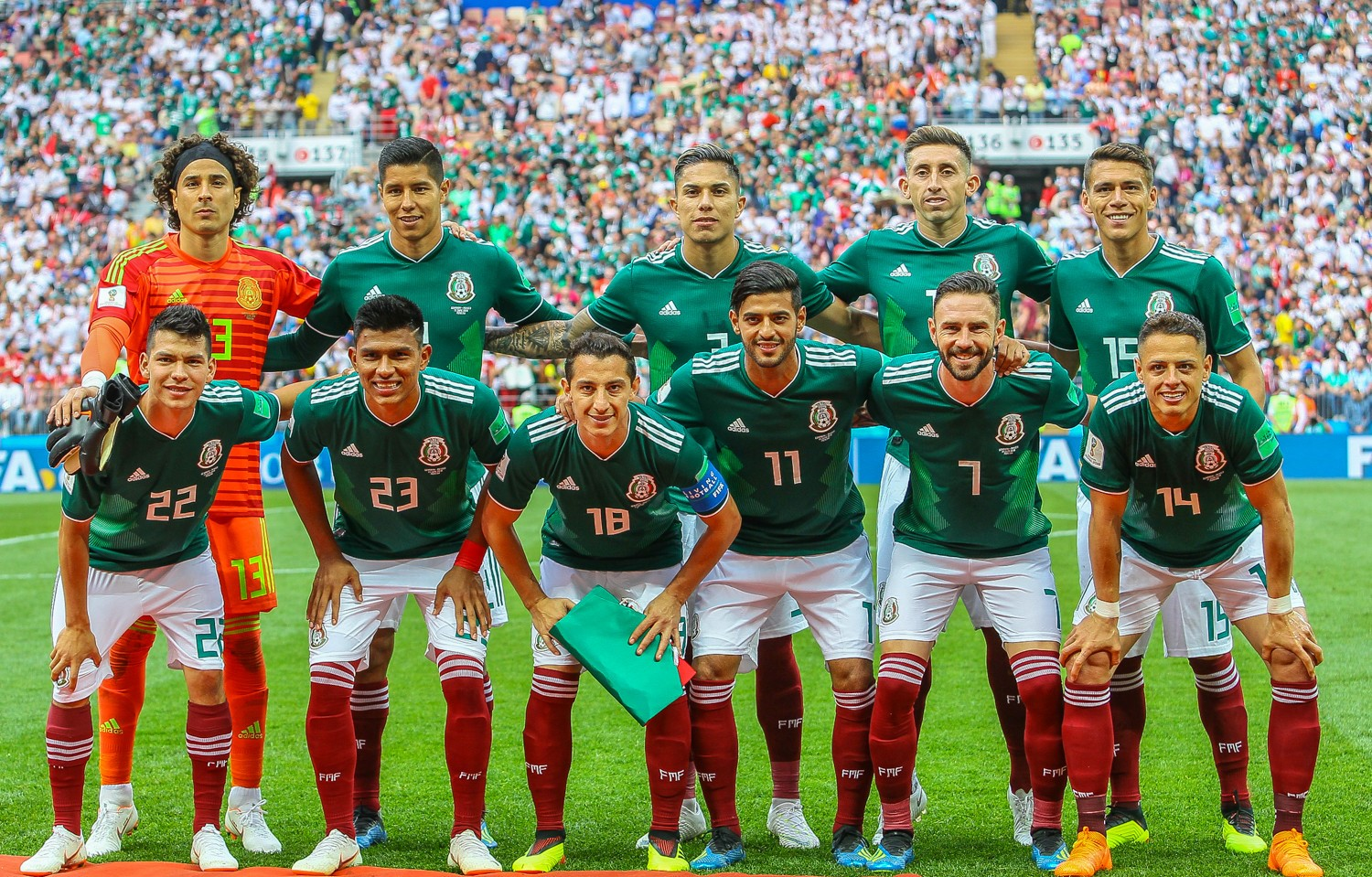
Các cầu thủ México chụp ảnh trước trận đấu.

| VT | Đội       | ST | T | H | B | BT | BB | HS | Đ | Giành quyền tham dự                 |
| -- | --------- | -- | - | - | - | -- | -- | -- | - | ----------------------------------- |
| 1  | Thụy Điển | 3  | 2 | 0 | 1 | 5  | 2  | +3 | 6 | Giành quyền vòng đấu loại trực tiếp |
| 2  | México    | 3  | 2 | 0 | 1 | 3  | 4  | −1 | 6 | Giành quyền vòng đấu loại trực tiếp |
| 3  | Hàn Quốc  | 3  | 1 | 0 | 2 | 3  | 3  | 0  | 3 |                                     |
| 4  | Đức       | 3  | 1 | 0 | 2 | 2  | 4  | −2 | 3 |                                     |

| Đức | 0 - 1    | México       |
| --- | -------- | ------------ |
|     | Chi tiết | - Lozano 35' |

| Thụy Điển               | 1 - 0    | Hàn Quốc |
| ----------------------- | -------- | -------- |
| - Granqvist 65' (ph.đ.) | Chi tiết |          |

| Hàn Quốc              | 1 - 2    | México                             |
| --------------------- | -------- | ---------------------------------- |
| - Son Heung-min 90+3' | Chi tiết | - Vela 26' (ph.đ.) - Hernández 66' |

| Đức                      | 2 - 1    | Thụy Điển      |
| ------------------------ | -------- | -------------- |
| - Reus 48' - Kroos 90+5' | Chi tiết | - Toivonen 32' |

### Bảng G

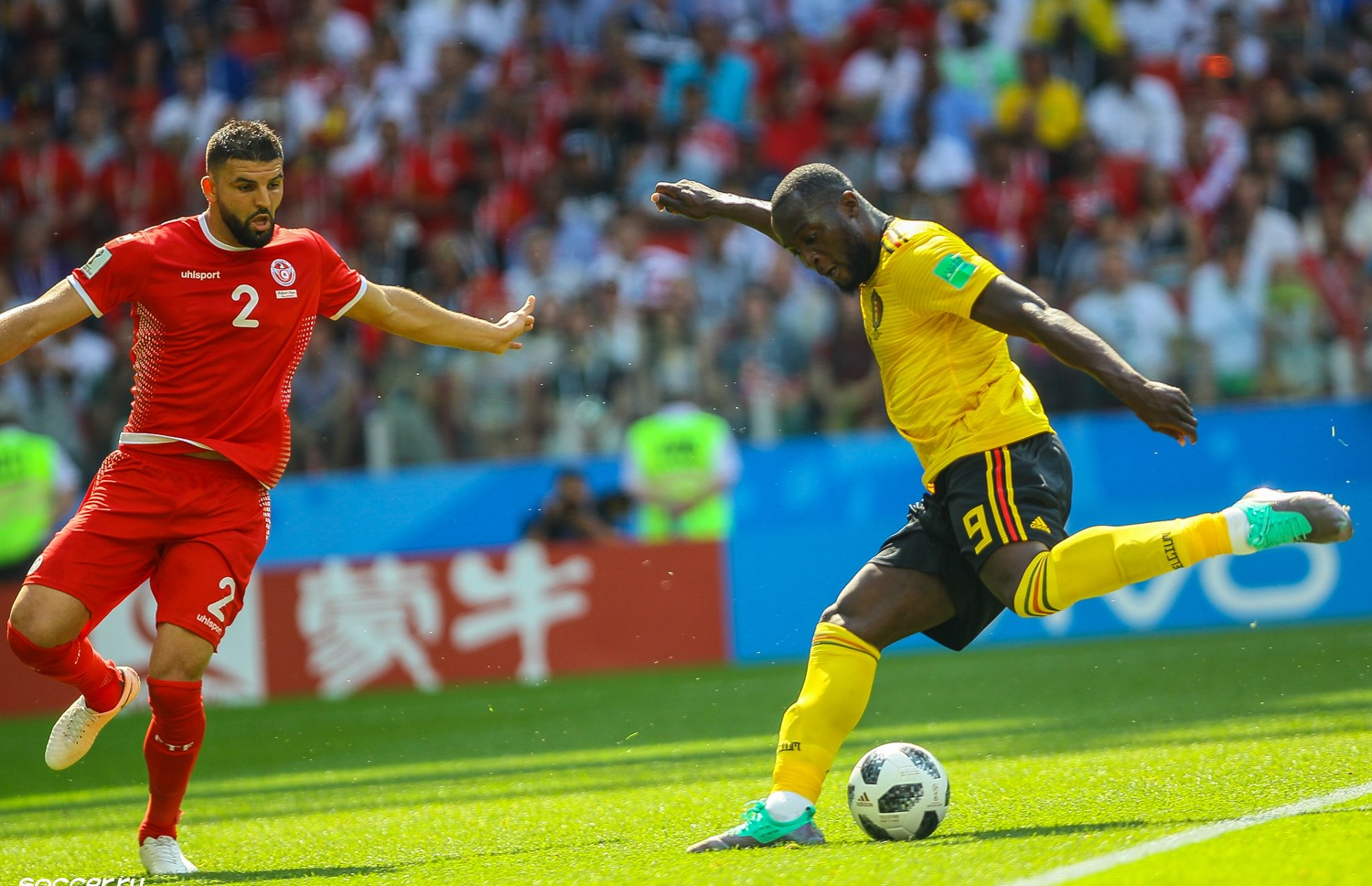
Bỉ v Tunisia.

| VT | Đội     | ST | T | H | B | BT | BB | HS | Đ | Giành quyền tham dự                     |
| -- | ------- | -- | - | - | - | -- | -- | -- | - | --------------------------------------- |
| 1  | Bỉ      | 3  | 3 | 0 | 0 | 9  | 2  | +7 | 9 | Giành quyền vào vòng đấu loại trực tiếp |
| 2  | Anh     | 3  | 2 | 0 | 1 | 8  | 3  | +5 | 6 | Giành quyền vào vòng đấu loại trực tiếp |
| 3  | Tunisia | 3  | 1 | 0 | 2 | 5  | 8  | −3 | 3 |                                         |
| 4  | Panamá  | 3  | 0 | 0 | 3 | 2  | 11 | −9 | 0 |                                         |

| Bỉ                              | 3 - 0    | Panamá |
| ------------------------------- | -------- | ------ |
| - Mertens 47' - Lukaku 69', 75' | Chi tiết |        |

| Tunisia             | 1 - 2    | Anh               |
| ------------------- | -------- | ----------------- |
| - Sassi 35' (ph.đ.) | Chi tiết | - Kane 11', 90+1' |

| Bỉ                                                              | 5 - 2    | Tunisia                    |
| --------------------------------------------------------------- | -------- | -------------------------- |
| - E. Hazard 6' (ph.đ.), 51' - Lukaku 16', 45+3' - Batshuayi 90' | Chi tiết | - Bronn 18' - Khazri 90+3' |

| Anh                                                                   | 6 - 1    | Panamá      |
| --------------------------------------------------------------------- | -------- | ----------- |
| - Stones 8', 40' - Kane 22' (ph.đ.), 45+1' (ph.đ.), 62' - Lingard 36' | Chi tiết | - Baloy 78' |

| Anh | 0 - 1    | Bỉ            |
| --- | -------- | ------------- |
|     | Chi tiết | - Januzaj 51' |

| Panamá              | 1 - 2    | Tunisia                           |
| ------------------- | -------- | --------------------------------- |
| - Meriah 33' (l.n.) | Chi tiết | - F. Ben Youssef 51' - Khazri 66' |

### Bảng H

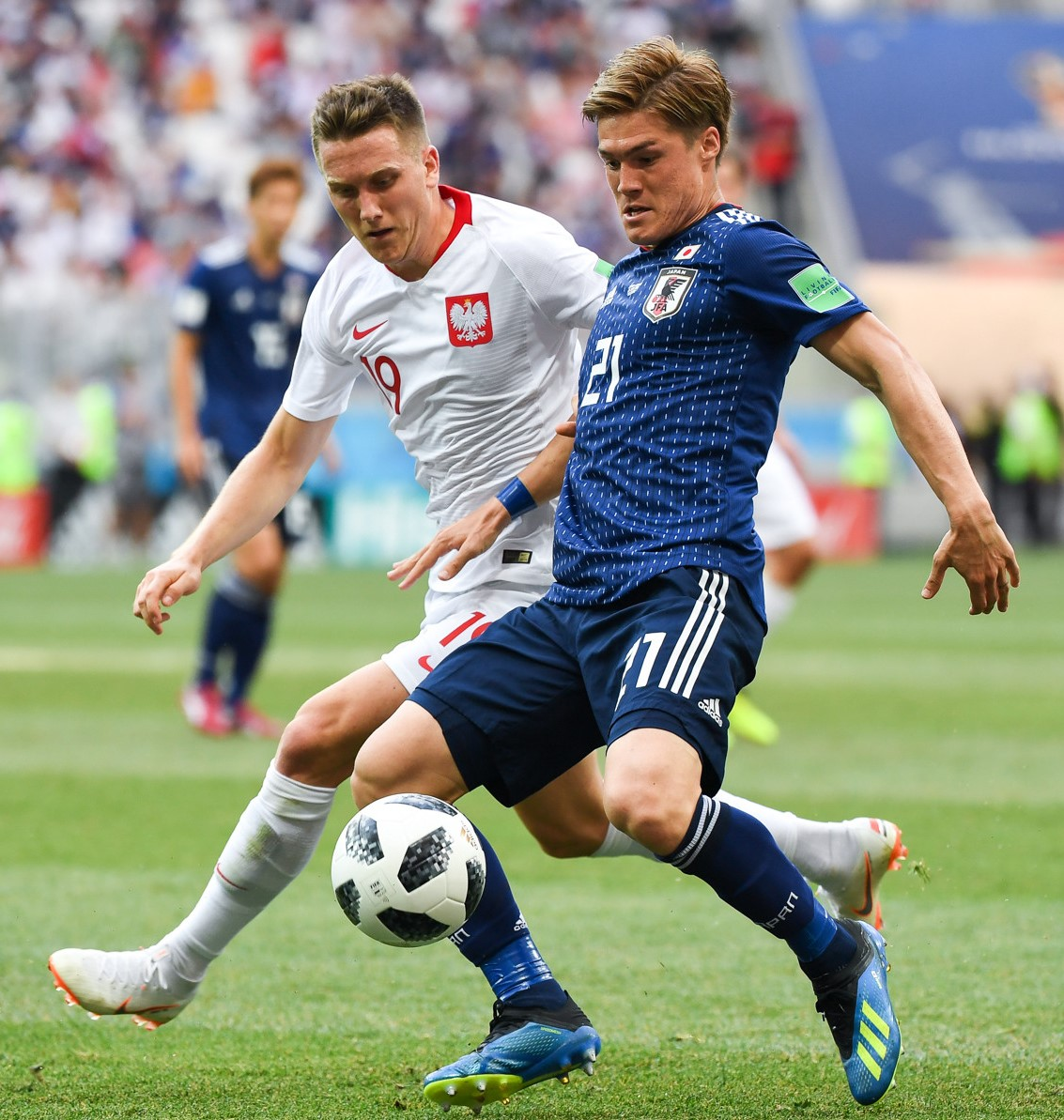
Nhật Bản v Ba Lan.

| VT | Đội      | ST | T | H | B | BT | BB | HS | Đ | Giành quyền tham dự                     |
| -- | -------- | -- | - | - | - | -- | -- | -- | - | --------------------------------------- |
| 1  | Colombia | 3  | 2 | 0 | 1 | 5  | 2  | +3 | 6 | Giành quyền vào vòng đấu loại trực tiếp |
| 2  | Nhật Bản | 3  | 1 | 1 | 1 | 4  | 4  | 0  | 4 | Giành quyền vào vòng đấu loại trực tiếp |
| 3  | Sénégal  | 3  | 1 | 1 | 1 | 4  | 4  | 0  | 4 |                                         |
| 4  | Ba Lan   | 3  | 1 | 0 | 2 | 2  | 5  | −3 | 3 |                                         |

1. 1 2  Điểm giải phong cách: Nhật Bản −4, Sénégal −6.

| Colombia       | 1 - 2    | Nhật Bản                        |
| -------------- | -------- | ------------------------------- |
| - Quintero 39' | Chi tiết | - Kagawa 6' (ph.đ.) - Osako 73' |

| Ba Lan           | 1 - 2    | Sénégal                         |
| ---------------- | -------- | ------------------------------- |
| - Krychowiak 86' | Chi tiết | - Cionek 37' (l.n.) - Niang 60' |

| Nhật Bản               | 2 - 2    | Sénégal                |
| ---------------------- | -------- | ---------------------- |
| - Inui 34' - Honda 78' | Chi tiết | - Mané 11' - Wagué 71' |

| Ba Lan | 0 - 3    | Colombia                                   |
| ------ | -------- | ------------------------------------------ |
|        | Chi tiết | - Mina 40' - Falcao 70' - Ju. Cuadrado 75' |

| Nhật Bản | 0 - 1    | Ba Lan         |
| -------- | -------- | -------------- |
|          | Chi tiết | - Bednarek 59' |

| Sénégal | 0 - 1    | Colombia   |
| ------- | -------- | ---------- |
|         | Chi tiết | - Mina 74' |

## Vòng đấu loại trực tiếp

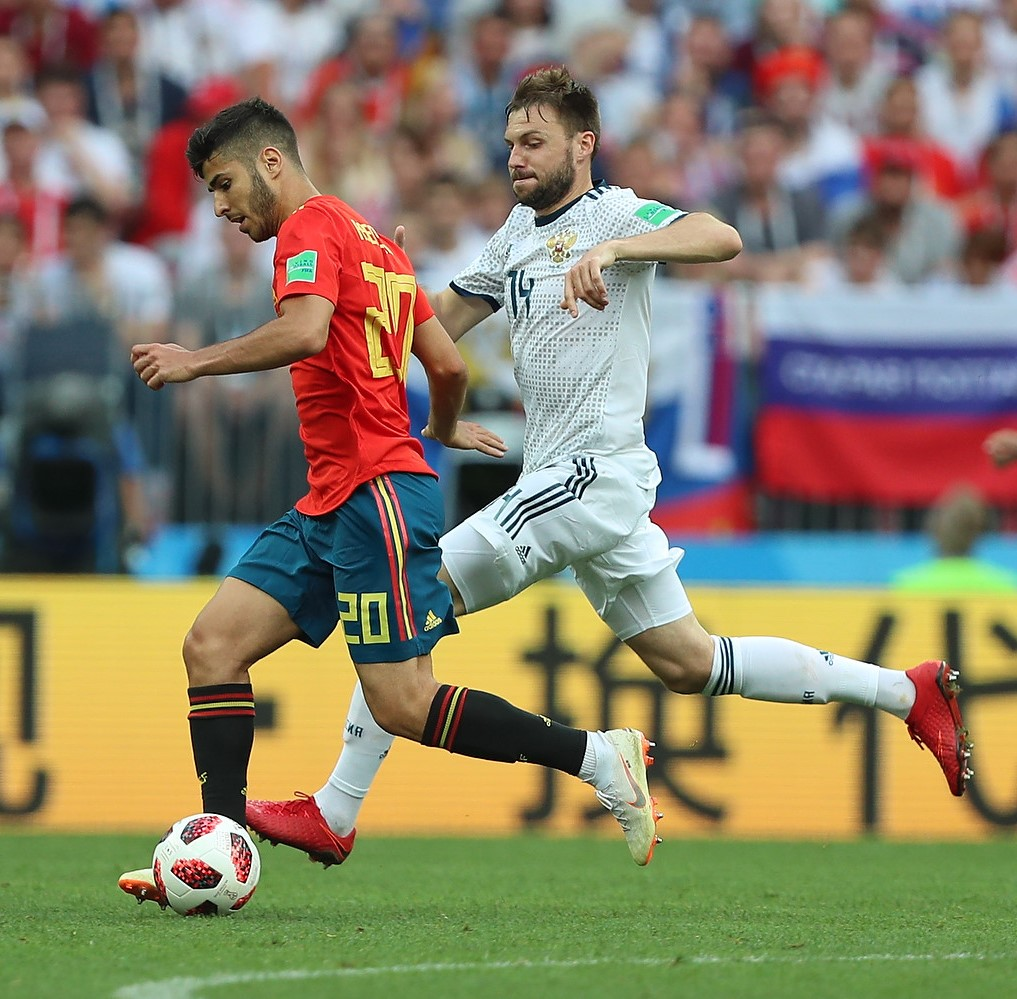
Chủ nhà Nga gặp Tây Ban Nha ở vòng 16 đội.

Ở vòng đấu loại trực tiếp, nếu trận đấu kết thúc với tỉ số hòa sau thời gian thi đấu chính thức, hiệp phụ sẽ được diễn ra (gồm hai hiệp trong đó mỗi hiệp 15 phút) và tiếp theo, nếu tỉ số hòa vẫn được duy trì, hai đội sẽ bước vào loạt sút luân lưu để xác định đội thắng cuộc.
Nếu một trận đấu có hiệp phụ, sẽ có quyền thay thế cầu thủ thứ tư.

### Sơ đồ
|  | Vòng 16 đội                       | Vòng 16 đội        |                                |       | Tứ kết                 | Tứ kết                 |                              |                              | Bán kết | Bán kết |  |  | Chung kết | Chung kết |
|  |                                   |                    |                                |       |                        |                        |                              |                              |         |         |  |  |           |           |
|  | 30 tháng 6 – Sochi                |                    |                                |       |                        |                        |                              |                              |         |         |  |  |           |           |
|  |                                   |                    |                                |       |                        |                        |                              |                              |         |         |  |  |           |           |
|  | Uruguay                           | 2                  |                                |       |                        |                        |                              |                              |         |         |  |  |           |           |
|  | Uruguay                           | 2                  | 6 tháng 7 – Nizhny Novgorod    |       |                        |                        |                              |                              |         |         |  |  |           |           |
|  | Bồ Đào Nha                        | 1                  |                                |       |                        |                        |                              |                              |         |         |  |  |           |           |
|  | Bồ Đào Nha                        | 1                  | Uruguay                        | 0     |                        |                        |                              |                              |         |         |  |  |           |           |
|  | 30 tháng 6 – Kazan                |                    | Uruguay                        | 0     |                        |                        |                              |                              |         |         |  |  |           |           |
|  |                                   | Pháp               | 2                              |       |                        |                        |                              |                              |         |         |  |  |           |           |
|  | Pháp                              | Pháp               | 2                              | 4     |                        |                        |                              |                              |         |         |  |  |           |           |
|  | Pháp                              |                    | 10 tháng 7 – Sankt-Peterburg   | 4     |                        |                        |                              |                              |         |         |  |  |           |           |
|  | Argentina                         | 3                  |                                |       |                        |                        |                              |                              |         |         |  |  |           |           |
|  | Argentina                         | 3                  | Pháp                           | 1     |                        |                        |                              |                              |         |         |  |  |           |           |
|  | 2 tháng 7 – Samara                |                    | Pháp                           | 1     |                        |                        |                              |                              |         |         |  |  |           |           |
|  |                                   | Bỉ                 | 0                              |       |                        |                        |                              |                              |         |         |  |  |           |           |
|  | Brasil                            | Bỉ                 | 0                              | 2     |                        |                        |                              |                              |         |         |  |  |           |           |
|  | Brasil                            | 6 tháng 7 – Kazan  |                                | 2     |                        |                        |                              |                              |         |         |  |  |           |           |
|  | México                            | 0                  |                                |       |                        |                        |                              |                              |         |         |  |  |           |           |
|  | México                            | 0                  | Brasil                         | 1     |                        |                        |                              |                              |         |         |  |  |           |           |
|  | 2 tháng 7 – Rostov trên sông Đông |                    | Brasil                         | 1     |                        |                        |                              |                              |         |         |  |  |           |           |
|  |                                   | Bỉ                 | 2                              |       |                        |                        |                              |                              |         |         |  |  |           |           |
|  | Bỉ                                | Bỉ                 | 2                              | 3     |                        |                        |                              |                              |         |         |  |  |           |           |
|  | Bỉ                                |                    | 15 tháng 7 – Moskva (Luzhniki) | 3     |                        |                        |                              |                              |         |         |  |  |           |           |
|  | Nhật Bản                          | 2                  |                                |       |                        |                        |                              |                              |         |         |  |  |           |           |
|  | Nhật Bản                          | 2                  | Pháp                           | 4     |                        |                        |                              |                              |         |         |  |  |           |           |
|  | 1 tháng 7 – Moskva (Luzhniki)     |                    | Pháp                           | 4     |                        |                        |                              |                              |         |         |  |  |           |           |
|  |                                   | Croatia            | 2                              |       |                        |                        |                              |                              |         |         |  |  |           |           |
|  | Tây Ban Nha                       | Croatia            | 2                              | 1 (3) |                        |                        |                              |                              |         |         |  |  |           |           |
|  | Tây Ban Nha                       | 7 tháng 7 – Sochi  |                                | 1 (3) |                        |                        |                              |                              |         |         |  |  |           |           |
|  | Nga (p)                           | 1 (4)              |                                |       |                        |                        |                              |                              |         |         |  |  |           |           |
|  | Nga (p)                           | 1 (4)              | Nga                            | 2 (3) |                        |                        |                              |                              |         |         |  |  |           |           |
|  | 1 tháng 7 – Nizhny Novgorod       |                    | Nga                            | 2 (3) |                        |                        |                              |                              |         |         |  |  |           |           |
|  |                                   | Croatia (p)        | 2 (4)                          |       |                        |                        |                              |                              |         |         |  |  |           |           |
|  | Croatia (p)                       | Croatia (p)        | 2 (4)                          | 1 (3) |                        |                        |                              |                              |         |         |  |  |           |           |
|  | Croatia (p)                       |                    | 11 tháng 7 – Moskva (Luzhniki) | 1 (3) |                        |                        |                              |                              |         |         |  |  |           |           |
|  | Đan Mạch                          | 1 (2)              |                                |       |                        |                        |                              |                              |         |         |  |  |           |           |
|  | Đan Mạch                          | 1 (2)              | Croatia (s.h.p.)               | 2     |                        |                        |                              |                              |         |         |  |  |           |           |
|  | 3 tháng 7 – Sankt-Peterburg       |                    | Croatia (s.h.p.)               | 2     |                        |                        |                              |                              |         |         |  |  |           |           |
|  |                                   | Anh                | 1                              |       | Play-off tranh hạng ba | Play-off tranh hạng ba |                              |                              |         |         |  |  |           |           |
|  | Thụy Điển                         | Anh                | 1                              | 1     | Play-off tranh hạng ba | Play-off tranh hạng ba |                              |                              |         |         |  |  |           |           |
|  | Thụy Điển                         | 7 tháng 7 – Samara | 7 tháng 7 – Samara             | 1     |                        |                        | 14 tháng 7 – Sankt-Peterburg | 14 tháng 7 – Sankt-Peterburg |         |         |  |  |           |           |
|  | Thụy Sĩ                           | 7 tháng 7 – Samara | 7 tháng 7 – Samara             | 0     |                        |                        | 14 tháng 7 – Sankt-Peterburg | 14 tháng 7 – Sankt-Peterburg |         |         |  |  |           |           |
|  | Thụy Sĩ                           | Thụy Điển          | 0                              | 0     | Bỉ                     | 2                      |                              |                              |         |         |  |  |           |           |
|  | 3 tháng 7 – Moskva (Otkrytiye)    | Thụy Điển          | 0                              |       | Bỉ                     | 2                      |                              |                              |         |         |  |  |           |           |
|  |                                   | Anh                | 2                              |       | Anh                    | 0                      |                              |                              |         |         |  |  |           |           |
|  | Colombia                          | Anh                | 2                              | 1 (3) | Anh                    | 0                      |                              |                              |         |         |  |  |           |           |
|  | Colombia                          |                    |                                | 1 (3) |                        |                        |                              |                              |         |         |  |  |           |           |
|  | Anh (p)                           | 1 (4)              |                                |       |                        |                        |                              |                              |         |         |  |  |           |           |
|  | Anh (p)                           | 1 (4)              |                                |       |                        |                        |                              |                              |         |         |  |  |           |           |

### Vòng 16 đội
| Pháp                                                   | 4–3      | Argentina                                   |
| ------------------------------------------------------ | -------- | ------------------------------------------- |
| - Griezmann 13' (ph.đ.) - Pavard 57' - Mbappé 64', 68' | Chi tiết | - Di María 41' - Mercado 48' - Agüero 90+3' |

| Uruguay          | 2–1      | Bồ Đào Nha |
| ---------------- | -------- | ---------- |
| - Cavani 7', 62' | Chi tiết | - Pepe 55' |

| Tây Ban Nha                              | 1–1 (s.h.p.) | Nga                                          |
| ---------------------------------------- | ------------ | -------------------------------------------- |
| - Ignashevich 12' (l.n.)                 | Chi tiết     | - Dzyuba 41' (ph.đ.)                         |
| Loạt sút luân lưu                        |              |                                              |
| - Iniesta - Piqué - Koke - Ramos - Aspas | 3–4          | - Smolov - Ignashevich - Golovin - Cheryshev |

| Croatia                                          | 1–1 (s.h.p.) | Đan Mạch                                               |
| ------------------------------------------------ | ------------ | ------------------------------------------------------ |
| - Mandžukić 4'                                   | Chi tiết     | - M. Jørgensen 1'                                      |
| Loạt sút luân lưu                                |              |                                                        |
| - Badelj - Kramarić - Modrić - Pivarić - Rakitić | 3–2          | - Eriksen - Kjær - Krohn-Dehli - Schöne - N. Jørgensen |

| Brasil                     | 2–0      | México |
| -------------------------- | -------- | ------ |
| - Neymar 51' - Firmino 88' | Chi tiết |        |

| Bỉ                                             | 3–2      | Nhật Bản                   |
| ---------------------------------------------- | -------- | -------------------------- |
| - Vertonghen 69' - Fellaini 74' - Chadli 90+4' | Chi tiết | - Haraguchi 48' - Inui 52' |

| Thụy Điển      | 1–0      | Thụy Sĩ |
| -------------- | -------- | ------- |
| - Forsberg 66' | Chi tiết |         |

| Colombia                                         | 1–1 (s.h.p.) | Anh                                             |
| ------------------------------------------------ | ------------ | ----------------------------------------------- |
| - Mina 90+3'                                     | Chi tiết     | - Kane 57' (ph.đ.)                              |
| Loạt sút luân lưu                                |              |                                                 |
| - Falcao - Ju. Cuadrado - Muriel - Uribe - Bacca | 3–4          | - Kane - Rashford - Henderson - Trippier - Dier |

### Tứ kết
| Uruguay | 0–2      | Pháp                         |
| ------- | -------- | ---------------------------- |
|         | Chi tiết | - Varane 40' - Griezmann 61' |

| Brasil               | 1–2      | Bỉ                                       |
| -------------------- | -------- | ---------------------------------------- |
| - Renato Augusto 76' | Chi tiết | - Fernandinho 13' (l.n.) - De Bruyne 31' |

| Thụy Điển | 0–2      | Anh                      |
| --------- | -------- | ------------------------ |
|           | Chi tiết | - Maguire 30' - Alli 59' |

| Nga                                                     | 2–2 (s.h.p.) | Croatia                                        |
| ------------------------------------------------------- | ------------ | ---------------------------------------------- |
| - Cheryshev 31' - Fernandes 115'                        | Chi tiết     | - Kramarić 39' - Vida 101'                     |
| Loạt sút luân lưu                                       |              |                                                |
| - Smolov - Dzagoev - Fernandes - Ignashevich - Kuzyayev | 3–4          | - Brozović - Kovačić - Modrić - Vida - Rakitić |

### Bán kết
| Pháp         | 1–0      | Bỉ |
| ------------ | -------- | -- |
| - Umtiti 51' | Chi tiết |    |

| Croatia                        | 2–1 (s.h.p.) | Anh           |
| ------------------------------ | ------------ | ------------- |
| - Perišić 68' - Mandžukić 109' | Chi tiết     | - Trippier 5' |

### Play-off tranh hạng ba
| Bỉ                         | 2–0      | Anh |
| -------------------------- | -------- | --- |
| Meunier 4' · E. Hazard 82' | Chi tiết |     |

### Chung kết
| Pháp                                                                    | 4–2 | Croatia                       |
| ----------------------------------------------------------------------- | --- | ----------------------------- |
| - Mandžukić 17' (l.n.) - Griezmann 37' (ph.đ.) - Pogba 58' - Mbappé 64' |     | - Perišić 28' - Mandžukić 69' |

Đây là lần đầu tiên, Đội tuyển Croatia làm nên một kỳ tích vào Trận Chung kết một kỳ World Cup vào ngày 15 tháng 7 năm 2018.

## Thống kê

### Cầu thủ ghi bàn
Đã có 169 bàn thắng ghi được trong 64 trận đấu, trung bình 2.64 bàn thắng mỗi trận đấu.
12 bàn phản lưới nhà đã được ghi bàn trong giải đấu này, tăng gấp đôi phá kỷ lục 6 lần thiết lập vào năm 1998.
6 bàn thắng
- Harry Kane

4 bàn thắng
- Romelu Lukaku
- Antoine Griezmann
- Kylian Mbappé
- Cristiano Ronaldo
- Denis Cheryshev

3 bàn thắng
- Eden Hazard
- Yerry Mina
- Mario Mandžukić
- Ivan Perišić
- Artem Dzyuba
- Diego Costa
- Edinson Cavani

2 bàn thắng
- Sergio Agüero
- Mile Jedinak
- Philippe Coutinho
- Neymar
- Luka Modrić
- Mohamed Salah
- John Stones
- Inui Takashi
- Ahmed Musa
- Son Heung-min
- Andreas Granqvist
- Wahbi Khazri
- Luis Suárez

1 bàn thắng
- Ángel Di María
- Gabriel Mercado
- Lionel Messi
- Marcos Rojo
- Michy Batshuayi
- Nacer Chadli
- Kevin De Bruyne
- Marouane Fellaini
- Adnan Januzaj
- Dries Mertens
- Thomas Meunier
- Jan Vertonghen
- Roberto Firmino
- Paulinho
- Renato Augusto
- Thiago Silva
- Juan Cuadrado
- Radamel Falcao
- Juan Fernando Quintero
- Kendall Waston
- Milan Badelj
- Andrej Kramarić
- Ivan Rakitić
- Ante Rebić
- Domagoj Vida
- Christian Eriksen
- Mathias Jørgensen
- Yussuf Poulsen
- Dele Alli
- Jesse Lingard
- Harry Maguire
- Kieran Trippier
- Benjamin Pavard
- Paul Pogba
- Samuel Umtiti
- Raphaël Varane
- Toni Kroos
- Marco Reus
- Alfreð Finnbogason
- Gylfi Sigurðsson
- Karim Ansarifard
- Haraguchi Genki
- Honda Keisuke
- Kagawa Shinji
- Osako Yuya
- Javier Hernández
- Hirving Lozano
- Carlos Vela
- Khalid Boutaïb
- Youssef En-Nesyri
- Victor Moses
- Felipe Baloy
- André Carrillo
- Paolo Guerrero
- Jan Bednarek
- Grzegorz Krychowiak
- Pepe
- Ricardo Quaresma
- Mário Fernandes
- Yury Gazinsky
- Aleksandr Golovin
- Salem Al-Dawsari
- Salman Al-Faraj
- Sadio Mané
- M'Baye Niang
- Moussa Wagué
- Aleksandar Kolarov
- Aleksandar Mitrović
- Kim Young-gwon
- Iago Aspas
- Isco
- Nacho
- Ludwig Augustinsson
- Emil Forsberg
- Ola Toivonen
- Josip Drmić
- Blerim Džemaili
- Xherdan Shaqiri
- Granit Xhaka
- Steven Zuber
- Dylan Bronn
- Ferjani Sassi
- Fakhreddine Ben Youssef
- José Giménez

1 bàn phản lưới nhà
- Aziz Behich (trong trận gặp Pháp)
- Fernandinho (trong trận gặp Bỉ)
- Mario Mandžukić (trong trận gặp Pháp)
- Ahmed Fathy (trong trận gặp Nga)
- Edson Álvarez (trong trận gặp Thụy Điển)
- Aziz Bouhaddouz (trong trận gặp Iran)
- Oghenekaro Etebo (trong trận gặp Croatia)
- Thiago Cionek (trong trận gặp Sénégal)
- Denis Cheryshev (trong trận gặp Uruguay)
- Sergei Ignashevich (trong trận gặp Tây Ban Nha)
- Yann Sommer (trong trận gặp Costa Rica)
- Yassine Meriah (trong trận gặp Panama)

Nguồn: FIFA

### Kỷ luật
Hình thức kỷ luật áp dụng đối với các cầu thủ trong suốt giải đấu bao gồm 4 thẻ đỏ và 219 thẻ vàng.
Tổng cộng, thống kê cả giải đấu có bốn cầu thủ bị đuổi trực tiếp ra khỏi sân trong thời gian thi đấu. Đây là kỳ World Cup có ít thẻ đỏ nhất kể từ năm 1978. Giám đốc kỹ thuật của Hiệp hội Bóng đá Quốc tế David Elleray cho rằng điều này là do sự ra đời luật áp dụng công nghệ video trợ lý trọng tài (VAR), vì cầu thủ biết rằng họ sẽ khó tránh khỏi bị phạt trong hệ thống mới.
Một cầu thủ bị treo giò tự động cho trận đấu tiếp theo nếu như:
- Nhận được một thẻ đỏ (số trận treo giò có thể tăng phụ thuộc mức độ nghiêm trọng của lỗi)
- Nhận được hai thẻ vàng trong hai trận đấu; quy định này không có hiệu lực sau vòng tứ kết (thẻ vàng bị treo giò không được chuyển tiếp đến bất kỳ trận đấu quốc tế nào khác)

Các cầu thủ đã bị treo giò trong giải đấu này:
| Cầu thủ              | Lỗi                                                                                                 | Treo giò                                   |
| -------------------- | --------------------------------------------------------------------------------------------------- | ------------------------------------------ |
| Carlos Sánchez       | trong bảng H v Nhật Bản (ngày đấu 1; 19 tháng 6)                                                    | Bảng H v Ba Lan (ngày đấu 2; 24 tháng 6)   |
| Yussuf Poulsen       | trong bảng C v Peru (ngày đấu 1; 16 tháng 6) · trong bảng C v Úc (ngày đấu 2; 21 tháng 6)           | Bảng C v Pháp (ngày đấu 3; 26 tháng 6)     |
| Jérôme Boateng       | trong bảng F v Thụy Điển (ngày đấu 2; 23 tháng 6)                                                   | Bảng F v Hàn Quốc (ngày đấu 3; 27 tháng 6) |
| Armando Cooper       | trong bảng G v Bỉ (ngày đấu 1; 18 tháng 6) · trong bảng G v Anh (ngày đấu 2; 24 tháng 6)            | Bảng G v Tunisia (ngày đấu 3; 28 tháng 6)  |
| Michael Amir Murillo | trong bảng G v Bỉ (ngày đấu 1; 18 tháng 6) · trong bảng G v Anh (ngày đấu 2; 24 tháng 6)            | Bảng G v Tunisia (ngày đấu 3; 28 tháng 6)  |
| Igor Smolnikov       | trong bảng A v Uruguay (ngày đấu 3; 25 tháng 6)                                                     | Vòng 16 đội v Tây Ban Nha (1 tháng 7)      |
| Sebastian Larsson    | trong bảng F v Đức (ngày đấu 2; 23 tháng 6) · trong bảng F v México (ngày đấu 3; 27 tháng 6)        | Vòng 16 đội v Thụy Sĩ (3 tháng 7)          |
| Héctor Moreno        | trong bảng F v Đức (ngày đấu 1; 17 tháng 6) · trong bảng F v Thụy Điển (ngày đấu 3; 27 tháng 6)     | Vòng 16 đội v Brasil (2 tháng 7)           |
| Stephan Lichtsteiner | trong bảng E v Brasil (ngày đấu 1; 17 tháng 6) · trong bảng E v Costa Rica (ngày đấu 3; 27 tháng 6) | Vòng 16 đội v Thụy Điển (3 tháng 7)        |
| Fabian Schär         | trong bảng E v Brasil (ngày đấu 1; 17 tháng 6) · trong bảng E v Costa Rica (ngày đấu 3; 27 tháng 6) | Vòng 16 đội v Thụy Điển (3 tháng 7)        |
| Blaise Matuidi       | trong bảng C v Peru (ngày đấu 2; 21 tháng 6) · trong vòng 16 đội v Argentina (30 tháng 6)           | Tứ kết v Uruguay (6 tháng 7)               |
| Casemiro             | trong bảng E v Thụy Sĩ (ngày đấu 1; 17 tháng 6) · trong vòng 16 đội v México (2 tháng 7)            | Tứ kết v Bỉ (6 tháng 7)                    |
| Mikael Lustig        | trong bảng F v México (ngày đấu 3; 27 tháng 6) · trong vòng 16 đội v Thụy Sĩ (3 tháng 7)            | Tứ kết v Anh (7 tháng 7)                   |
| Michael Lang         | trong vòng 16 đội v Thụy Điển (3 tháng 7)                                                           | Đình chỉ phục vụ bên ngoài giải đấu        |
| Thomas Meunier       | trong bảng G v Panama (ngày đấu 1; 18 tháng 6) · trong tứ kết v Brasil (6 tháng 7)                  | Bán kết v Pháp (10 tháng 7)                |

### Các giải thưởng

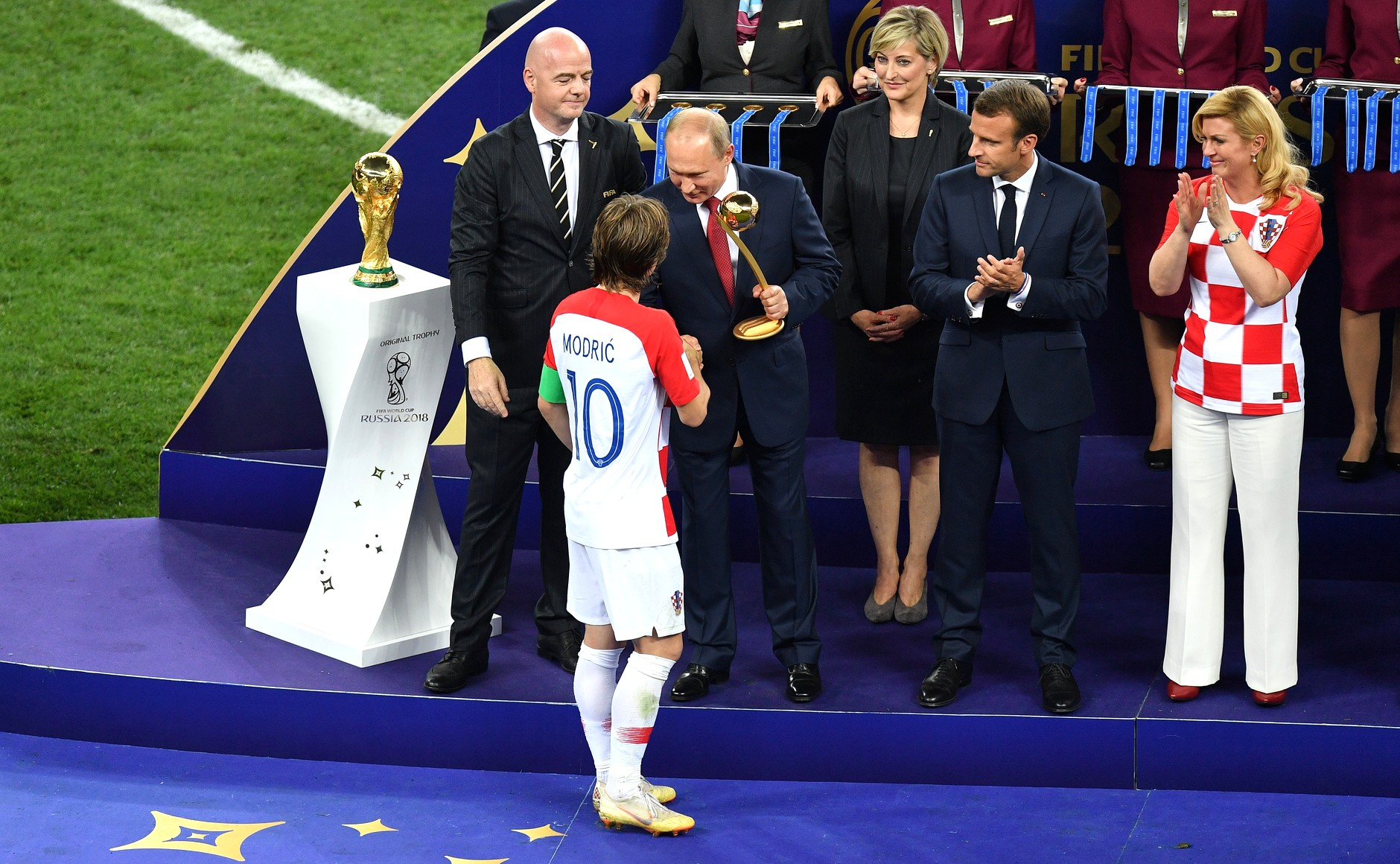
Luka Modrić nhận giải thưởng Quả bóng vàng từ Tổng thống Nga Vladimir Putin.

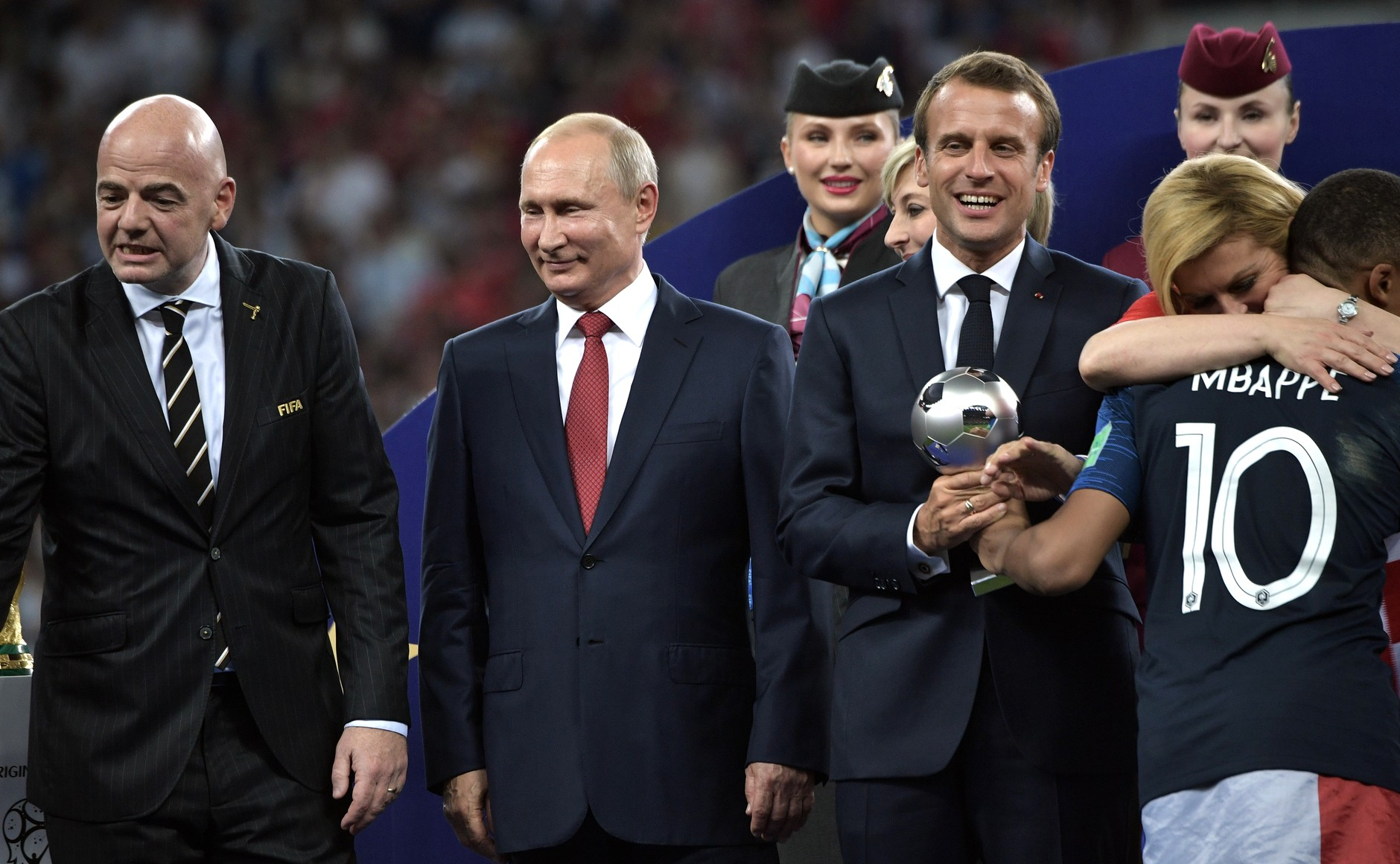
Kylian Mbappé nhận giải thưởng cầu thủ trẻ xuất sắc nhất cúp Thế giới từ Tổng thống Pháp Emmanuel Macron.

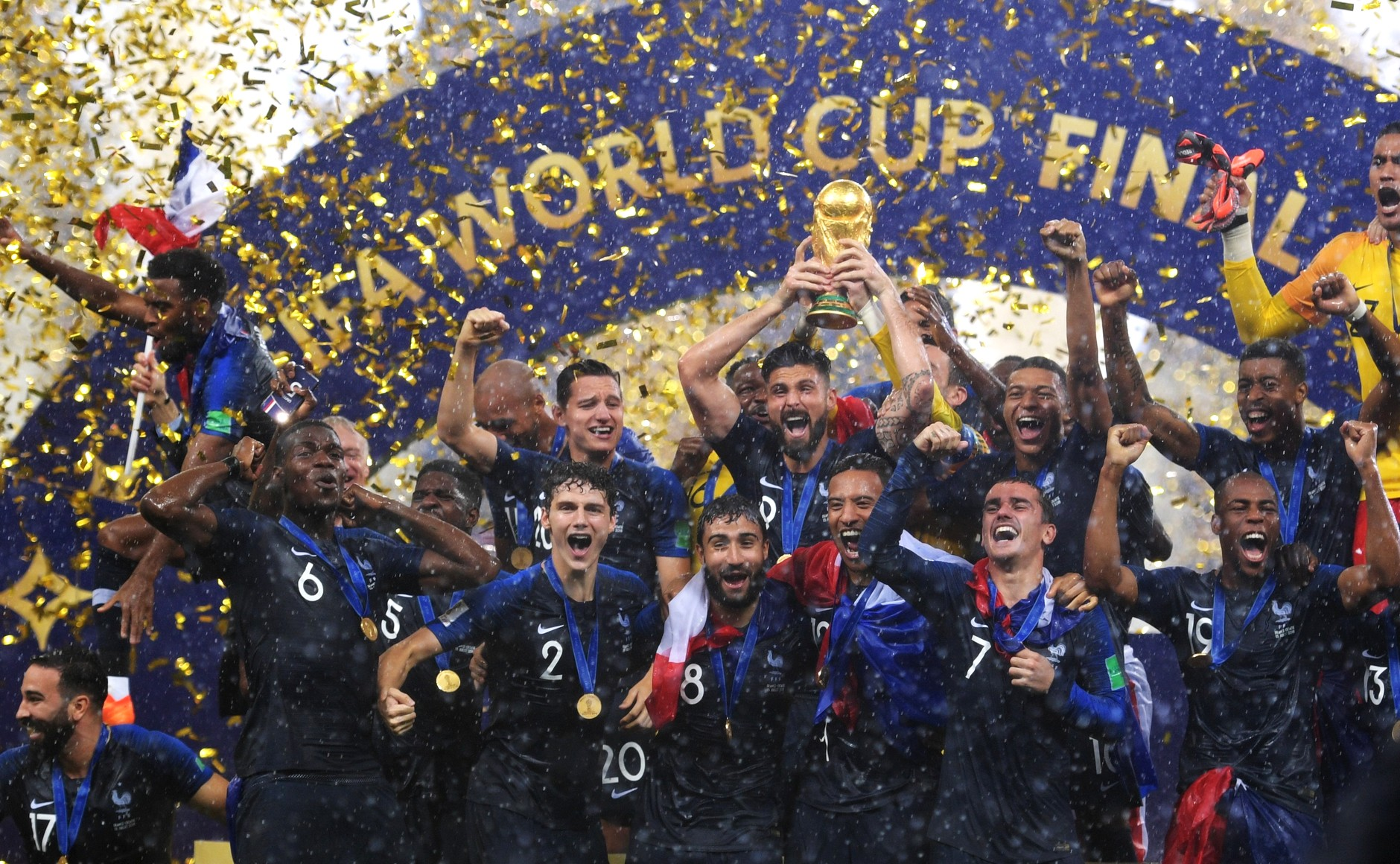
Đội tuyển Pháp nâng cao chiếc cúp World Cup.

Các giải thưởng sau đây được trao tặng khi kết thúc giải đấu. Chiếc giày vàng (cầu thủ ghi bàn thắng nhiều nhất giải đấu), Quả bóng vàng  (cầu thủ xuất sắc nhất giải đấu) và Găng tay vàng (thủ môn xuất sắc nhất giải đấu) đều được Adidas tài trợ.
| Quả bóng vàng                        | Quả bóng bạc                                | Quả bóng đồng                           |
| ------------------------------------ | ------------------------------------------- | --------------------------------------- |
| Luka Modrić                          | Eden Hazard                                 | Antoine Griezmann                       |
| Chiếc giày vàng                      | Chiếc giày bạc                              | Chiếc giày đồng                         |
| Harry Kane (6 bàn thắng, 0 kiến tạo) | Antoine Griezmann (4 bàn thắng, 2 kiến tạo) | Romelu Lukaku (4 bàn thắng, 1 kiến tạo) |
| Găng tay vàng                        |                                             |                                         |
| Thibaut Courtois                     |                                             |                                         |
| Cầu thủ trẻ xuất sắc nhất            |                                             |                                         |
| Kylian Mbappé                        |                                             |                                         |
| Giải thưởng đội đoạt giải phong cách |                                             |                                         |
| Tây Ban Nha                          |                                             |                                         |

Ngoài ra, FIFA.com đã đưa ra danh sách 10 bàn thắng đẹp nhất giải đấu do người dùng bình chọn. Cuộc bầu chọn đã kết thúc vào ngày 23 tháng 7. Giải thưởng được tài trợ bởi Hyundai.
| Bàn thắng đẹp nhất giải đấu | Bàn thắng đẹp nhất giải đấu | Bàn thắng đẹp nhất giải đấu | Bàn thắng đẹp nhất giải đấu |
| Cầu thủ ghi bàn             | Đối thủ                     | Tỷ số                       | Vòng đấu                    |
| --------------------------- | --------------------------- | --------------------------- | --------------------------- |
| Benjamin Pavard             | Argentina                   | 4-3                         | Vòng 16 đội                 |

#### Đội hình trong mơ
Không giống nhứ hai kỳ World Cup năm 2010 và 2014, FIFA đã không phát hành một Đội hình toàn sao chính thức, mà thay vào đó đã mời người dùng của FIFA.com bình chọn Đội hình trong mơ của họ.
| Thủ môn          | Hậu vệ                                          | Tiền vệ                                       | Tiền đạo                                   |
| ---------------- | ----------------------------------------------- | --------------------------------------------- | ------------------------------------------ |
| Thibaut Courtois | Marcelo Thiago Silva Raphaël Varane Diego Godín | Kevin De Bruyne Philippe Coutinho Luka Modrić | Harry Kane Kylian Mbappé Cristiano Ronaldo |

FIFA cũng xuất bản một đội hình khác thay thế của giải đấu dựa trên các thành tích của cầu thủ được đánh giá thông qua dữ liệu thống kê.
| Thủ môn          | Hậu vệ                                                   | Tiền vệ                                       | Tiền đạo                                 |
| ---------------- | -------------------------------------------------------- | --------------------------------------------- | ---------------------------------------- |
| Thibaut Courtois | Andreas Granqvist Thiago Silva Raphaël Varane Yerry Mina | Denis Cheryshev Philippe Coutinho Luka Modrić | Harry Kane Antoine Griezmann Eden Hazard |

#### Tiền thưởng
Số tiền thưởng đã được công bố vào tháng 10 năm 2017.
| Vị trí                  | Số tiền (triệu đô la Mỹ) | Số tiền (triệu đô la Mỹ) |
| Vị trí                  | Mỗi đội tuyển            | Tổng số                  |
| ----------------------- | ------------------------ | ------------------------ |
| Vô địch                 | 38                       | 38                       |
| Á quân                  | 28                       | 28                       |
| Hạng ba                 | 24                       | 24                       |
| Hạng tư                 | 22                       | 22                       |
| Hạng 5–8 (tứ kết)       | 16                       | 64                       |
| Hạng 9–16 (vòng 16 đội) | 12                       | 96                       |
| Hạng 17–32 (vòng bảng)  | 8                        | 128                      |
| Tổng số                 | Tổng số                  | 400                      |

## Bảng xếp hạng các đội tuyển tham dự giải đấu
| Hạng                  | Đội         | Bảng | Trận | Thắng | Hòa | Thua | BT | BB | HS  | Điểm |
| --------------------- | ----------- | ---- | ---- | ----- | --- | ---- | -- | -- | --- | ---- |
| 1                     | Pháp        | C    | 7    | 6     | 1   | 0    | 14 | 6  | +8  | 19   |
| 2                     | Croatia     | D    | 7    | 4     | 2   | 1    | 14 | 9  | +5  | 14   |
| 3                     | Bỉ          | G    | 7    | 6     | 0   | 1    | 16 | 6  | +10 | 18   |
| 4                     | Anh         | G    | 7    | 3     | 1   | 3    | 12 | 8  | +4  | 10   |
| Bị loại ở tứ kết      |             |      |      |       |     |      |    |    |     |      |
| 5                     | Uruguay     | A    | 5    | 4     | 0   | 1    | 7  | 3  | +4  | 12   |
| 6                     | Brasil      | E    | 5    | 3     | 1   | 1    | 8  | 3  | +5  | 10   |
| 7                     | Thụy Điển   | F    | 5    | 3     | 0   | 2    | 6  | 4  | +2  | 9    |
| 8                     | Nga         | A    | 5    | 2     | 2   | 1    | 11 | 7  | +4  | 8    |
| Bị loại ở vòng 16 đội |             |      |      |       |     |      |    |    |     |      |
| 9                     | Colombia    | H    | 4    | 2     | 1   | 1    | 6  | 3  | +3  | 7    |
| 10                    | Tây Ban Nha | B    | 4    | 1     | 3   | 0    | 7  | 6  | +1  | 6    |
| 11                    | Đan Mạch    | C    | 4    | 1     | 3   | 0    | 3  | 2  | +1  | 6    |
| 12                    | México      | F    | 4    | 2     | 0   | 2    | 3  | 6  | −3  | 6    |
| 13                    | Bồ Đào Nha  | B    | 4    | 1     | 2   | 1    | 6  | 6  | 0   | 5    |
| 14                    | Thụy Sĩ     | E    | 4    | 1     | 2   | 1    | 5  | 5  | 0   | 5    |
| 15                    | Nhật Bản    | H    | 4    | 1     | 1   | 2    | 6  | 7  | -1  | 4    |
| 16                    | Argentina   | D    | 4    | 1     | 1   | 2    | 6  | 9  | −3  | 4    |
| Bị loại ở vòng bảng   |             |      |      |       |     |      |    |    |     |      |
| 17                    | Sénégal     | H    | 3    | 1     | 1   | 1    | 4  | 4  | 0   | 4    |
| 18                    | Iran        | B    | 3    | 1     | 1   | 1    | 2  | 2  | 0   | 4    |
| 19                    | Hàn Quốc    | C    | 3    | 1     | 0   | 2    | 3  | 3  | 0   | 3    |
| 20                    | Perú        | F    | 3    | 1     | 0   | 2    | 2  | 2  | 0   | 3    |
| 21                    | Nigeria     | D    | 3    | 1     | 0   | 2    | 3  | 4  | -1  | 3    |
| 22                    | Đức         | F    | 3    | 1     | 0   | 2    | 2  | 4  | -2  | 3    |
| 23                    | Serbia      | E    | 3    | 1     | 0   | 2    | 2  | 4  | -2  | 3    |
| 24                    | Tunisia     | H    | 3    | 1     | 0   | 2    | 5  | 8  | -3  | 3    |
| 25                    | Ba Lan      | G    | 3    | 1     | 0   | 2    | 2  | 5  | -3  | 3    |
| 26                    | Ả Rập Xê Út | A    | 3    | 1     | 0   | 2    | 2  | 7  | -5  | 3    |
| 27                    | Maroc       | B    | 3    | 0     | 1   | 2    | 2  | 4  | -2  | 1    |
| 28                    | Iceland     | D    | 3    | 0     | 1   | 2    | 2  | 5  | -3  | 1    |
| 29                    | Costa Rica  | E    | 3    | 0     | 1   | 2    | 2  | 5  | -3  | 1    |
| 30                    | Úc          | C    | 3    | 0     | 1   | 2    | 2  | 5  | -3  | 1    |
| 31                    | Ai Cập      | A    | 3    | 0     | 0   | 3    | 2  | 6  | -4  | 0    |
| 32                    | Panamá      | G    | 3    | 0     | 0   | 3    | 2  | 11 | -9  | 0    |

## Tiếp thị

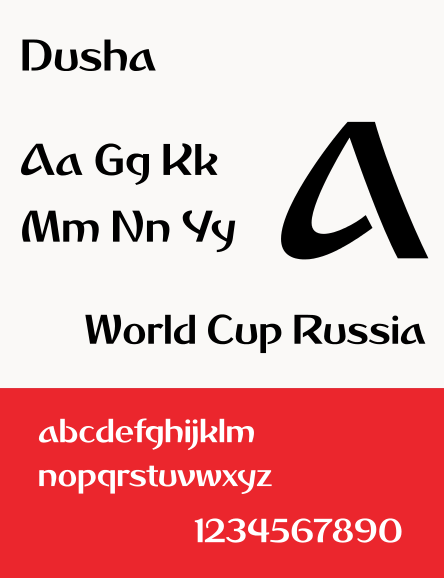
Kiểu chữ "Dusha" được sử dụng cho thương hiệu

### Thương hiệu
Biểu trưng của giải đấu đã được công bố vào ngày 28 tháng 10 năm 2014 bởi các phi hành gia tại Trạm vũ trụ Quốc tế và sau đó chiếu lên nhà hát Bolshoi của Moskva trong chương trình truyền hình buổi tối. Bộ trưởng Thể thao Nga Vitaly Mutko nói rằng biểu trưng được lấy cảm hứng từ "Truyền thống nghệ thuật giàu có của Nga cùng lịch sử thành tích và đổi mới của nó", và chủ tịch FIFA Sepp Blatter nói rằng nó phản ánh "trái tim và linh hồn" của đất nước. Đối với thương hiệu, một kiểu chữ được gọi là Dusha (từ Душа, tiếng Nga cho linh hồn) đã được tạo ra bởi cơ quan thiết kế Bồ Đào Nha Brandia Central vào năm 2014.

### Linh vật

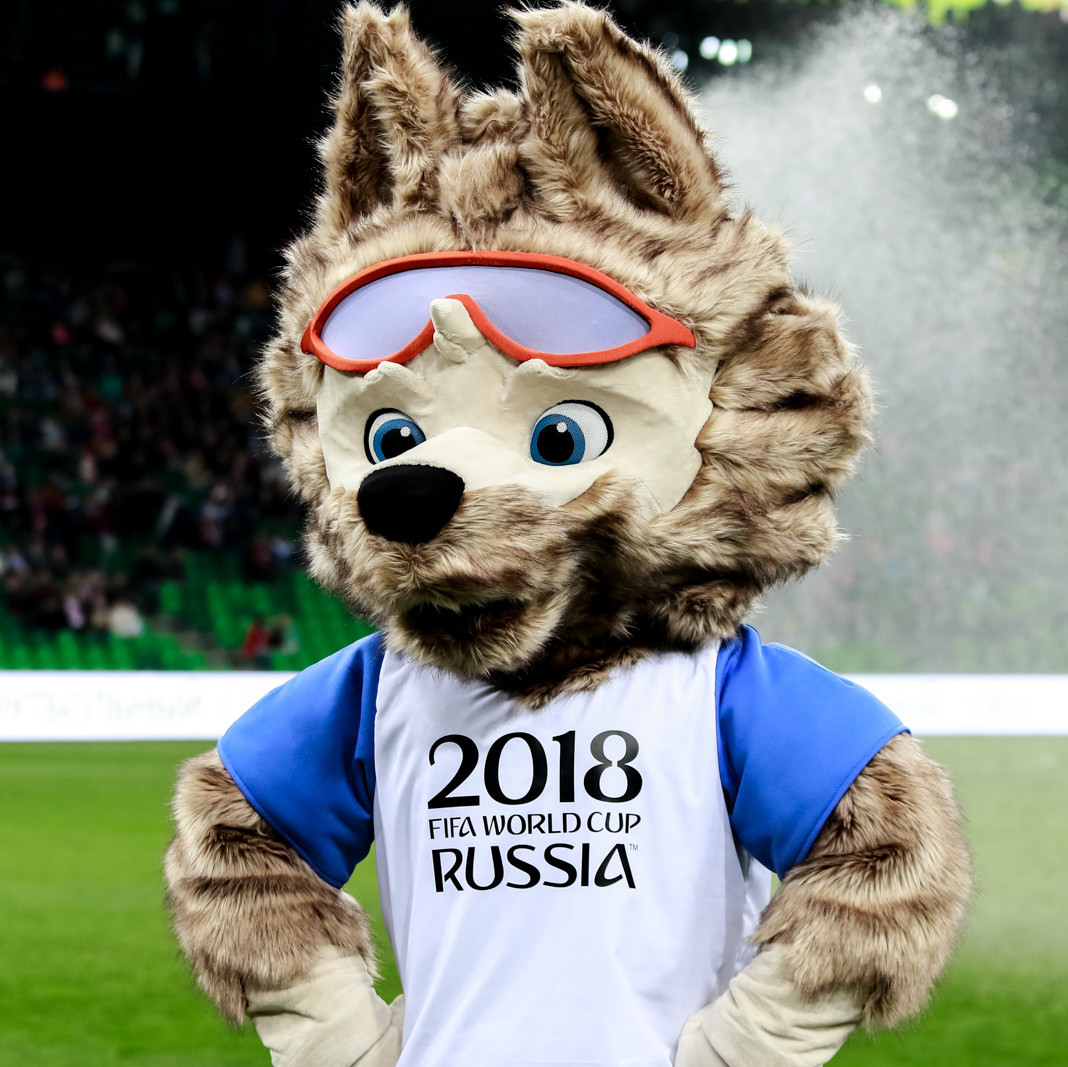
Linh vật giải đấu, con chó sói Zabivaka

Linh vật chính thức cho giải đấu đã được công bố vào ngày 21 tháng 10 năm 2016, và được lựa chọn thông qua một cuộc thi thiết kế giữa các sinh viên đại học. Một cuộc bỏ phiếu công khai được sử dụng để chọn từ ba ứng cử viên vào vòng chung kết - một con mèo, một con hổ và một con chó sói. Người chiến thắng, với 53% xấp xỉ 1 triệu phiếu bầu, là Zabivaka - một con chó sói được hóa người mặc trang phục thi đấu của đội tuyển quốc gia Nga. Tên của Zabivaka có nguồn gốc từ tiếng Nga забивать, có nghĩa là "người ghi bàn".

### Đặt vé
Giai đoạn một của bán vé được bắt đầu vào ngày 14 tháng 9 năm 2017, lúc 12:00 giờ Moskva, và kéo dài cho đến ngày 12 tháng 10 năm 2017.
Chính sách thị thực của Nga nói chung sẽ không áp dụng cho những người tham gia và khán giả, những người sẽ có thể đến thăm Nga mà không có thị thực trước và trong khi cuộc thi bất kể quốc tịch của họ. Tuy nhiên, các khán giả cần phải đăng ký một "Fan ID" một thẻ nhận dạng ảnh đặc biệt. Khách du lịch phải xuất trình Fan-ID để vào quốc gia miễn thị thực trong khi cả hai Fan-ID và hộ chiếu đều phải được xuất trình để vào xem các trận đấu. Các Fan-ID cũng cấp cho người tham dự quyền truy cập miễn phí vào các dịch vụ giao thông công cộng, bao gồm cả xe buýt và dịch vụ xe lửa giữa các địa điểm phù hợp. Fan-ID được quản lý bởi Bộ phát triển kỹ thuật số, thông tin và truyền thông đại chúng, những người có thể thu hồi các chứng nhận này bất cứ lúc nào để "đảm bảo khả năng phòng thủ hoặc an ninh của nhà nước hoặc trật tự công cộng".

### Bóng thi đấu

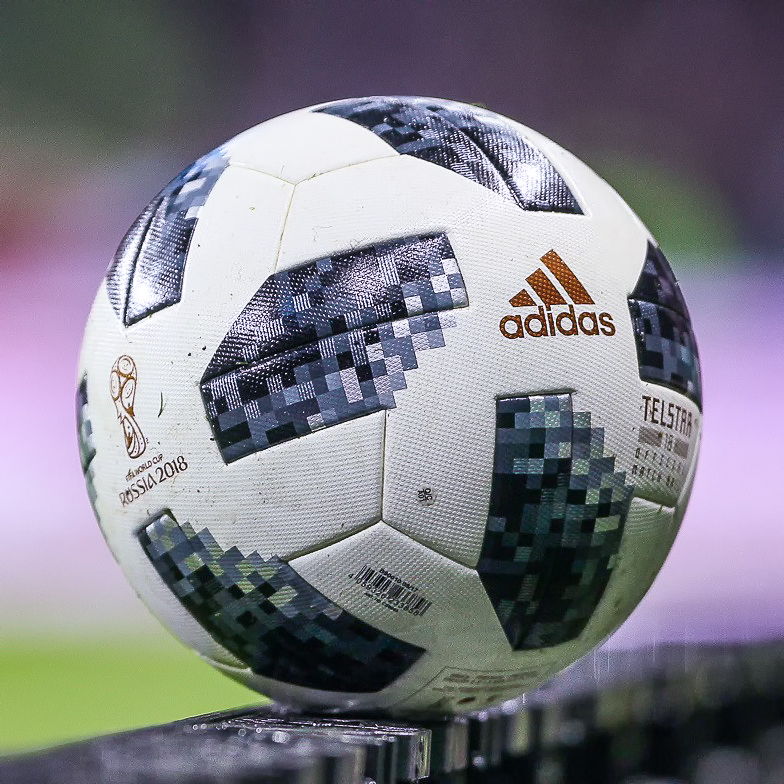
Quả bóng thi đấu "Telstar 18"

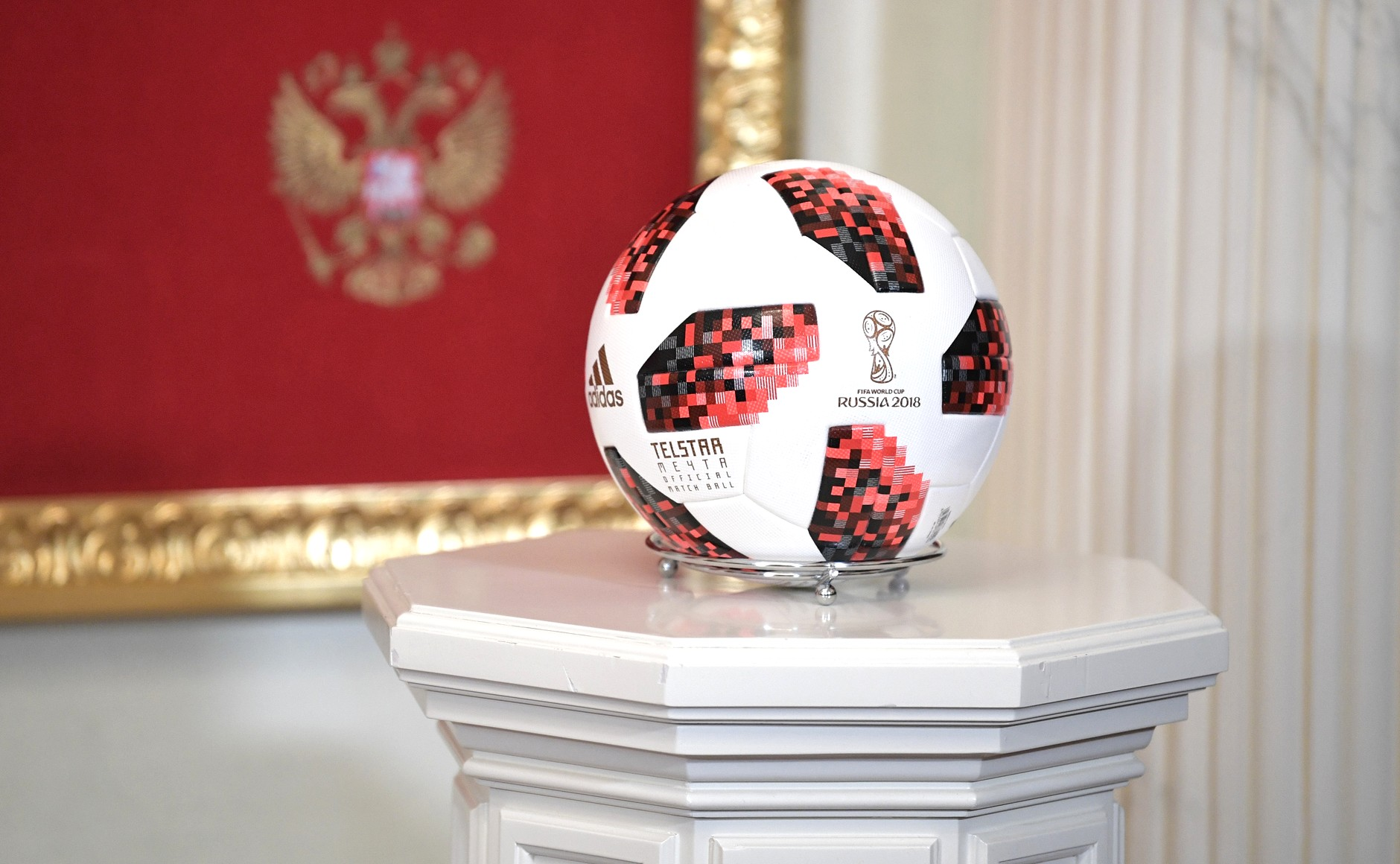
Quả bóng thi đấu cho vòng đấu loại trực tiếp, "Telstar Mechta".

Quả bóng thi đấu chính thức của vòng bảng Giải vô địch bóng đá thế giới 2018 được gọi là "Telstar 18" và được dựa theo tên và thiết kế của quả bóng Cúp Thế giới Adidas đầu tiên từ năm 1970. Nó được giới thiệu trước công chúng vào ngày 9 tháng 11 năm 2017.
Sau vòng bảng, quả bóng Telstar Mechta sẽ được sử dụng cho giai đoạn vòng đấu loại trực tiếp. Từ mechta (tiếng Nga: мечта) có nghĩa là ước mơ (dream) hoặc khát vọng (ambition). Sự khác biệt giữa Telstar 18 và Mechta là các chi tiết màu đỏ trên thiết kế.

### Hàng hóa
Vào ngày 30 tháng 4 năm 2018, EA đã công bố bản mở rộng miễn phí cho FIFA 18 dựa theo Giải vô địch bóng đá thế giới 2018, bao gồm tất cả 32 đội tuyển đang tham gia và tất cả 12 sân vận động được sử dụng tại Giải vô địch bóng đá thế giới 2018.
World Cup mode cho FIFA Online 4 dựa theo Giải vô địch bóng đá thế giới 2018, bao gồm 32 đội tham dự, 6 đội không được tham dự (bao gồm Trung Quốc, Chile, Hà Lan, Mỹ, Ý và Cộng Hòa Séc) và sân vận động Luzhniki (Moskva).

### Bài hát chính thức
Bài hát chính thức của giải đấu là "Live It Up", với giọng hát của Will Smith, Nicky Jam và Era Istrefi, được phát hành vào ngày 25 tháng 5. Video âm nhạc chính thức của Giải vô địch bóng đá thế giới đã được phát hành vào ngày 8 tháng 6.

## Tranh cãi về nơi tổ chức
Cũng như Thế vận hội Mùa đông 2014, việc Nga tổ chức Giải vô địch bóng đá thế giới 2018 đưa tới nhiều đề tài tranh cãi. Một trong những đề tài bàn luận là mức độ kỳ thị chủng tộc trong nền bóng đá Nga, và việc kỳ thị những người đồng tính trong xã hội Nga. Việc Nga dính líu tới xung đột ở Ukraina, cũng đưa tới những kêu gọi dời nơi tổ chức giải này, nhất là sau khi Nga sáp nhập Krym vào nước mình và việc nghi ngờ vai trò của Nga trong việc chuyến bay 17 của Malaysia Airlines bị bắn rơi.
Sau vụ đầu độc điệp viên Skripal tại London mà Anh cáo buộc Nga chịu trách nhiệm, thủ tướng Anh Theresa May tuyên bố rằng sẽ không có bất cứ một vị bộ trưởng Anh hay thành viên nào của gia đình hoàng gia Anh tham dự lễ khai mạc World Cup hay tham gia bất cứ hoạt động nào liên quan đến World Cup ở Nga. Chính phủ Anh thậm chí yêu cầu gia đình các tuyển thủ nước này không đến Nga cổ vũ, để đảm bảo an toàn. Lãnh đạo các nước Ba Lan, Iceland, Đan Mạch, Thụy Điển, Úc, Nhật Bản cũng tuyên bố tẩy chay World Cup 2018 và sẽ không dự lễ khai mạc ngày hội bóng đá trên đất Nga.

## Công tác chuẩn bị và chi phí
Giải bóng đá vô địch thế giới 2018 tiêu tốn khoản chi phí đắt nhất trong lịch sử Giải bóng đá thế giới cho đến khi đó, vượt qua giải năm 2014 tại Brasil với con số được ước tính 14,2 tỷ USD.
Chính phủ Nga đã dành ngân sách khoảng 20 tỷ USD, sau đó giảm xuống còn 10 tỷ USD để chuẩn bị cho kỳ World Cup này, trong đó một nửa dành cho cơ sở hạ tầng giao thông. Nước chủ nhà tập trung mạnh vào việc nâng cấp các sân bay tại những thành phố lớn. Việc xây dựng các khách sạn mới cũng là một phần việc quan trọng trong phát triển hạ tầng cơ sở tại các thành phố tổ chức giải.

## Bản quyền phát sóng
FIFA, thông qua một số công ty, đã bán bản quyền phát sóng Giải vô địch bóng đá thế giới 2018 cho các đài truyền hình địa phương khác nhau.
Vào tháng 2 năm 2018, chủ sở hữu bản quyền của Ukraina là UA:PBC tuyên bố sẽ không phát sóng World Cup trong bối cảnh Liên đoàn bóng đá Ukraine và Bộ trưởng thể thao Ihor Zhdanov ngày càng tẩy chay giải đấu. Ngoài ra, Liên đoàn bóng đá Ukraina từ chối công nhận các nhà báo cho World Cup và miễn hạn ngạch vé của họ.. Tuy nhiên, đài truyền hình nhà nước Ukraina vẫn phát sóng World Cup, và hơn bốn triệu người Ukraina đã theo dõi trận khai mạc.
Quyền phát sóng giải đấu ở Trung Đông đã bị cản trở bởi cuộc khủng hoảng ngoại giao đang diễn ra ở Qatar, trong đó Bahrain, Ai Cập, Ả Rập Xê Út và Các Tiểu vương quốc Ả Rập Thống nhất cắt quan hệ ngoại giao với Qatar - nơi đặt trụ sở của chủ sở hữu bản quyền tại Trung Đông và châu Phi của FIFA beIN Sports - vào tháng 6 năm 2017, về việc nhà nước bị cáo buộc hỗ trợ các nhóm khủng bố . Vào ngày 2 tháng 6 năm 2018, beIN đã rút các kênh của mình khỏi Du và Etisalat, nhưng dịch vụ cho Etisalat đã được khôi phục vào cuối ngày hôm đó. Etisalat sau đó đã thông báo họ sẽ phát sóng World Cup ở UAE và tiếp tục cung cấp beIN một cách bình thường và không gián đoạn. Ở Ả Rập Xê Út, beIN bị cấm kinh doanh, dẫn đến các kênh và nội dung khác đã được thay đổi lại một cách rộng khắp và bất hợp pháp bởi một đài truyền hình tự nhận là "beoutQ". Trong khi FIFA cố gắng đàm phán để bán một gói bao gồm các trận đấu của Ả Rập Xê Út và trận chung kết một cách gián tiếp, họ đã không thể thực hiện được điều đó. Vào ngày 12 tháng 7 năm 2018, FIFA tuyên bố họ đã "tham gia cố vấn để thực hiện hành động pháp lý ở Ả Rập Xê Út và đang làm việc cùng với các chủ sở hữu quyền thể thao khác cũng bị ảnh hưởng để bảo vệ lợi ích của mình."
Ở Hoa Kỳ, World Cup 2018 là kì World Cup đầu tiên được phát sóng trên truyền hình bởi Fox Sports bằng tiếng Anh, và Telemudo bằng tiếng Tây Ban Nha. Fox Sport cho biết số người xem World Cup 2014 ở Hoa Kỳ đã đạt tới con số 16,5 triệu người xem. Do vậy, việc đội tuyển bóng đá quốc gia Hoa Kỳ không vượt qua vòng loại World Cup 2018 đã dẫn đến mối quan ngại rằng sự quan tâm và số người xem của Hoa Kỳ tại World Cup này sẽ bị giảm sút (đặc biệt là những khán giả "bình thường" chỉ quan tâm đến đội tuyển Hoa Kỳ). Trong một sự kiện ra mắt, Fox nói rằng họ đã lên kế hoạch tập trung vào đội tuyển México trong phạm vi phủ sóng của mình để tận dụng sự phổ biến của họ trong số lượng người xem ở Hoa Kỳ (bao gồm người Mỹ gốc Tây Ban Nha và Mỹ La Tinh). Fox nói rằng họ vẫn cam kết phát sóng một số lượng đáng kể tin tức cho giải đấu. Lượng người xem nói chung đã giảm so với năm 2014, do  lịch các trận đấu không thuận lợi cho người xem ở châu Mỹ như trước đó 4 năm. Nhiều trận đấu được phát sóng vào khung giờ buổi sáng, mặc dù trận Mexico-Thụy Điển của Telemundo được công bố là chương trình ban ngày trong tuần được xem nhiều nhất trong lịch sử kênh này.
Không như các giải đấu trước đây khi bản quyền được gộp chung với Hàn Quốc, Đài Truyền hình Trung ương Triều Tiên đã mua được bản quyền World Cup 2018 tại Triều Tiên. Các chương trình phát sóng chỉ bắt đầu từ vòng 16 đội, và các trận đấu đã được phát chậm và biên tập lại. Ngoài ra, các trận đấu có đội Nhật Bản đã bị loại khỏi chương trình phát sóng do quan hệ căng thẳng và các chiến dịch chống lại đất nước.
Tại Việt Nam, vào chiều tối ngày 8 tháng 6 năm 2018, VTV tuyên bố họ đã chính thức đạt được thỏa thuận sở hữu bản quyền phát sóng World Cup 2018, sau một thời gian dài đàm phán với FIFA và đối tác Infront Sports & Media, qua đó giúp Việt Nam thành quốc gia cuối cùng sở hữu bản quyền giải đấu trong tổng số 220 thành viên. Ngày 10 tháng 6, VTV đăng trên trang báo điện tử của đài rằng họ đã tiến hành chia sẻ bản quyền giải đấu với một số đơn vị truyền thông như Viettel, FPT và VNPT cũng như Đài Truyền hình Thành phố Hồ Chí Minh và một số kênh địa phương tiếp sóng như Hải Phòng, Thái Bình... Theo một số nguồn tin tiết lộ, do chi phí lớn, Tập đoàn Quân đội Viettel và Tập đoàn Vingroup đã hợp tác cùng VTV trong thương vụ này, trong đó Vingroup đã tài trợ 5 triệu USD chi phí mua bản quyền.

## Tài trợ
| - Adidas - Coca-Cola - Gazprom - Hyundai–Kia | - Qatar Airways - VISA - Tập đoàn Wanda |

| - Anheuser-Busch InBev - Hisense - McDonald's - Mengniu Dairy | - Vivo |